# Bad Wimpfen
Bad Wimpfen (Ausspracheⓘ, bis 1930 und heute umgangssprachlich Wimpfen) ist eine Kurstadt am Neckar im Landkreis Heilbronn in der Region Kraichgau. Sie gehört zum Regionalverband Heilbronn-Franken und zur europäischen Metropolregion Stuttgart. Die Stadt war einst mittelalterliche Stauferpfalz und später bis 1803 Reichsstadt.
Als Exklave des ehemaligen Volksstaates Hessen ist die Stadt seit der Nachkriegszeit verwaltungsrechtlich Teil des Landes Baden-Württemberg, die staatsrechtliche Zugehörigkeit ist jedoch weiterhin umstritten (siehe dazu Abschnitt „Zwischen Hessen und Baden-Württemberg“).

## Geografie

### Lage
Bad Wimpfen liegt am linken Ufer des Neckars etwa 10 km nordnordwestlich von Heilbronn (Luftlinie). Sein älterer Teil, Wimpfen im Tal, zieht sich längs des Flusses in seiner dort recht breiten linken Aue. Etwas westlich davon steht Wimpfen am Berg auf dem zum Kraichgau hin ansteigenden oberen Hang links des Flusstals. Dort wurden im Mittelalter die Stauferpfalz und die Bergstadt auf einem Ostsporn über dem Prallhang des darunter nach Norden abbiegenden Flusses und des kleinen, diesem stumpf aus Südwesten zulaufenden Nebentals des Adamsgrabens erbaut. Die neueren Stadtteile breiten sich in flacherem Anstieg vor allem nach Westen aus.
Zu Bad Wimpfen gehört auch der zwei Kilometer nordwestlich gelegene Teilort Hohenstadt, der sich am linken Hang eines etwas größeren, nach Osten zum Neckar ziehenden Nebentals befindet.
Das Stadtgebiet Wimpfens liegt, bis auf einen winzigen Zwickel an der Jagstmündung gegenüber von Wimpfen im Tal, links des Neckars und größtenteils auf etwa 200–250 Meter hoher, welliger Flur. Nur am Neckarhang gibt es einen schmalen Waldstreifen, dazu an der nördlichen und westlichen Stadtgrenze etwas größere Waldinseln. Diese hügelige Ebene entwässert zum größeren Teil über kleine Täler unmittelbar zum Neckar. Nur im Südwesten laufen einige Wasserläufe jenseits der Stadtgrenze zunächst dem Böllinger Bach zu, einem etwas längeren Nebenfluss des Neckars.

### Boden
Die Gäulandschaften, in denen Bad Wimpfen liegt, sind geprägt von sanften Hügeln, fruchtbaren Böden und einer reichen Vegetation. Die Parabraunerden aus Lössablagerungen bilden die Grundlage der Bodenlandschaft. Neben Parabraunerden kommen in den Tälern Pelosole und Auen-Pararendzinen vor.

### Nachbargemeinden
Nachbarstädte und -gemeinden Bad Wimpfens sind (im Uhrzeigersinn, beginnend im Süden): Heilbronn (Stadtkreis), Bad Rappenau, Offenau, Bad Friedrichshall, Untereisesheim und Neckarsulm. Bis auf Heilbronn gehören alle zum Landkreis Heilbronn.

### Stadtgliederung
Zu Bad Wimpfen gehört neben Wimpfen am Berg als Hauptort auch der ältere Stadtteil Wimpfen im Tal, außerdem das Dorf Hohenstadt, die Höfe Allmend-Siedlung, Erbach und Höhe-Siedlung sowie der Wohnplatz Fleckinger Mühle. Freistehende Ein- und Zweifamilienhäuser machen den Großteil der Siedlungsstruktur in Bad Wimpfen aus.

### Flächenaufteilung
Nach Daten des Statistischen Landesamtes, Stand 2014.

## Geschichte

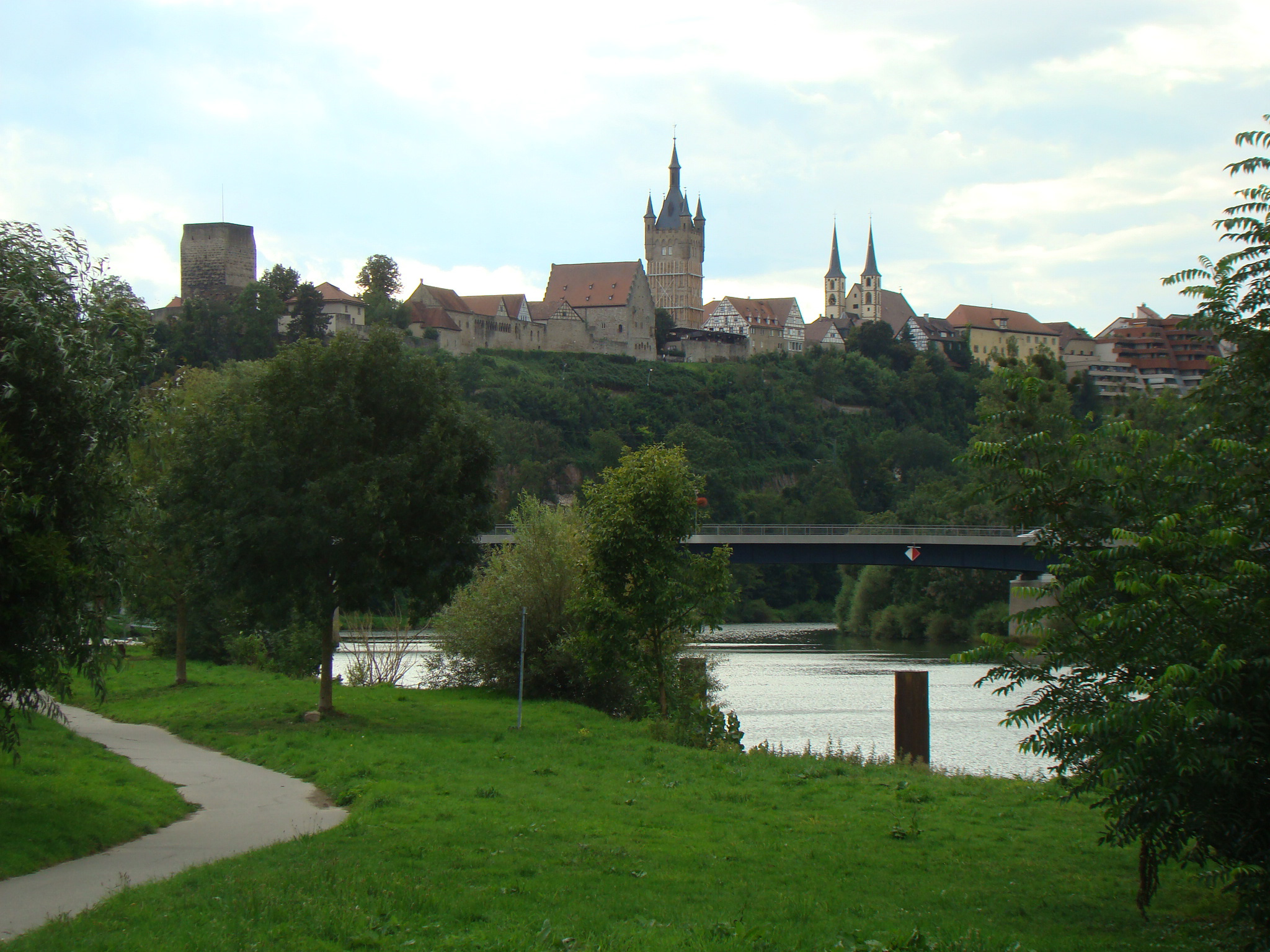
Silhouette der Altstadt am Berg vom Neckar aus gesehen

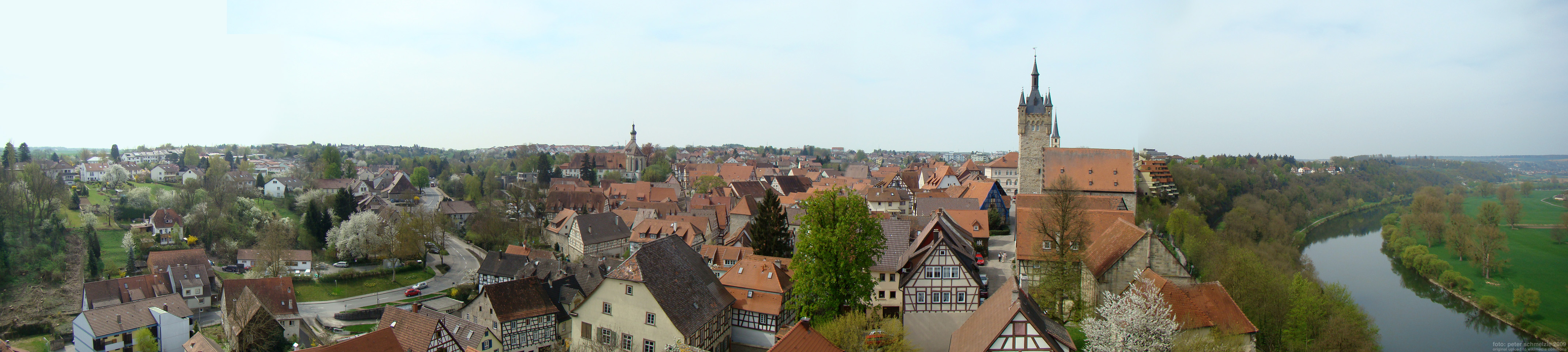
Panorama-Ansicht vom Roten Turm über Wimpfen am Berg

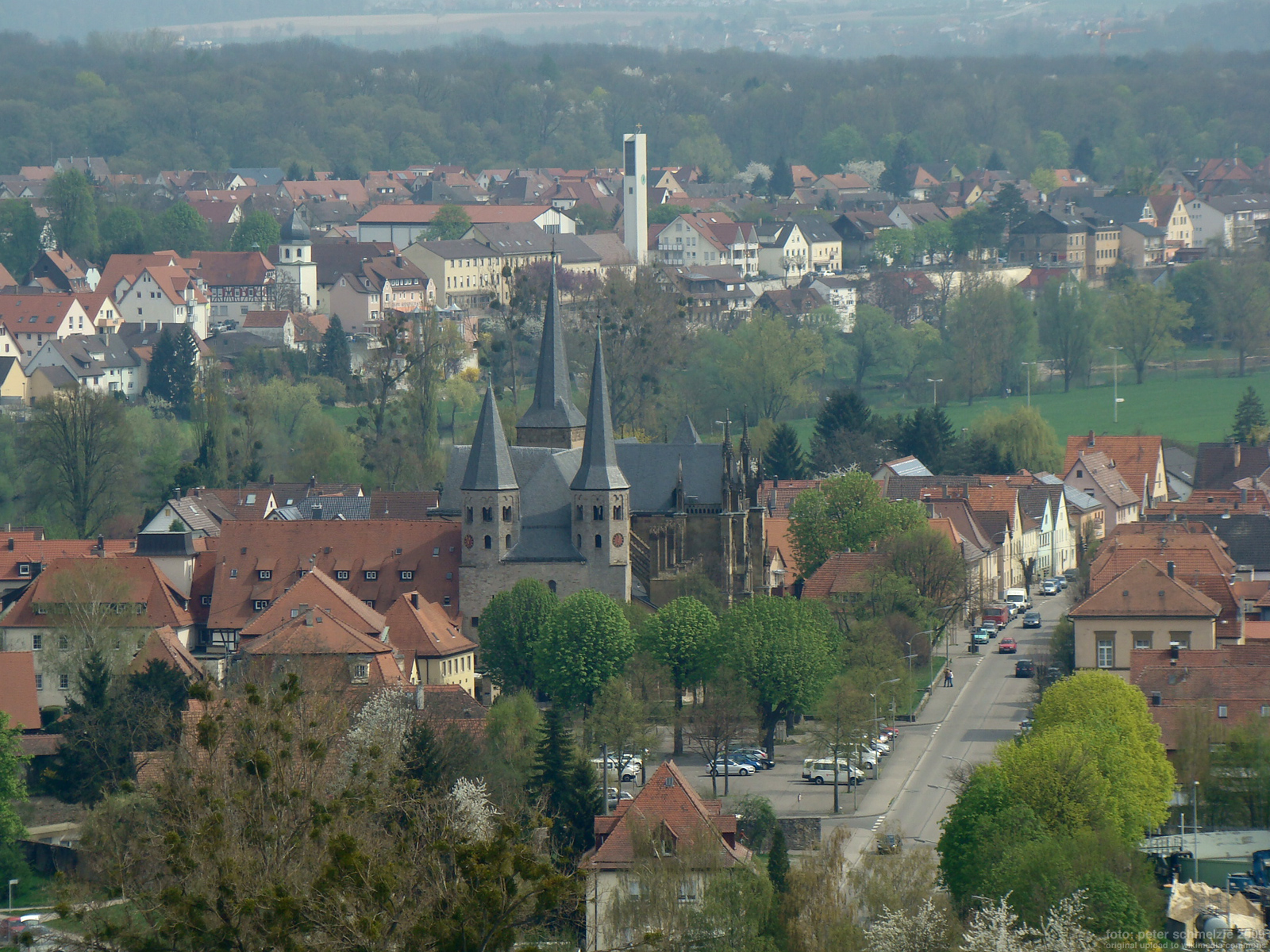
Blick über Wimpfen im Tal mit der Stiftskirche St. Peter, dahinter Bad Friedrichshall-Jagstfeld

### Erste Besiedlung durch die Kelten
Erste Siedlungsspuren auf der Gemarkung der heutigen Stadt Bad Wimpfen sind für die jüngere Steinzeit und die Bronzezeit nachgewiesen. Eine alte Völkerstraße, die von Frankreich kommt, gabelt sich hier längs der Jagst in Richtung Nürnberg (Hohe Straße) und über Öhringen zur Donau und wurde schon in vorgeschichtlicher Zeit begangen, was durch zahlreiche Funde dokumentiert wird.
Um 450 v. Chr. siedelten Kelten vom Stamm der Helvetier an Neckar, Kocher und Jagst im Raum Bad Wimpfen, auch die Neckarschwaben (Suebi Nicreti) werden von römischen Quellen nachgewiesen. Die Kelten gaben vermutlich den genannten Flüssen und der Siedlung Wimpfen ihre Namen. Wimpfen könnte nach dem deutsch-keltischen Wörterbuch von Obermüller (1872) eine keltische Wortschöpfung aus uimpe (umwallt) und bin (Berg) sein und in etwa Wall am Berg bedeuten.

### Kastell und Stadt der Römerzeit
Vermutlich im Jahre 98 n. Chr. sicherten die Römer das unter Kaiser Domitian eroberte Gebiet in Südwestdeutschland (das so genannte Dekumatland) durch den Neckar-Odenwald-Limes, ein System von Kastellen, die im Abstand von 12 bis 15 Kilometern angelegt wurden. Gegenüber der Jagstmündung entstand so das Kastell Wimpfen im Tal. Wie bei den meisten Kastellen bildete sich bald eine zivile Siedlung, in der sich vor allem Händler und Handwerker ansiedelten. Zumindest bis 121 n. Chr. existierte in Bad Wimpfen eine römische Militärziegelei, gestempelte Ziegel stammen von der cohors II Hispanorum, die bis zu diesem Jahr dort Kastellbesatzung war.
Nach der Verlegung der Reichsgrenze zum Limes bei Jagsthausen unter Kaiser Antoninus Pius (138–161), vermutlich im Jahr 159, verlor das Kastell seine militärische Bedeutung.
Umso bedeutender war das römische Wimpfen im Tal als zivile Stadt (Vicus von Bad Wimpfen). Es wurde Hauptort eines römischen Verwaltungsbezirks namens Civitas Alisinensium und als eine von wenigen Römerstädten im heutigen Süddeutschland mit einer Stadtmauer und einem Graben geschützt. Die ummauerte Fläche betrug etwa 19 Hektar, damit gehörte Wimpfen zu den größten Römerstädten im heutigen Baden-Württemberg. Trotz dieser Bedeutung ist der lateinische Name von Wimpfen bis heute unbekannt. Laut einer Untersuchung der Forschungsgruppe des Instituts für Geodäsie und Geoinformationstechnik der TU Berlin aus dem Jahre 2010 ist der bei Claudius Ptolemäus genannte Ort Segodunum möglicherweise mit dem römischen Wimpfen im Tal zu identifizieren.
Außerdem bestand dort eine Brücke über den Neckar, die erst im frühen Mittelalter durch Eisgang zerstört worden sein soll. Durch einen Eichenbalken, der 1957 bei Baggerarbeiten aus dem Neckar geborgen wurde und sich als Teil der alten Brücke erwies, konnte ihr römischer Ursprung mittlerweile zweifelsfrei nachgewiesen werden, denn die dendrochronologische Untersuchung ergab etwa das Fällungsjahr 85. Die Neckarbrücken bilden bis in die Gegenwart im dicht besiedelten Neckartal wichtige Verkehrsknotenpunkte.
Nach dem Abzug der Römer beherrschten die Alamannen ab dem Jahre 259/260 n. Chr. das Neckarbecken. Unter ihnen verfielen allmählich die meisten römischen Bauten, da die Germanen um diese Zeit noch nicht in Stein bauten und mit vielen römischen Bauwerken, etwa Badegebäuden (Thermen) und Wasserleitungen (Aquädukten), auch nichts anfangen konnten. Mit der Besiedlung durch die Franken um 500 unter Chlodwig ging auch das Christentum einher, so dass die frühen christlichen Kirchen auf den Überresten römischer Kultstätten ebenfalls auf diese Zeit datieren.

### Marktrecht

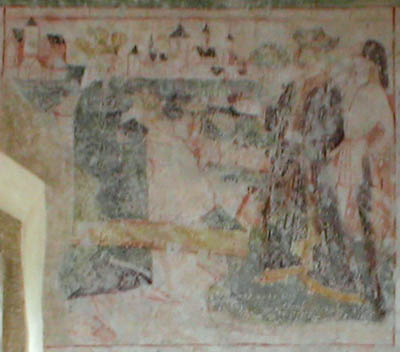
Wandmalerei in der Kreuzkapelle (Duttenberg) mit Darstellung der Wimpfener Silhouette, Mitte 15. Jahrhundert

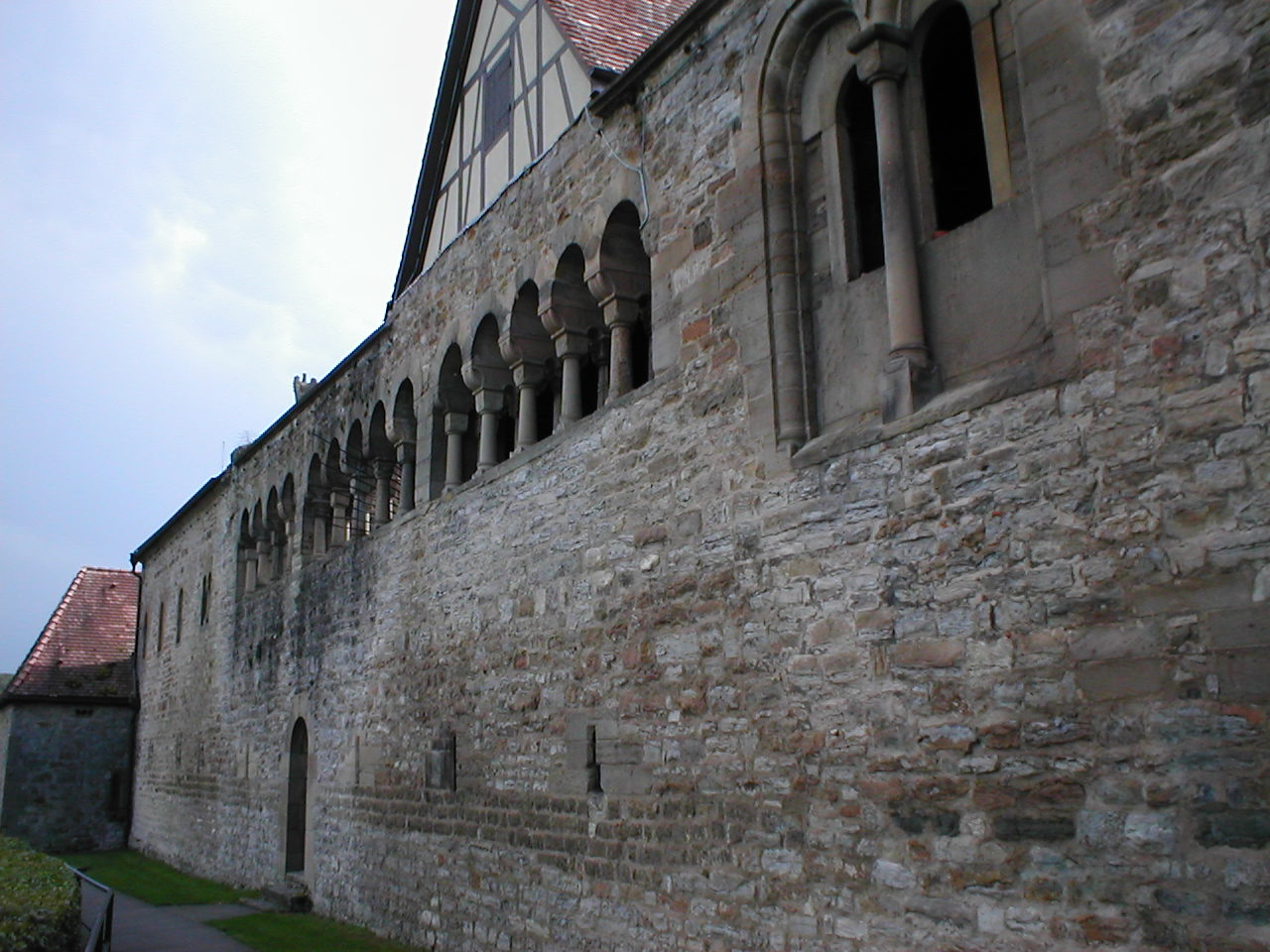
Stadtmauer von Wimpfen am Berg mit Arkaden des Palas der früheren Stauferpfalz

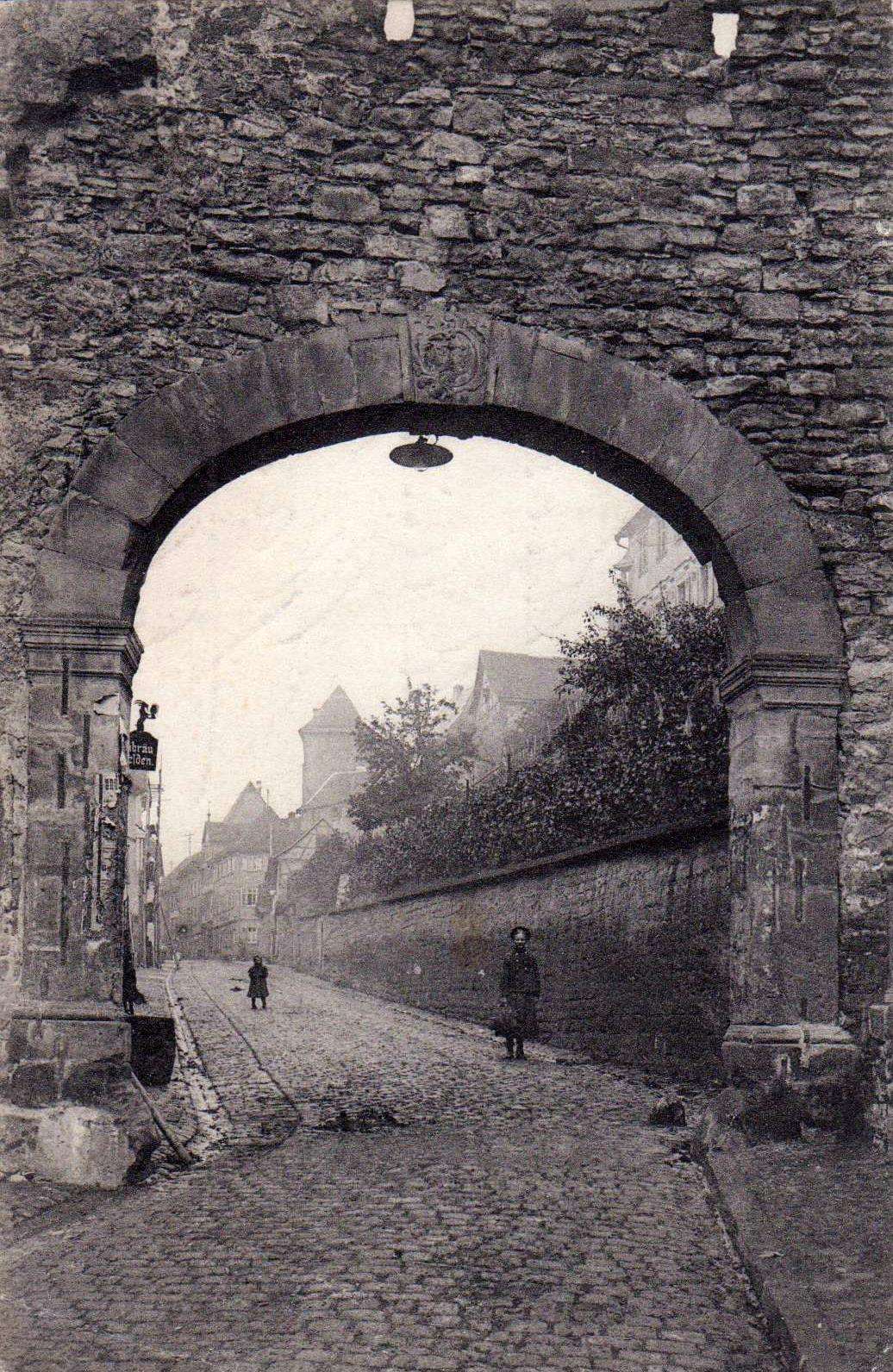
Unteres Tor, 1906

Im 9. Jahrhundert n. Chr. gelangte Wimpfen in den Besitz der Bischöfe von Worms und wurde im Jahr 829 als Wimpina erstmals erwähnt. In dieser Zeit drangen die Ungarn in den Neckarraum vor und verwüsteten die meisten der dortigen Siedlungen, darunter auch Wimpfen. Beim anschließenden Wiederaufbau wurde auf den Ruinen der fränkischen Kirche die Stiftskirche St. Peter als größerer, dem Patron des Bistums Worms gewidmeter Kirchenneubau errichtet. Über mehr als drei Jahrhunderte übten die Stiftsherren des Stifts Wimpfen die geistliche Gerichtsbarkeit im mittleren und unteren Neckarraum zwischen Kirchheim am Neckar und Heidelberg aus.
Durch eine Urkunde Kaiser Ottos I. gelangte Wimpfen im Jahr 965 in den Besitz des Marktrechts. Wegen seiner verkehrsgünstigen Lage und dem Sitz der Gerichtsbarkeit entwickelte sich der Marktflecken prächtig. Der Wimpfener Talmarkt findet noch jährlich statt und gehört mit seiner über tausendjährigen Geschichte zu den traditionsreichsten Marktveranstaltungen Deutschlands.

### Stauferpfalz
Im Jahr 1182 wird ein Aufenthalt Kaiser Friedrich Barbarossas in Wimpfen vermutet. Das Heilige Römische Reich wurde in staufischer Zeit dezentral verwaltet. Die Staufer errichteten an vielen Orten des Reiches sogenannte Königspfalzen. Das sind große, bewehrte Burganlagen, in denen die Kaiser Hof hielten und Recht sprachen. Die Pfalz Wimpfen wurde auf dem zum Kraichgau ansteigenden Bergrücken oberhalb der Siedlung im Tal errichtet, wo sich zuvor nur eine kleinere Siedlung befunden hatte. Die Bauzeit lässt sich nach Ausgrabungen auf die Zeit zwischen 1160 und 1170 datieren.
Die Pfalz und die sie umgebende Siedlung wuchsen in der Folgezeit stark an, so dass das staufische Wimpfen am Berg rasch stärker an Bedeutung gewann als die ungleich ältere Talstadt. Um das Jahr 1200 datieren die meisten der heute noch erhaltenen Bauten der Kaiserpfalz. Dazu gehört auch das Wahrzeichen der Stadt, der 58 Meter hohe Blaue Turm, der als westlicher Bergfried errichtet wurde und bis ins frühe 20. Jahrhundert als Wachturm diente.
Die Stauferpfalz in Wimpfen ist die größte erhaltene Königspfalz nördlich der Alpen. Ihre Länge beträgt maximal rund 215, ihre Breite maximal 88 Meter. Heinrich VI. hielt nachweislich mindestens drei Mal in Wimpfen Hof, Friedrich II. mindestens acht Mal.
Aus dem Jahr 1235 ist das historische Aufeinandertreffen von Kaiser Friedrich II. mit seinem aufrührerischen Sohn Heinrich VII. in Wimpfen überliefert.
Ebenfalls noch im 13. Jahrhundert veranlasste der Stiftsdekan Richard von Deidesheim den Umbau der Stiftskirche im Stil der damaligen Zeit, der Gotik. Zur gleichen Zeit wurden in der Bergstadt ein Dominikanerkloster gegründet sowie mit einer Stiftung des staufischen Ministerialen und Wimpfener Vogts Wilhelm von Wimpfen ein Spital errichtet.

### Reichsstadt Wimpfen
Nach dem Niedergang der Staufer wurde Wimpfen um das Jahr 1300 zur Reichsstadt. Infolgedessen ließen sich zahlreiche Handwerker hier nieder, und auch das Bürgertum erlebte eine Blüte. Das Bürgertum setzte eine Ratsverfassung für die Stadt durch, die beispielhaft für zahlreiche umliegende Städte wurde. Um die Mitte des 14. Jahrhunderts ging das Schultheißenamt auf die Stadt über.
Wimpfen zählte zur Reichslandvogtei Niederschwaben, die unter König Rudolf von Habsburg der Graf Albrecht II. von Hohenberg innehatte, dem bis 1308 Graf Eberhard I. von Württemberg folgte. Dann wurde sie zeitweilig an die Herren von Weinsberg entlehnt und später wieder den Württemberger Grafen zugesprochen. Von der Vogtei in Wimpfen weiß man, dass sie spätestens 1458 bei den Herren von Weiler lag, die sie 1464 an die Stadt Heilbronn verkauften, von der die Stadt Wimpfen sie 1479 erwarb. Mit dem Erwerb der Vogtei erlangte die Stadt die volle Gerichtsbarkeit.
Kaiser Friedrich III. verlieh der Stadt im Jahr 1487 das Recht, neben dem zu dieser Zeit bereits etwa 500 Jahre etablierten Talmarkt auch noch vor Weihnachten einen Markt, den damals so genannten Katharinenmarkt, abhalten zu dürfen. Auch die Tradition dieses Weihnachtsmarktes wird bis in die Gegenwart fortgeführt.
Der in der Umgebung begüterte niedere Adel (Ehrenberg, Greck, Mentzingen, Gemmingen, St. André) hatte verschiedenen Besitz in der Stadt und bekleidete neben Ratssitzen diverse städtische Ämter. Nach 1533 durfte jedoch kein Adeliger mehr Bürgermeister werden. Dies führte dazu, dass Adelige fortan nicht mehr das Bürgerrecht im reichsfreien Wimpfen innehatten.

### Zeitalter der Reformation

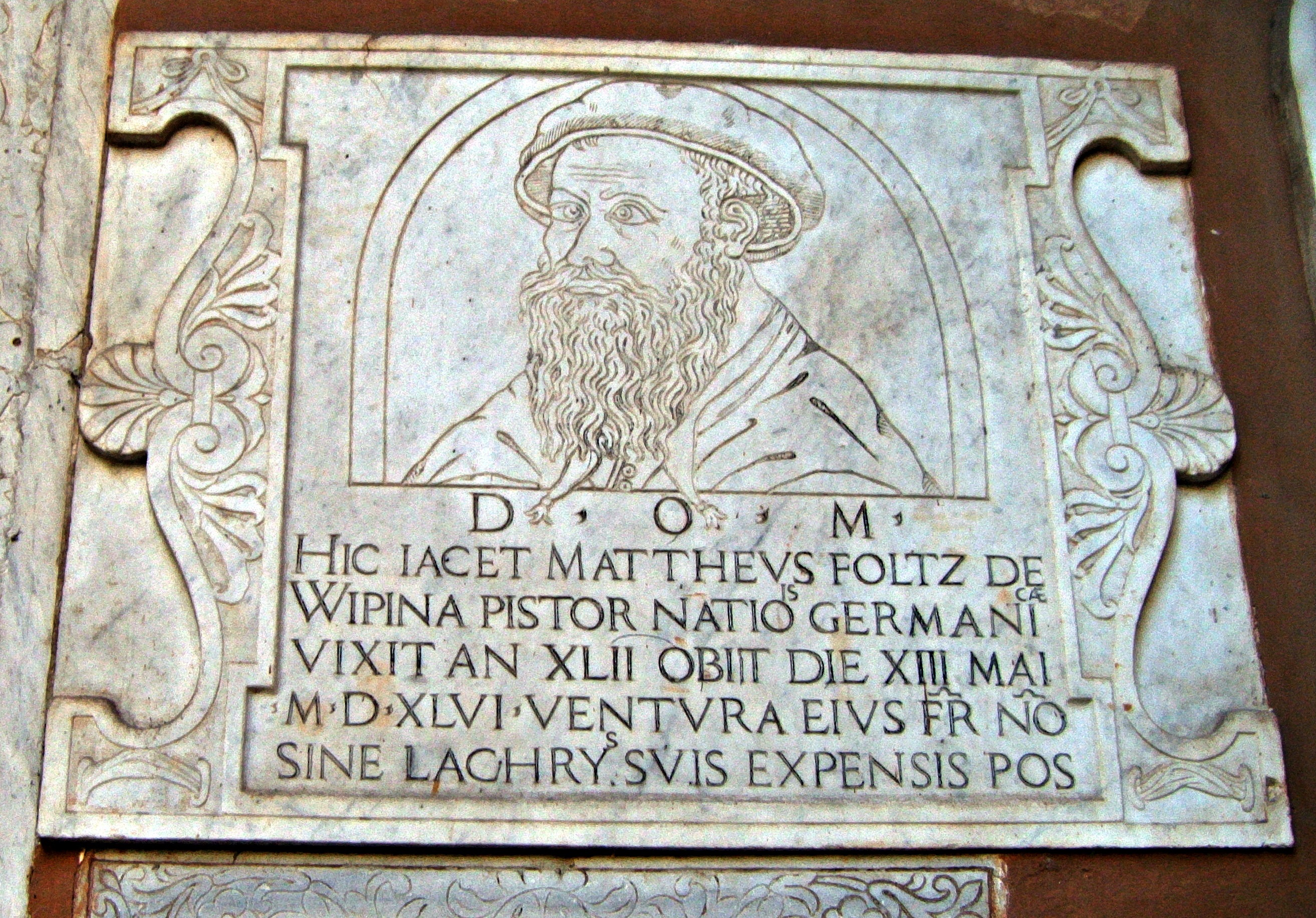
Epitaph des Bäckers Matthäus Foltz († 1546) aus Bad Wimpfen, auf dem Campo Santo Teutonico, Rom

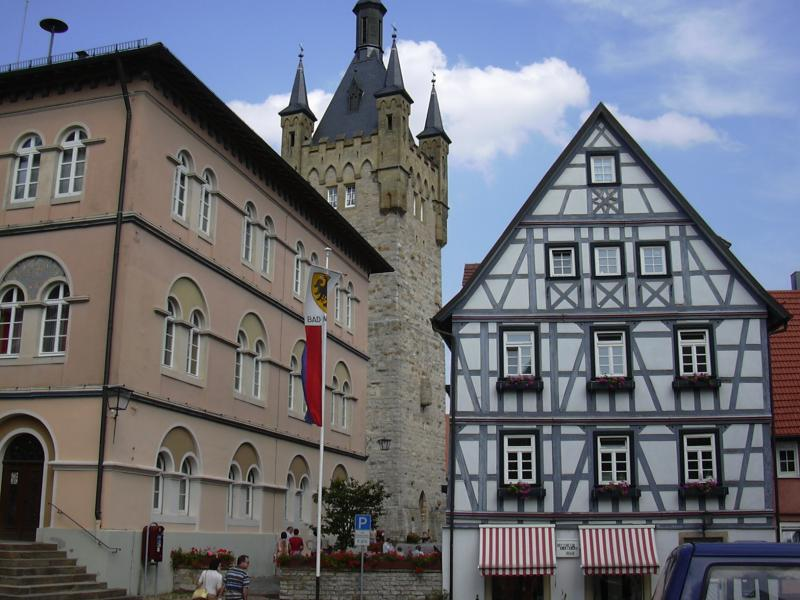
Blauer Turm und Rathaus (links)

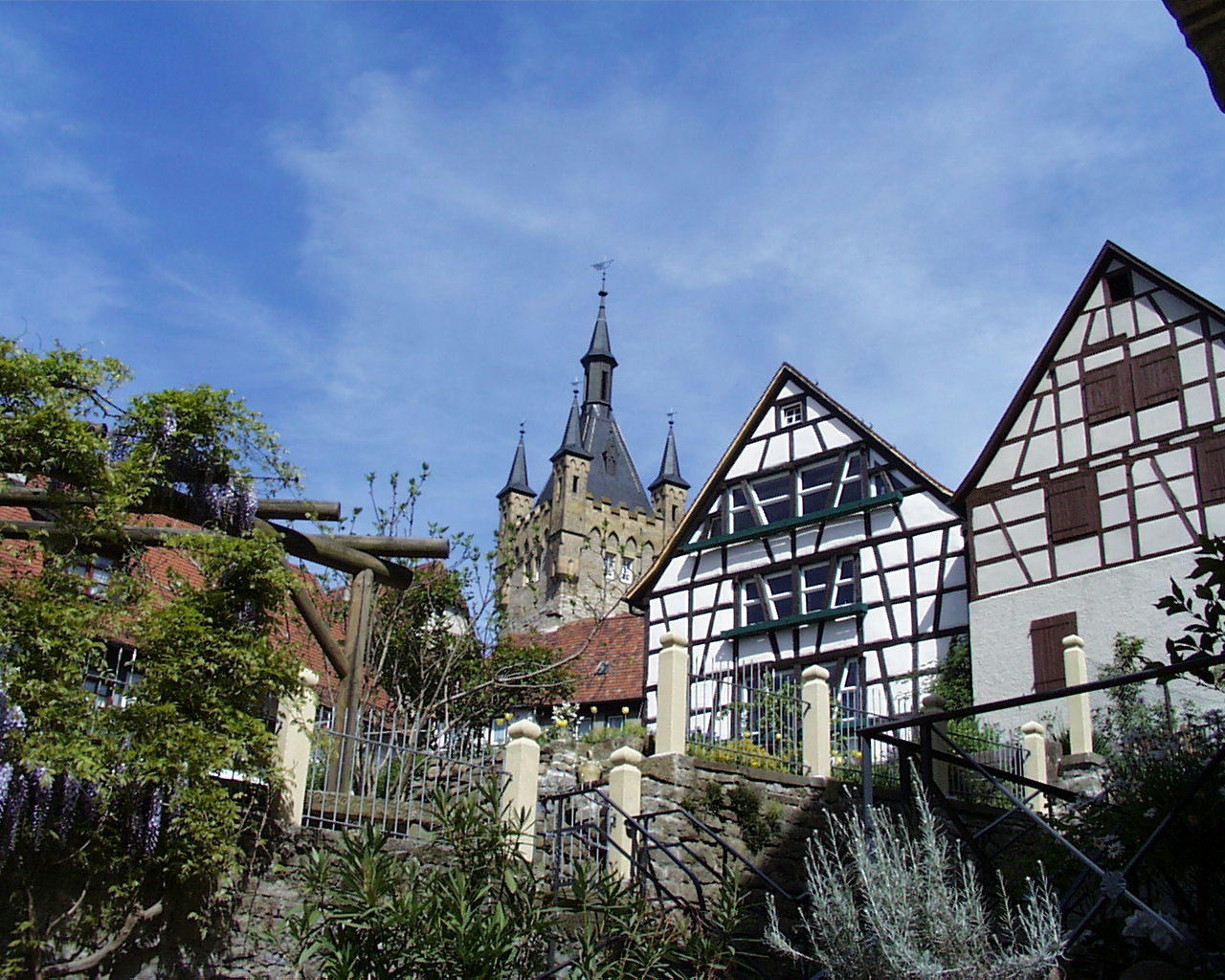
Partie im Burgviertel, der früheren Stauferpfalz

Im 16. Jahrhundert war Wimpfen eine Hochburg der Reformation. In den Stadtarchivalien und im Kirchengeschichtlichen Museum in der Pfalzkapelle sind Namen und Schriften örtlicher Reformatoren überliefert, deren wichtigster wohl Erhard Schnepf gewesen sein dürfte, der von 1523 bis 1526 als evangelischer Prediger wirkte. Sein Zeitgenosse, der Maler Heinrich Vogtherr der Ältere, verfasste in Wimpfen zahlreiche Reformationsschriften und -lieder. 1546 beauftragte der Rat der Stadt Johann Isenmann aus Schwäbisch Hall mit der Durchführung der Reformation in Wimpfen. Bürgermeister Hans Aff unterzeichnete für den Rat der Stadt Wimpfen die lutherische Konkordienformel von 1577. Trotz des reformatorischen Wandels blieb die Stadtkirche zunächst im Besitz der Katholiken, während die Dominikanerkirche von 1571 an Simultankirche für Dominikaner und Lutheraner wurde, bevor 1588 die Stadtkirche dann an die lutherischen Bewohner kam. Die Einwohnerlisten des Jahres 1588 zählen nur noch etwa 30 Katholiken am Ort. Der protestantische Stadtrat vergab fortan Katholiken kein Bürgerrecht mehr, und die Kirchen der Stadt wurden der protestantischen Gemeinde übereignet oder aber von beiden Religionen genutzt, was insbesondere zu Auseinandersetzungen mit den Klosterherren und den Wormser Domherren führte. Auf dem Campo Santo Teutonico in Rom hat sich aus dieser Zeit ein Porträt-Epitaph des Bäckers Matthäus Foltz aus Wimpfen erhalten († 1546).
Das Stadtrecht von Wimpfen wurde 1544 erstmals kodifiziert und erschien im Druck. In den folgenden Jahrhunderten wurde es zwei Mal umgearbeitet (1666 und 1775) und behielt seine Geltung auch im gesamten 19. Jahrhundert während der Zugehörigkeit von Wimpfen zum Großherzogtum Hessen. Erst zum 1. Januar 1900, mit Inkrafttreten des im ganzen Deutschen Reich geltenden Bürgerlichen Gesetzbuches, verlor es seine Rechtskraft.

### Dreißigjähriger Krieg
Die religiösen Auseinandersetzungen in der Stadt traten jedoch alsbald in den Hintergrund, als im Jahr 1622 unweit der Stadt die Truppen des kaiserlichen Generals Johann Tserclaes Graf von Tilly auf das Heer des Markgrafen Georg Friedrich von Baden-Durlach trafen. Diese Schlacht bei Wimpfen war eine der bedeutendsten und blutigsten des Dreißigjährigen Krieges. Ein Relikt jener Zeit ist die noch im Luftbild zu erkennende Altenberg-Schanze.
Wimpfen wurde wie die umliegenden Orte auch im weiteren Verlauf des Krieges mehrfach geplündert, Häuser und Felder wurden abgebrannt, und Krankheiten und Seuchen rafften die Bevölkerung dahin. 1648, nach Ende des Krieges, war die Bevölkerung auf ein Zehntel des Vorkriegsstandes reduziert. Viele prächtige Bauten waren zerstört, und zur Sanierung bestehender Gebäude oder für Neubauten wurden in der Folgezeit Teile der früheren staufischen Burganlagen abgetragen.

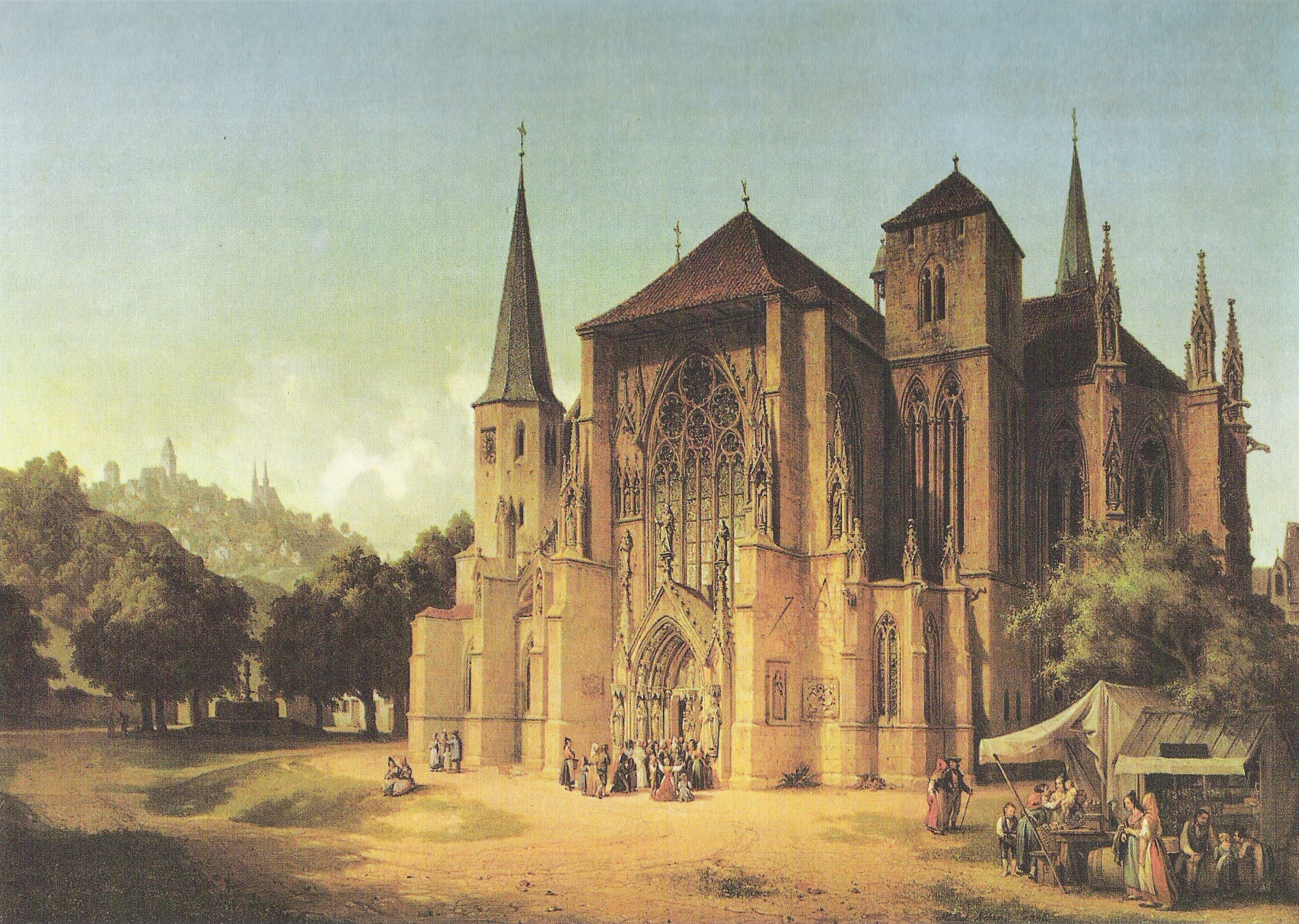
Stiftskirche St. Peter in Wimpfen im Tal, im Hintergrund Wimpfen am Berg, Michael Neher (1846)

An den verheerenden Folgen des Dreißigjährigen Krieges hatte die verwüstete Stadt noch über 150 Jahre zu leiden. Obwohl die Kelten im Neckarbecken schon in vorchristlicher Zeit Salz aus Sole gewonnen hatten, schlugen im 18. Jahrhundert Versuche fehl, Salz in Salinen bei der Fleckinger Mühle und im Neckartal zu gewinnen. Es herrschte weiterhin bittere Armut. In dieser Zeit erfuhr Wimpfen finanzielle Unterstützung durch die Reichsstadt Nürnberg.
Aus dem Jahr 1783 wird von der Wimpfener Holzrevolution berichtet. Das Holz aus den umliegenden Wäldern stand den Bürgern bis dahin kostenlos zur Verfügung. Um die Stadtkasse aufzubessern, sollte hierauf nun eine Abgabe erhoben werden, die die ebenfalls verarmten Bürger nicht erbringen konnten. Die daraus resultierenden Unruhen konnten nur durch ein starkes Aufgebot an Ordnungskräften unterdrückt werden.

### Übergang an Hessen 1803

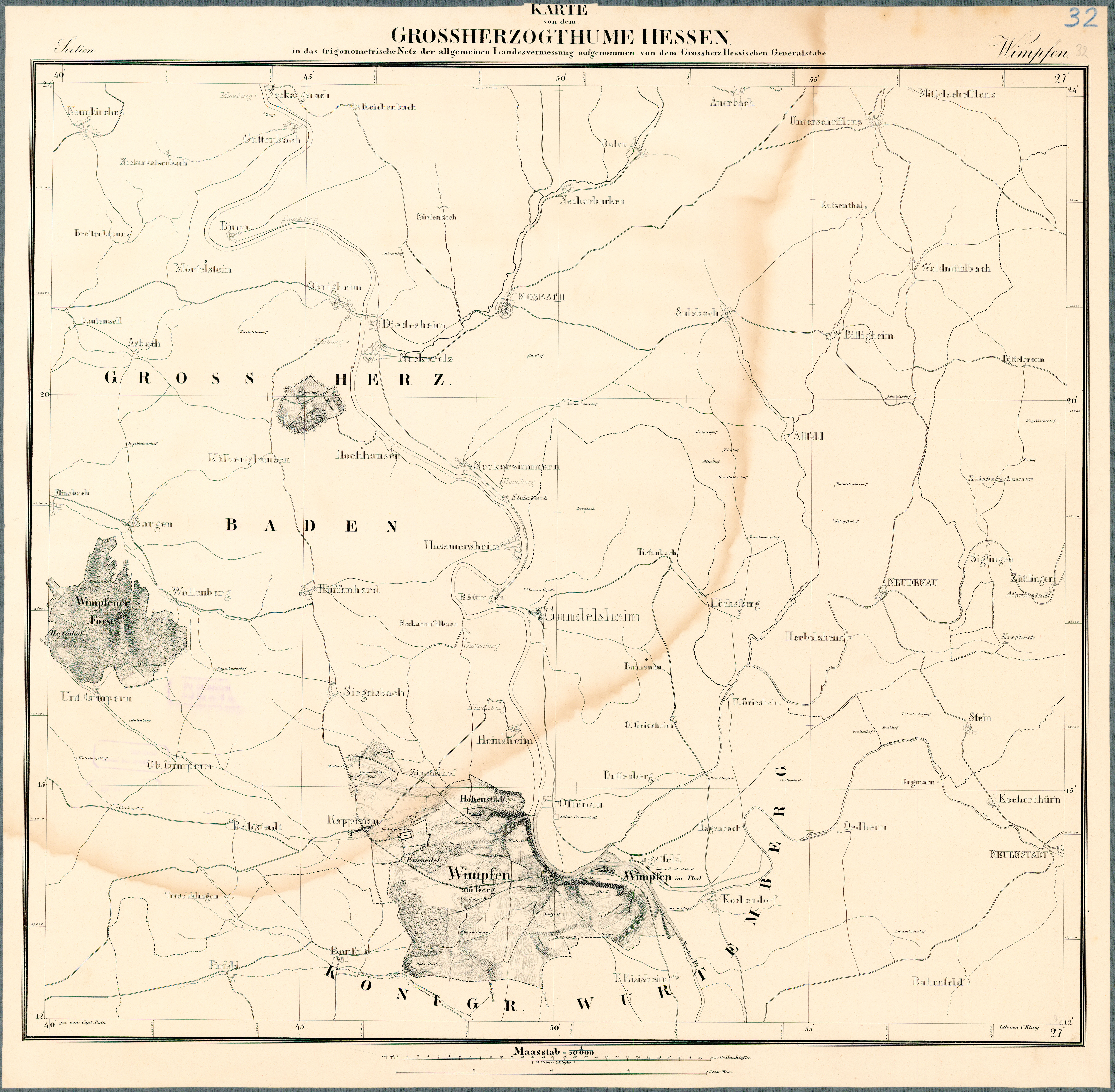
Historische Karte (1832–1850) des Großherzogtums Hessen mit der Exklave Wimpfen

Durch den Reichsdeputationshauptschluss kam die Stadt zunächst an das Kurfürstentum Baden, das Stift Wimpfen und der Wormser Hof jedoch an Hessen-Darmstadt, das ab 1806 die Bezeichnung Großherzogtum Hessen führte. Die Besetzung durch die neuen Herren erfolgte noch vor Abschluss der Verhandlungen im September bzw. Dezember 1802. Daraus entwickelte sich eine Auseinandersetzung zwischen Baden und Hessen-Darmstadt über die Souveränitätsrechte des Stifts. Da Wimpfen zu diesem Zeitpunkt noch weit vom übrigen Territorium Badens entfernt war, ließ sich Baden auf einen Gebietsaustausch ein und trat Wimpfen an Hessen-Darmstadt ab. Der Besitzerwechsel wurde am 5. April 1803 in Wimpfen verkündet. Die Kommission zur Übernahme von Wimpfen in hessischen Besitz leitete der spätere hessische Finanzminister August Konrad Hofmann. Erst 1805/1806 wurde das Umland Wimpfens durch Baden und Württemberg annektiert, und Wimpfen lag fortan als hessische Exklave zwischen diesen beiden Staaten.
Für Wimpfen ergab sich aus der Zugehörigkeit zu Hessen-Darmstadt eine äußerst komfortable Situation, da es, 40 km jenseits der Grenze des Großherzogtums Hessen, immer eine gesonderte territoriale Einheit bildete. Erst 1874 wurde Bad Wimpfen Teil des Kreises Heppenheim, der 1938 durch Zusammenlegung mit dem Kreis Bensheim zum Landkreis Bergstraße wurde.
Im Großherzogtum Hessen bildete Wimpfen mit den umliegenden hessischen Exklaven zunächst ein eigenes Amt. Als 1821 im Großherzogtum Hessen die alten Ämter aufgelöst, Rechtsprechung und Verwaltung auch auf unterster Ebene getrennt wurden, kam die erstinstanzliche Rechtsprechung an das neu gebildete Landgericht Wimpfen. Im Zuge der Reichsjustizreform wurde dieses 1879 – unter Beibehaltung des Gerichtsbezirks – durch das Amtsgericht Wimpfen ersetzt. 1943 wurde dieses Amtsgericht in Folge kriegsbedingter Sparmaßnahmen aufgehoben, dessen Zuständigkeit 1945 an das Landgericht Heilbronn übertragen.

### Soleförderung und Kurbad

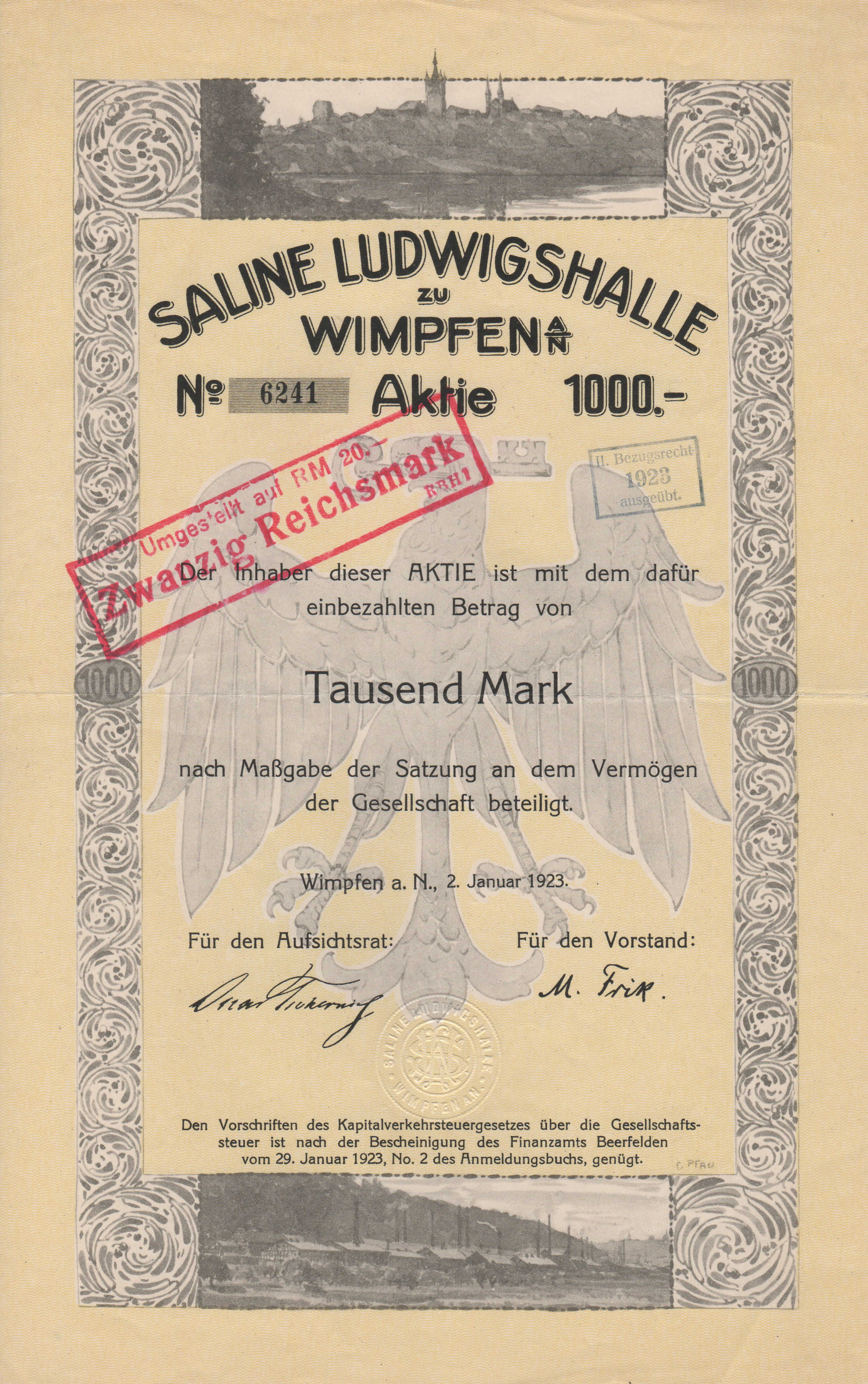
Aktie über 1000 Mark der Saline Ludwigshalle zu Wimpfen am Neckar vom 2. Januar 1923

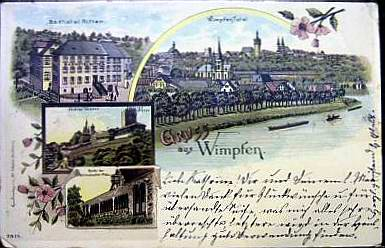
Postkarte von Wimpfen um 1897

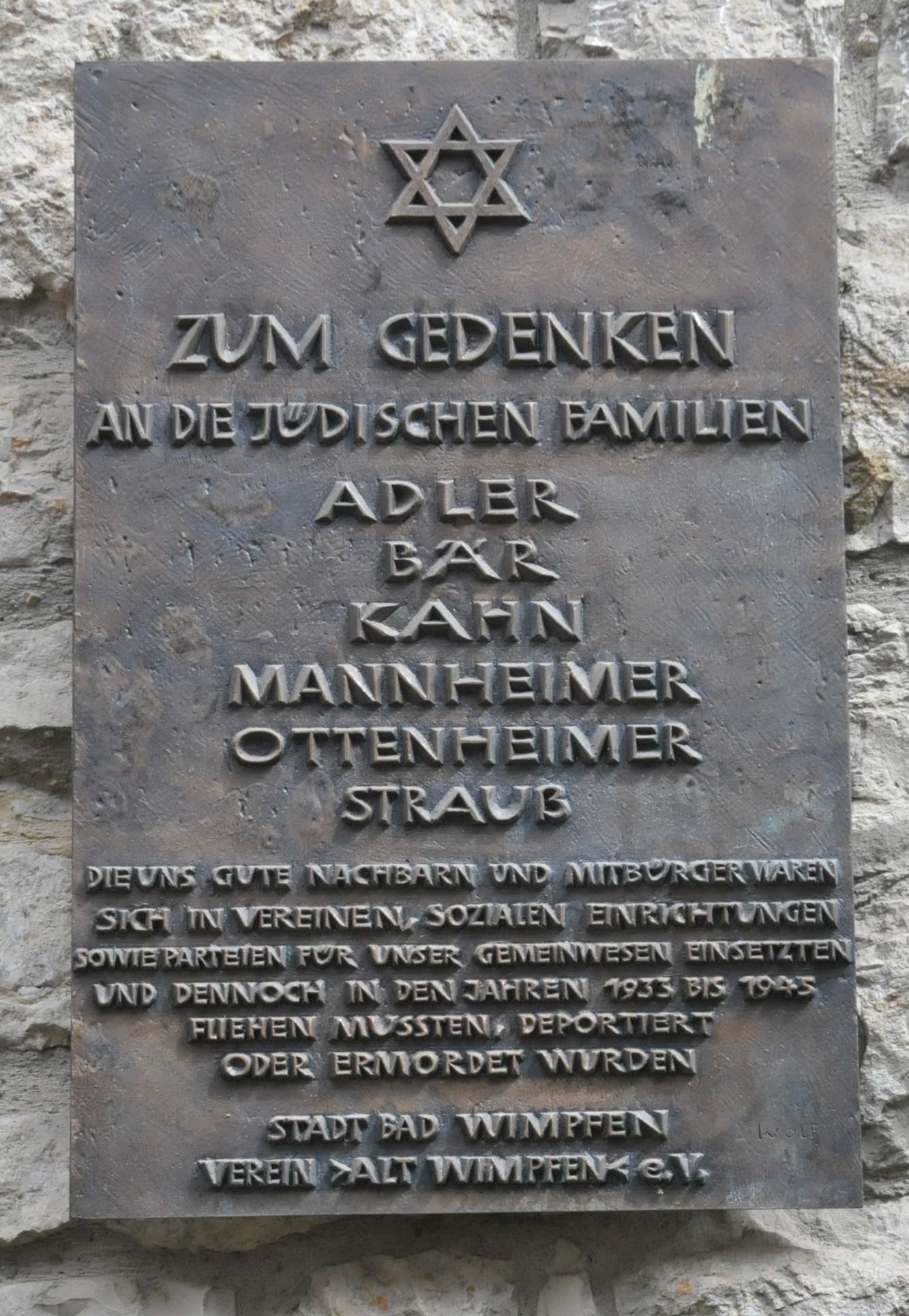
Gedenktafel für die jüdischen Familien

Im Jahr 1817 gelang in der Saline Ludwigshalle (nach dem Großherzog Ludwig I.) erstmals erfolgreich die Soleförderung in Wimpfen. Außer als technischer Grundstoff für die beginnende Industrialisierung konnte die Sole auch therapeutisch genutzt werden, und so eröffnete bereits 1835 das erste Kurhotel am Platz. Von 1828 bis 1936 bildete die Ludwigshalle mit den Salinen Clemenshall (Offenau), Ludwig (Bad Rappenau) und Friedrichshall (Jagstfeld) zum Schutz vor ihren entsprechenden Konkurrenten das Salz-Verkaufskartell Neckarsalinenverein, das älteste und am längsten wirksame deutsche Verkaufskartell.
Ein Zeichen der beginnenden wirtschaftlichen Prosperität ist auch das 1836 errichtete neue Rathaus der Stadt. Trotz dieser neuen Perspektiven wurden viele staufische Überreste der Stadt weiterhin abgerissen oder umgenutzt. Die damals bereits über 600 Jahre alte Pfalzkapelle wurde z. B. im Jahr 1837 zu einer Scheune umgenutzt und erst 70 Jahre später wieder in ihren ursprünglichen Zustand zurückversetzt.
Die anhaltende Wirtschaftskrise in den 50er Jahren des 19. Jahrhunderts und steigende Soziallasten veranlassten die Stadt Wimpfen 1854, einen Großteil ihrer Ortsarmen und Unterstützungsempfänger auf Gemeindekosten nach Amerika abzuschieben. Wer sich weigert, wird darüber belehrt, dass die Stadt die Unterstützungszahlungen für bedürftige Mitbürger künftig nicht mehr aufbringen könne. Am 10. Dezember 1854 müssen die Ortsarmen von Wimpfen mit einem Raddampfer der Neckar-Dampfschiff-AG Heilbronn abreisen. Die skandalösen Umstände der Aktion und der desolate Zustand der in New Orleans angelandeten Wimpfener führten dort zu einem Aufschrei der Empörung und Protestschreiben nach Wimpfen.

### Bahnanschluss, Zeit des Nationalsozialismus und Zweiter Weltkrieg
Nachdem in den 1860er Jahren die Bahnstrecke von Heilbronn nach Heidelberg und damit der Wimpfener Bahnhof 1868 in Betrieb genommen worden war, erfuhr der Kurbetrieb einen großen Auftrieb. Bäder und Kureinrichtungen wurden nun kontinuierlich ausgebaut und führten zu einer neuerlichen wirtschaftlichen Blüte. Hierüber berichtet beispielsweise auch Mark Twain in den Schilderungen seiner Europareise im Jahr 1867. Am 26. April 1930 erhielt die Stadt den offiziellen Bädertitel.
Mit einer Gedenktafel erinnert die Stadt an die jüdischen Familien Adler, Bär, Kahn, Mannheimer, Ottenheimer und Straub, die zwischen 1933 und 1945 fliehen mussten, deportiert oder ermordet wurden.
Den Zweiten Weltkrieg überstand die Stadt weitgehend unversehrt. Die Stadt bot daher nach Kriegsende vielen Flüchtlingen und Heimatvertriebenen Unterkunft; so bezogen im Jahr 1947 aus dem Kloster Grüssau vertriebene Benediktinermönche die frühere Ritterstiftskirche.

### Zwischen Hessen und Baden-Württemberg

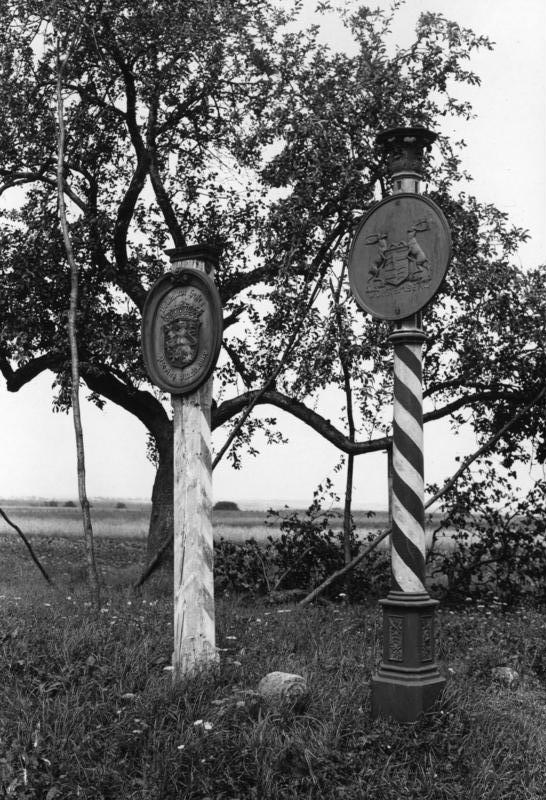
Hessisch-württembergische Grenze bei Bad Wimpfen, 1930

Am 19. September 1945 proklamierte die amerikanische Militärregierung die Gründung der Länder Groß-Hessen und Württemberg-Baden. Bad Wimpfen war als Teil der Hessen zugeschlagenen Provinz Starkenburg nun vollständig von Württemberg-Baden umschlossen, d. h. vom badischen Landkreis Sinsheim und dem württembergischen Landkreis Heilbronn. Am 26. November des Jahres verfügte das amerikanische Hauptquartier – Dienststelle der Militärregierung Baden-Württemberg –, dass die Stadt künftig der „jurisdiction“ der Militärregierung Landesbezirk Baden – Abteilung Landkreis Sinsheim – zu unterstellen sei. Das wurde durch die Dienststelle für den Landkreis Sinsheim dahin verstanden, dass damit nicht nur Angelegenheiten der Militärverwaltung betroffen waren, sondern auch die noch aufrechterhaltene deutsche Zivilverwaltung und Gerichtsbarkeit und mit diesen die Gemeinde Bad Wimpfen Teil des Landkreises Sinsheim geworden seien. Bestrebungen aus dem Jahre 1946, die rechtliche Stellung Bad Wimpfens endgültig klären zu lassen, führten zu Entscheidungen der Militärregierung Baden-Württemberg vom 21. Oktober 1946 sowie der Militärregierung Hessen vom 23. Januar 1947, wonach die endgültige Klärung der Zugehörigkeit Bad Wimpfens der territorialen Neugliederung Deutschlands vorbehalten werde. Bis dahin solle Bad Wimpfen unter der Verwaltung („administration“) der Militärregierung Württemberg-Badens, des Landkreises Sinsheim und der deutschen Behörden des Landes Württemberg-Baden bleiben. Zu einer weiteren Entscheidung über den Status Bad Wimpfens durch die Besatzungsbehörden kam es danach nicht.
Zur staatsrechtlichen Zugehörigkeit Bad Wimpfens wurden in der Folgezeit verschiedene Auffassungen vertreten. Das Land Hessen und seine Behörden stellten sich auf den Standpunkt, Bad Wimpfen gehöre staatsrechtlich zu Hessen, und verlangten die Rückgabe der Exklave. Das Oberlandesgericht Stuttgart kam hingegen in einem Urteil im Jahr 1951 zu der Auffassung, dass Bad Wimpfen nunmehr auch staatsrechtlich ein Teil Württemberg-Badens sei.
In der Bevölkerung, die sich teils traditionell Hessen, teils pragmatisch der nahen württembergischen Kreisstadt Heilbronn zugehörig fühlte, führte die Umgliederung zu Missmut. Daraufhin beschloss der Bad Wimpfener Gemeinderat am 16. September 1950 eine informatorische, rechtlich nicht bindende Volksbefragung, die am 29. April 1951 stattfand. Nur 0,8 % der Abstimmenden sprachen sich für die Zugehörigkeit Bad Wimpfens zum Landkreis Sinsheim aus, 41,9 % für die staatsrechtliche und verwaltungsmäßige Zugehörigkeit zu Hessen, aber 57,3 % für eine Umgliederung in den Landkreis Heilbronn. Gespräche zwischen den Innenministern Hessens und Württemberg-Badens nach dieser Volksbefragung führten zu keiner Änderung des Status quo. Der Landtag des neu gegründeten Landes Baden-Württemberg beschloss am 18. April 1952 ein Gesetz, das Bad Wimpfen zum 1. Mai 1952 in den Landkreis Heilbronn umgliederte. Der Einspruch der hessischen Regierung gegen das Gesetz wurde von der baden-württembergischen Regierung mit der Begründung zurückgewiesen, es handele sich nur um eine Änderung der Verwaltungseinteilung, die den staatsrechtlichen Status Bad Wimpfens unberührt lasse. Schon zuvor waren mit Wirkung vom 1. April 1952 drei räumlich getrennte Gemarkungsteile Bad Wimpfens in andere Gemeinden umgemeindet worden (Helmhof an Neckarbischofsheim im Landkreis Sinsheim, das Zimmerhöferfeld an Bad Rappenau ebenfalls im Landkreis Sinsheim und Finkenhof an Hochhausen im Landkreis Mosbach).
Rechtliche Unsicherheiten bezüglich der Zuständigkeiten verschiedener hessischer bzw. baden-württembergischer Behörden und Gerichtsstreite um die Frage, ob in Bad Wimpfen hessisches, badisches oder württembergisches Recht gelte, führten am 22. Februar 1960 zu einem erneuten Gesetz Baden-Württembergs, das bestimmte, dass in Bad Wimpfen und in seinen 1952 umgemeindeten ehemaligen Gemarkungsteilen das gleiche Landesrecht gelte wie im Rest der jeweiligen Landkreise. Das Land Hessen legte keinen Einspruch gegen das Gesetz von 1960 ein. Noch zuständige hessische Behörden und Institutionen wurden bis auf wenige Ausnahmen sukzessive von ihren baden-württembergischen Pendants abgelöst. 1975 ging als letzte die Zuständigkeit für die Brandschadensversicherung von der Hessischen Brandversicherungskammer auf die Gebäudeversicherungsanstalt Karlsruhe über.
1965 bzw. 1966 befassten sich im Zusammenhang mit einer vom Land Baden-Württemberg im Gebiet Bad Wimpfens vorgenommenen Enteignung von Privatgrundstücken der Verwaltungsgerichtshof Baden-Württemberg und das Bundesverwaltungsgericht mit der staatsrechtlichen Zugehörigkeit Bad Wimpfens. Beide Gerichte ließen die Frage der staatsrechtlichen Zugehörigkeit der Stadt letztlich offen.  Der Kommentar zur Verfassung des Landes Baden-Württemberg von Braun aus dem Jahr 1984 bezeichnet es als herrschende Meinung, dass Bad Wimpfen staatsrechtlich bei Hessen verblieben sei. Platz sah im Fall Bad Wimpfen eine Situation ähnlich der aus dem Völkerrecht bekannten Verwaltungszession. 1994 untersuchte die 1. Kammer des Zweiten Senats des Bundesverfassungsgerichts bei Gelegenheit einer Verfassungsbeschwerde betreffend die Grenzen des wiedervereinigten Berlins die Staatspraxis der Nachkriegszeit im Umgang mit Grenzziehungsentscheidungen der Besatzungsmächte. Hierbei legte sich die Kammer hinsichtlich der staatsrechtlichen Zugehörigkeit von Bad Wimpfen nicht fest und sah „Raum für die Deutung, daß das fragliche Gebiet auch durch die Unterstellung unter die Verwaltung des badischen Landratsamts Sinsheim seine staatsrechtliche Zugehörigkeit zu Hessen nicht ändern sollte, wenn auch diese Zuordnung letztlich zum ‚nudum ius‘ wurde.“
Das Land Hessen beharrt weiterhin auf dem Standpunkt, dass Bad Wimpfen staatsrechtlich zu Hessen gehöre, erklärt jedoch, dass Bad Wimpfen „in Verwaltungsrechtsprechung und Gesetzgebung wie ein Bestandteil Baden-Württembergs behandelt wird“. Die Landesregierung Baden-Württembergs ist der Auffassung, dass „die Ausübung der Staatsgewalt – Gesetzgebung, Rechtsprechung, Verwaltung – für die Stadt Bad Wimpfen durch das Land Baden-Württemberg … von der Landesregierung Hessen geduldet“ wird, und sieht keine rechtliche Notwendigkeit, die Gebietsfrage endgültig zu klären; sollte es zu einer Länderneuregelung in Deutschland kommen, könne diese Frage einbezogen werden. Bad Wimpfen ist de facto voll in die baden-württembergische Verwaltungs- und Rechtsordnung integriert, und eine Änderung der gegenwärtigen Situation wird von keiner Seite angestrebt.
Bis 1968 gehörte die evangelische Kirchengemeinde Bad Wimpfens zur Evangelischen Kirche in Hessen und Nassau, seit 1968 zur Evangelischen Landeskirche in Württemberg. In der katholischen Kirche gehört die Stadt aufgrund ihrer hessischen Vergangenheit noch heute als Exklave zum Gebiet des Bistums Mainz.

### Gegenwart
Bad Wimpfen hat Kureinrichtungen sowie viele Bau- und Kunstdenkmäler aus zwei Jahrtausenden. Die historische Altstadt ist komplett denkmalgeschützt. Ein umfangreiches Sanierungsprogramm trug ab 1976 zur Aufwertung der meisten historischen Gebäude bei. Seit der Rezession der 1990er-Jahre geht jedoch die weitere Sanierung von Bau- und Kunstdenkmälern zumeist nur noch auf private Initiative zurück.

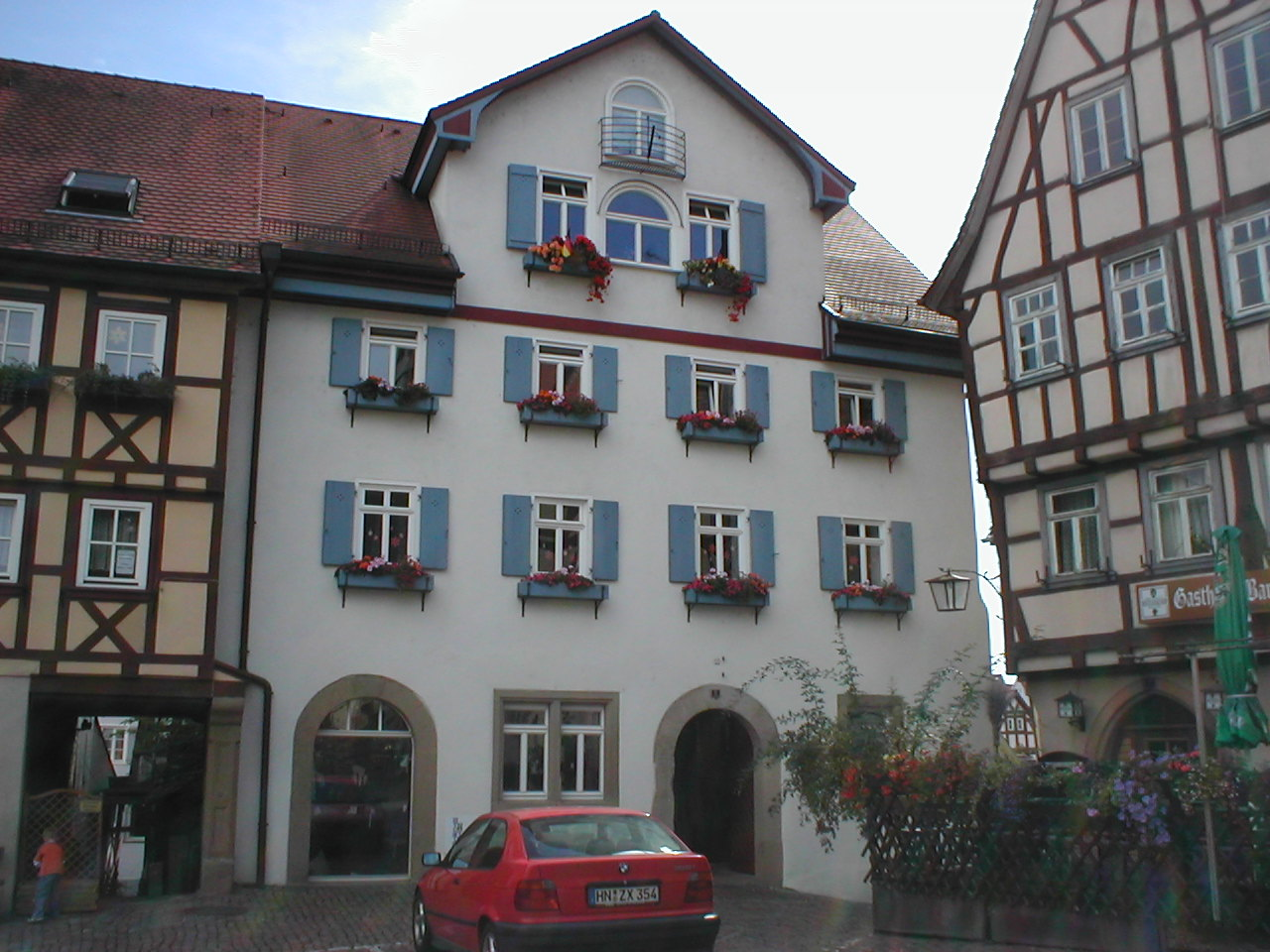
Wohnhaus am Marktplatz, im Kern aus dem 13. Jahrhundert
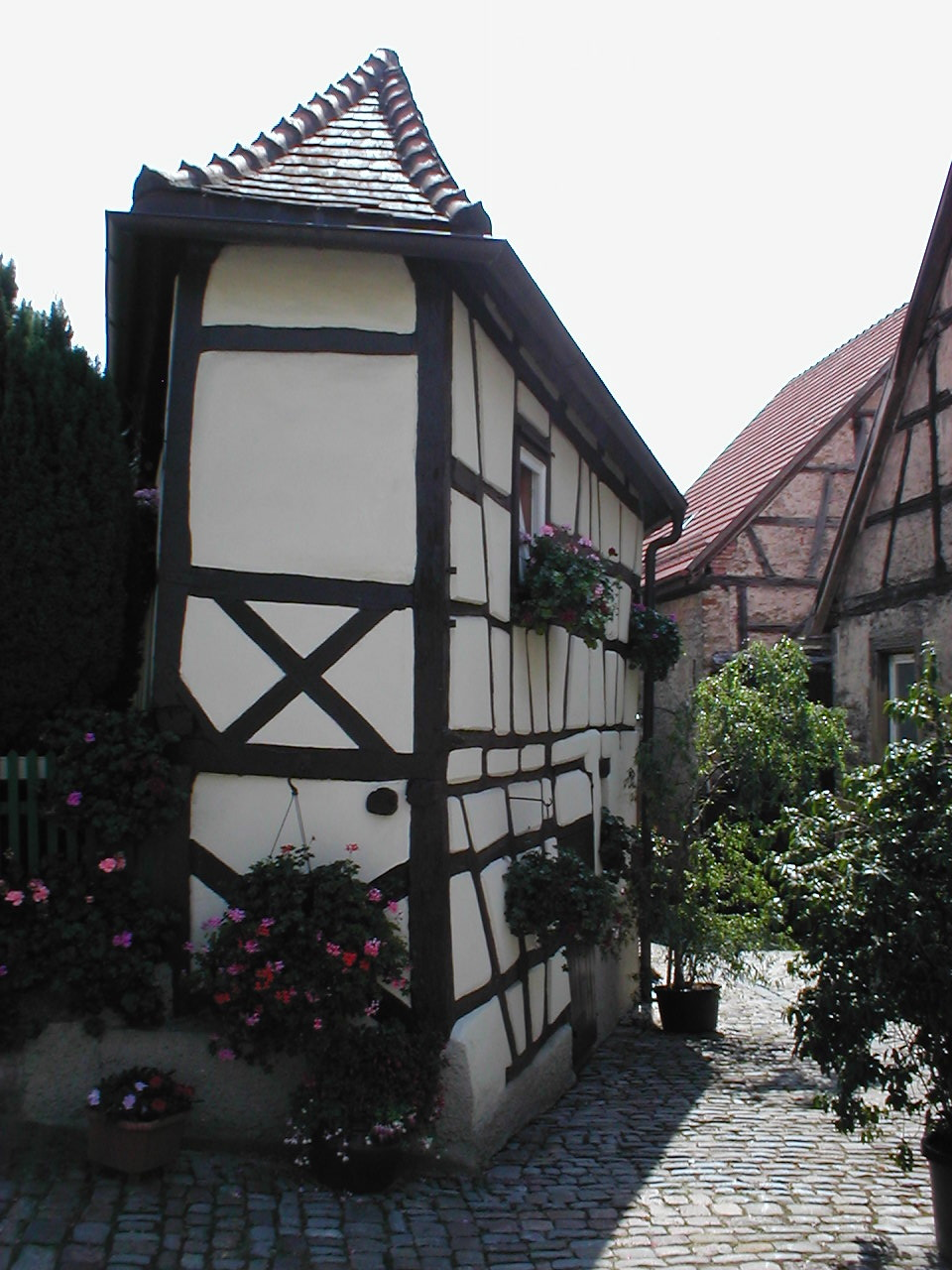
Schmales „Bügeleisenhaus“ in der Badgasse
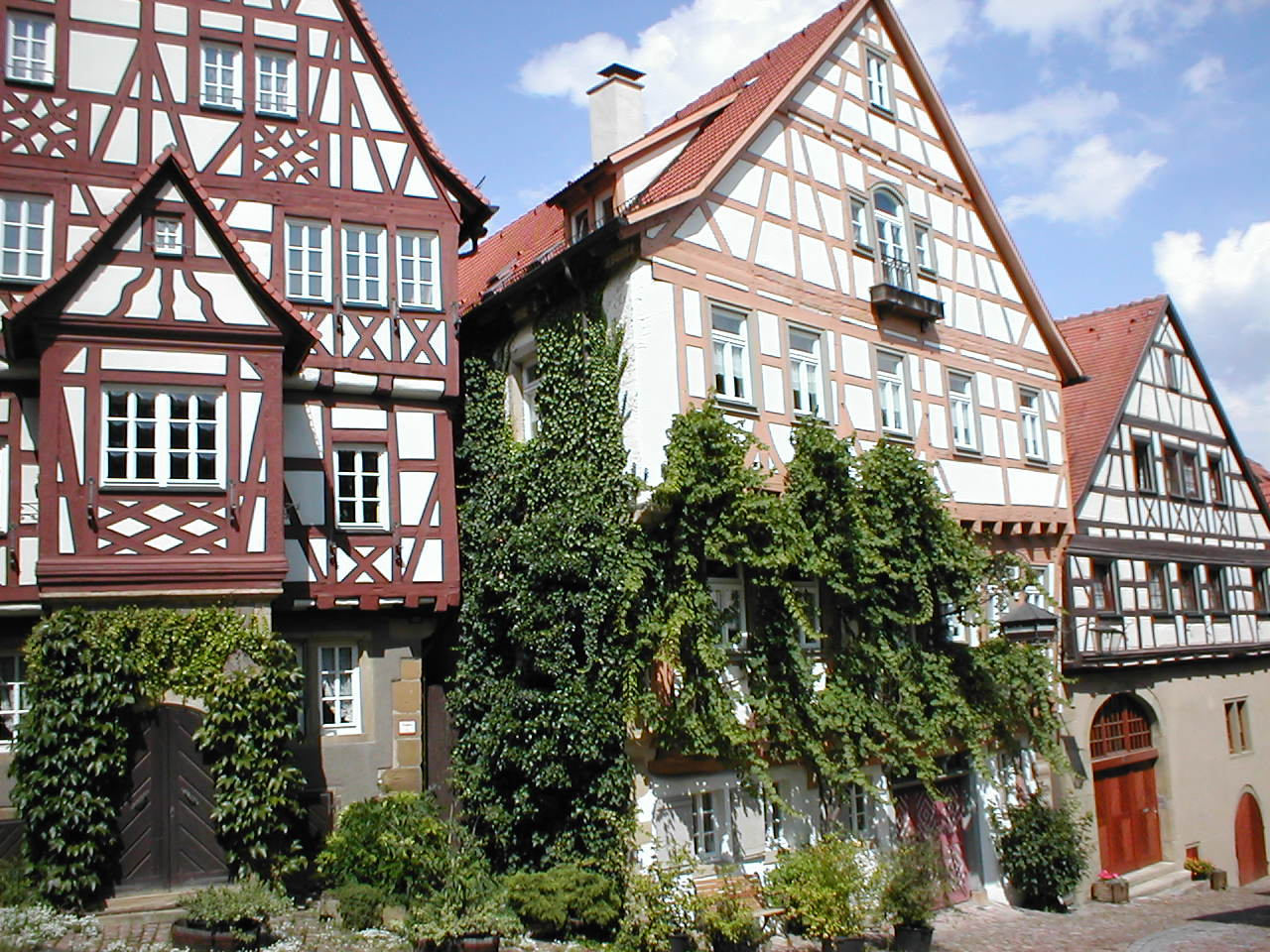
Fachwerk-Ensemble Klostergasse
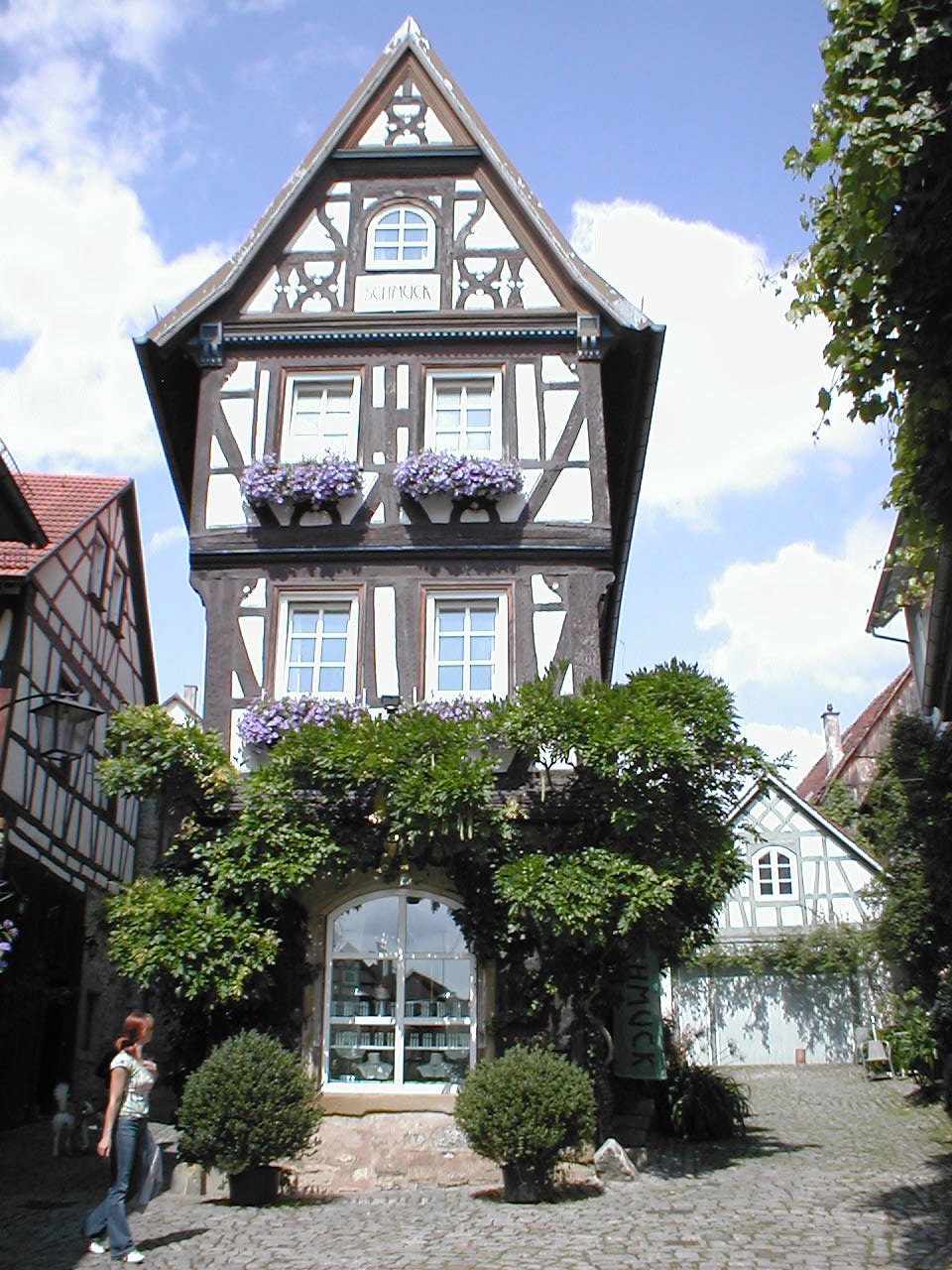
Fachwerkhaus in der Badgasse

### Religionen
Neben einer evangelischen und einer römisch-katholischen Kirchengemeinde, die dem Pastoralraum Neckartal des Bistums Mainz zugeordnet ist, sind in Bad Wimpfen die Neuapostolische Kirche und die Zeugen Jehovas vertreten. In den Gebäuden des ehemaligen Ritterstiftes St. Peter im Tal war von 1947 bis 2006 die Benediktinerabtei Grüssau untergebracht, deren Mönche nach dem Zweiten Weltkrieg aus dem Kloster Grüssau in Niederschlesien vertrieben wurden. Die einzige Benediktiner-Klostergemeinschaft im Landkreis Heilbronn, die 2005 noch aus drei Mönchen bestand, löste sich im Herbst 2006 auf. Das geistliche Angebot des Gäste- und Tagungshauses im Kloster Bad Wimpfen wird auch nach dem Wegzug der Benediktiner weitergeführt.
Für die römisch-katholischen Einwohner von Bad Wimpfen ergibt sich durch die Zugehörigkeit zum in Rheinland-Pfalz gelegenen Bistum Mainz eine ungewöhnliche steuerliche Situation: Während die Kirchensteuer im restlichen Baden-Württemberg 8 % beträgt, liegt sie für Katholiken in Bad Wimpfen bei dem in Rheinland-Pfalz gültigen Kirchensteuersatz von 9 %. Maßgeblich dabei ist der Wohnort des jeweiligen Arbeitnehmers, nicht dessen Arbeitsstätte.
Die Jüdische Gemeinde Bad Wimpfen bestand vermutlich bereits im 13. Jahrhundert. Synagoge und Begräbnis der Wimpfener Juden waren ursprünglich auf dem Jüdischen Friedhof Heinsheim. In Wimpfen gab es Gottesdienste und ein rituelles Bad für Juden erst ab dem 19. Jahrhundert. Auch der jüdische Friedhof in Wimpfen wurde erst 1896 angelegt. Eine israelitische Religionsgemeinschaft sollte 1898 gebildet werden, scheiterte aber an der geringen Größe der Gemeinde, die um 1900 mit 56 Personen ihre größte Ausdehnung erreicht hatte. 1933 lebten noch 22 Juden in Wimpfen, denen die Rechte am Betsaal streitig gemacht wurden und die 1935 weiter in ihren Rechten insbesondere in Bezug auf Grundbesitz beschnitten wurden. 1938 gab es Ausschreitungen gegen Juden, ihre Geschäfte und ihre Wohnungen. Bis Sommer 1941 gelang es den meisten Wimpfener Juden, auszuwandern. Mindestens vier Opfer der Judenverfolgung zur Zeit des Nationalsozialismus sind am Ort nachgewiesen.

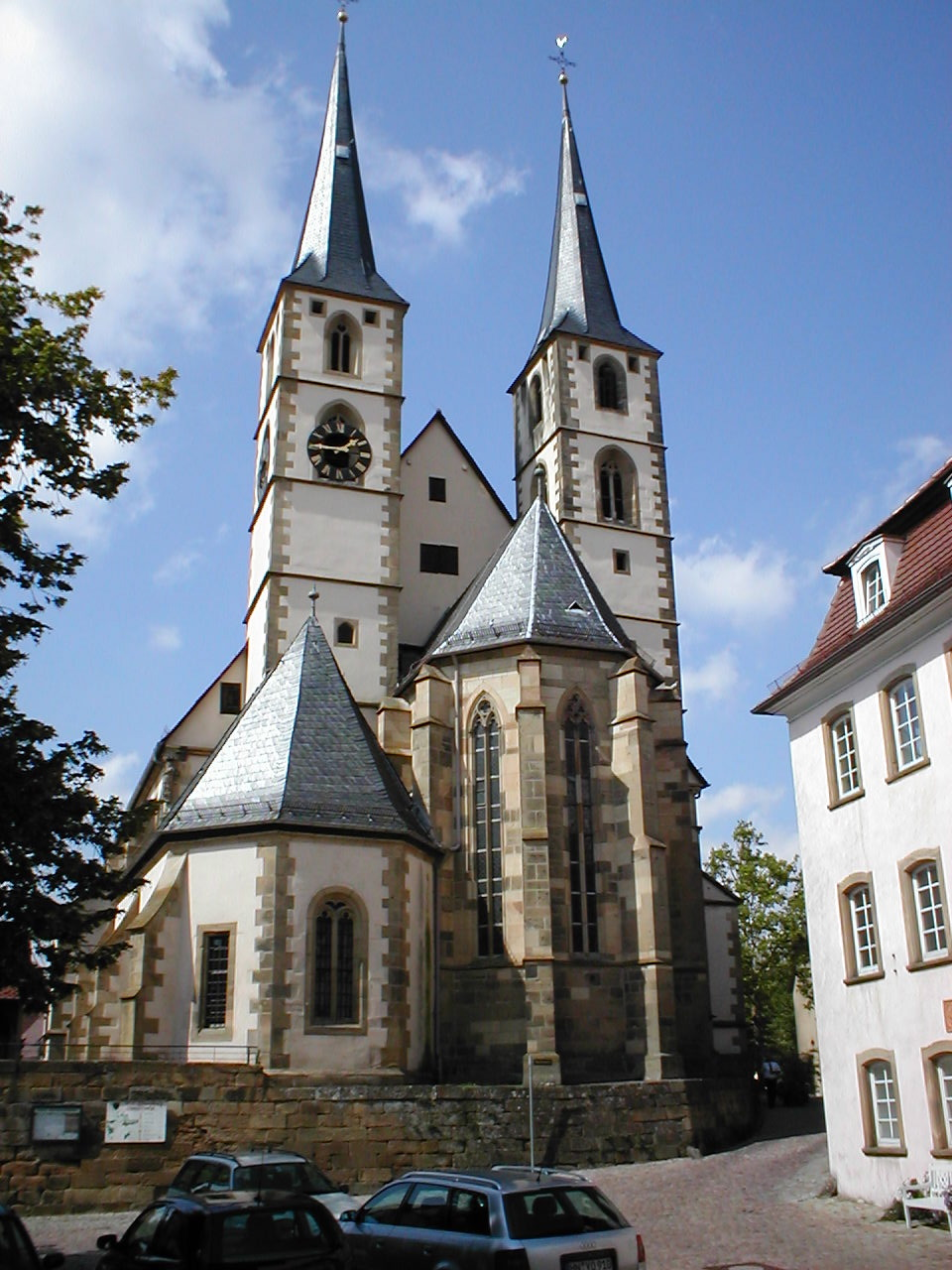
Ev. Stadtkirche
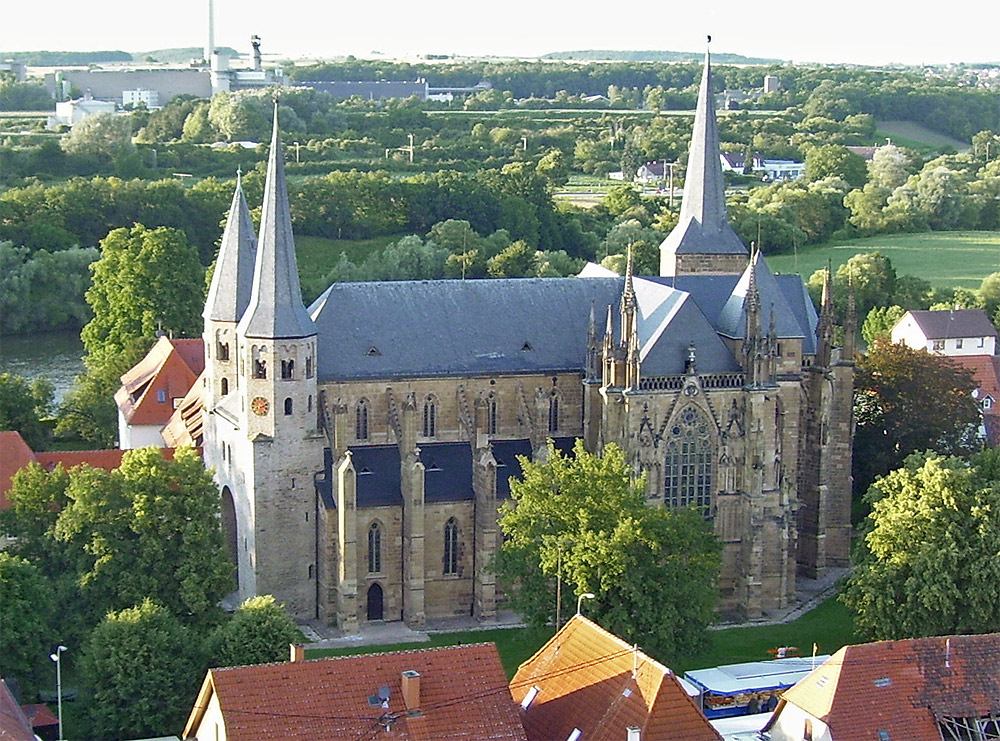
Stiftskirche
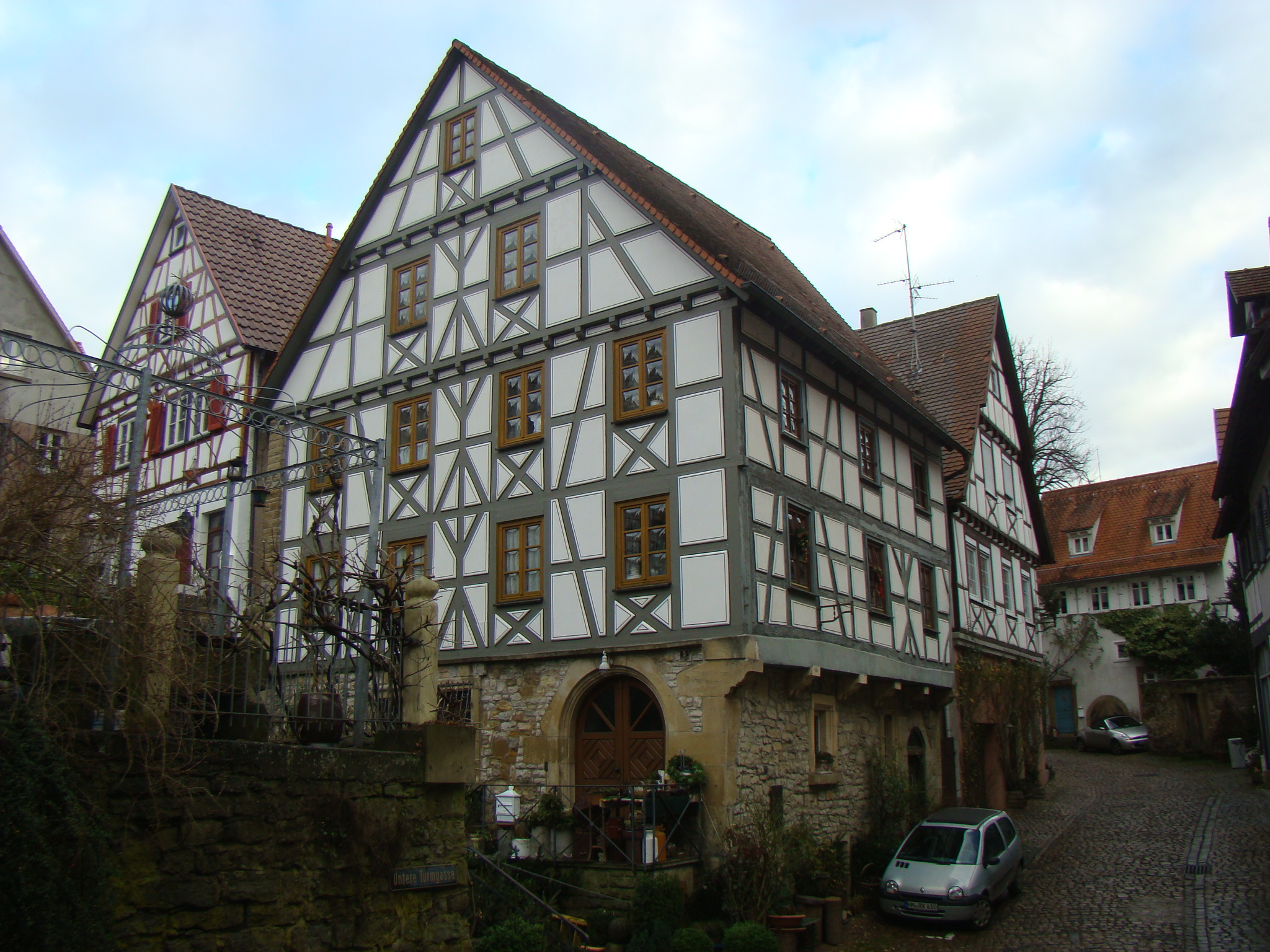
Jüdisches Bethaus von 1580
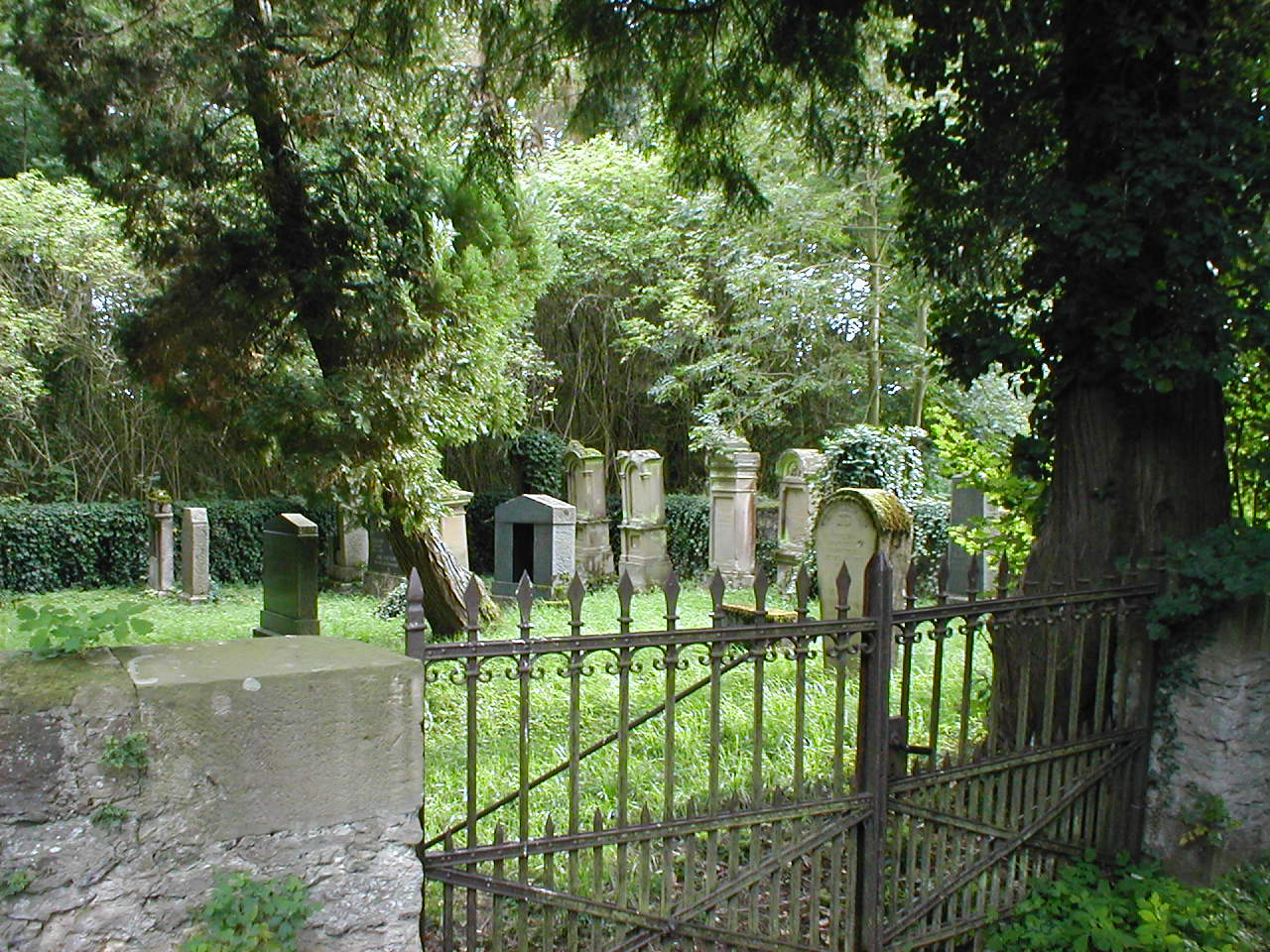
Jüdischer Friedhof

## Politik

### Bürgermeister
Der Bad Wimpfener Bürgermeister ist gemäß der baden-württembergischen Gemeindeordnung Vorsitzender des Gemeinderats und Leiter der Stadtverwaltung. Er ist hauptamtlicher Beamter auf Zeit und wird von den wahlberechtigten Bürgern direkt für eine Amtszeit von acht Jahren gewählt.
Bürgermeister der Stadt Bad Wimpfen seit 1956 waren:
- Paul Doll (SPD)[29] (1956–1976)
- Klaus Czernuska (CDU)[30] (1976–1989)
- Claus Brechter (CDU)[31] (1989–2022)
- Andreas Zaffran (CDU) (seit 2022)

Am 24. Oktober 2021 wurde Andreas Zaffran mit 58,2 % der Stimmen zum neuen Bürgermeister gewählt. Er trat sein Amt am 17. Januar 2022 an.

### Gemeinderat
Der Gemeinderat besteht aus 18 ehrenamtlichen Mitgliedern, die für eine Amtszeit von fünf Jahren gewählt sind, sowie dem Bürgermeister als ebenfalls stimmberechtigtem Vorsitzenden. Die letzte Wahl vom 9. Juni 2024 brachte folgendes Ergebnis (im Vergleich zu den Ergebnissen der Gemeinderatswahlen 2009, 2014 und 2019):
| Partei                            | Stimmen 2024 | Sitze 2024 | Stimmen 2019 | Sitze 2019 | Stimmen 2014 | Sitze 2014 | Stimmen 2009 | Sitze 2009 |
| --------------------------------- | ------------ | ---------- | ------------ | ---------- | ------------ | ---------- | ------------ | ---------- |
| CDU/FW                            | 38,8 %       | 7          | 38 %         | 7          | 43,4 %       | 8          | 38,0 %       | 7          |
| SPD                               | 21,3 %       | 4          | 16 %         | 3          | 27,3 %       | 5          | 27,0 %       | 5          |
| Grüne/Offene Liste (GOL)          | 10,2 %       | 2          | 16 %         | 3          | 14,4 %       | 2          | 11,2 %       | 2          |
| Wimpfener Stadtentwicklung (WiSe) | 21,6 %       | 4          | 16 %         | 3          | –            | –          | –            | –          |
| FDP/DVP/Unabhängige Bürger (UB)   | 8,1 %        | 1          | 11 %         | 2          | 14,9 %       | 3          | 23,8 %       | 4          |

Bei Stimmengleichheit zählt die Stimme des Bürgermeisters doppelt und entscheidet somit die Abstimmung.

### Wappen und Flagge

Wappen Bad Wimpfens

Die Blasonierung des Bad Wimpfener Wappens lautet: In Gold der rotbewehrte schwarze Reichsadler mit einem waagerechten silbernen Schlüssel (Bart nach oben rechts) im Schnabel. Die Stadtfarben sind Rot-Weiß-Blau.
Die Wappenfiguren Reichsadler und Schlüssel sind schon im ersten staufischen Siegel Wimpfens von 1250 zu sehen, das bis 1436 verwendet wurde. Der Adler war ursprünglich Zeichen der Wimpfener Abhängigkeit vom Reich zu Stauferzeiten, ab dem 14. Jahrhundert dann das Symbol der Reichsstadt. Der Schlüssel ist das Attribut des heiligen Petrus und als solcher die Wappenfigur des Bistums Worms und des Stifts Wimpfen. Er erinnert daran, dass die Staufer Wimpfen auf Wormser Grund erbaut hatten. Auf einem Siegel zu Beginn des 14. Jahrhunderts wurde der Schlüssel vorübergehend in den Fängen des Adlers dargestellt. Zahlreiche Darstellungen des Wappens in Wappenbüchern, an Gebäuden und auf Gegenständen weisen lediglich in der Position des Schlüssels leichte Abweichungen auf. Die Farben waren fast immer die Reichsfarben Schwarz (Adler) und Gold (Schild).
Im 19. Jahrhundert, nachdem Wimpfen hessisch geworden war, führte die Stadt ein anderes Wappen: in der vorderen Schildhälfte ein halber Adler am Spalt, in der hinteren Schildhälfte der gekrönte hessische Löwe mit dem Wormser Schlüssel in den Pranken. Im 20. Jahrhundert wurde wieder das alte Wappen verwendet.

### Städtepartnerschaften
Partnerstadt Bad Wimpfens ist seit 1967 Servian im Département Hérault im Süden Frankreichs. 1951 übernahm Bad Wimpfen zudem die Patenschaft für das frühere Ödenburg (heute Sopron) in Ungarn und bot damit den von dort Heimatvertriebenen eine neue geistige Heimat. Dies wurde 1991 in eine Städtepartnerschaft gewandelt.

## Kultur und Sehenswürdigkeiten

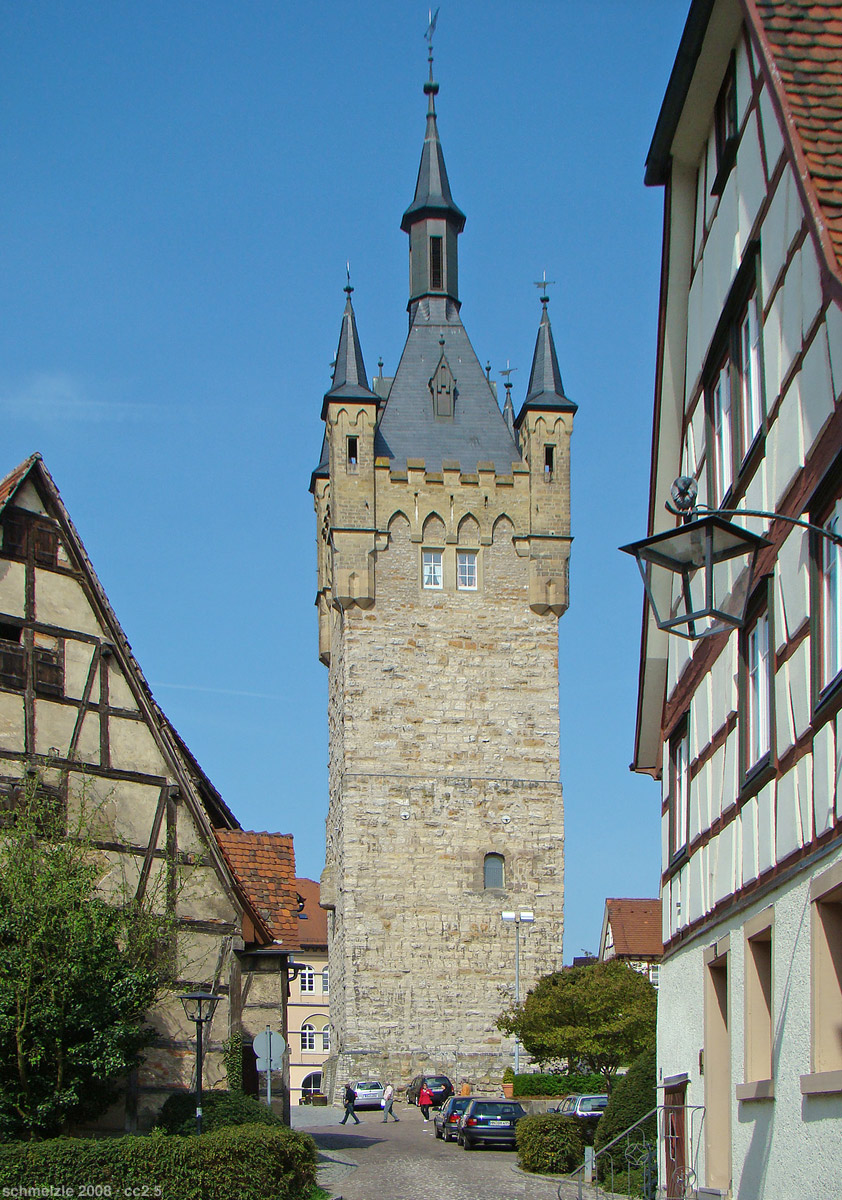
Blauer Turm

### Bauwerke
In Bad Wimpfen sind zahlreiche Baudenkmäler erhalten. Die historischen Stadtkerne von Wimpfen am Berg und Wimpfen im Tal stehen als Gesamtanlagen unter Denkmalschutz.

#### Kaiserpfalz
Wichtigstes Baudenkmal Bad Wimpfens ist die um 1200 erbaute staufische Kaiserpfalz, von der im östlichen Bereich der Altstadt mehrere Einzelbauten sowie weite Teile der Umfassungsmauern erhalten sind. Wahrzeichen Bad Wimpfens ist der Blaue Turm, der Bergfried der Pfalz, auf dem seit 650 Jahren ununterbrochen ein Türmer residiert und der besichtigt werden kann. Der Rote Turm ist ein zweiter erhaltener Bergfried aus Buckelquadern. Weitere erhaltene Bauten der Pfalz sind die Pfalzkapelle, das Steinhaus und das Hohenstaufen- oder Schwibbogentor.

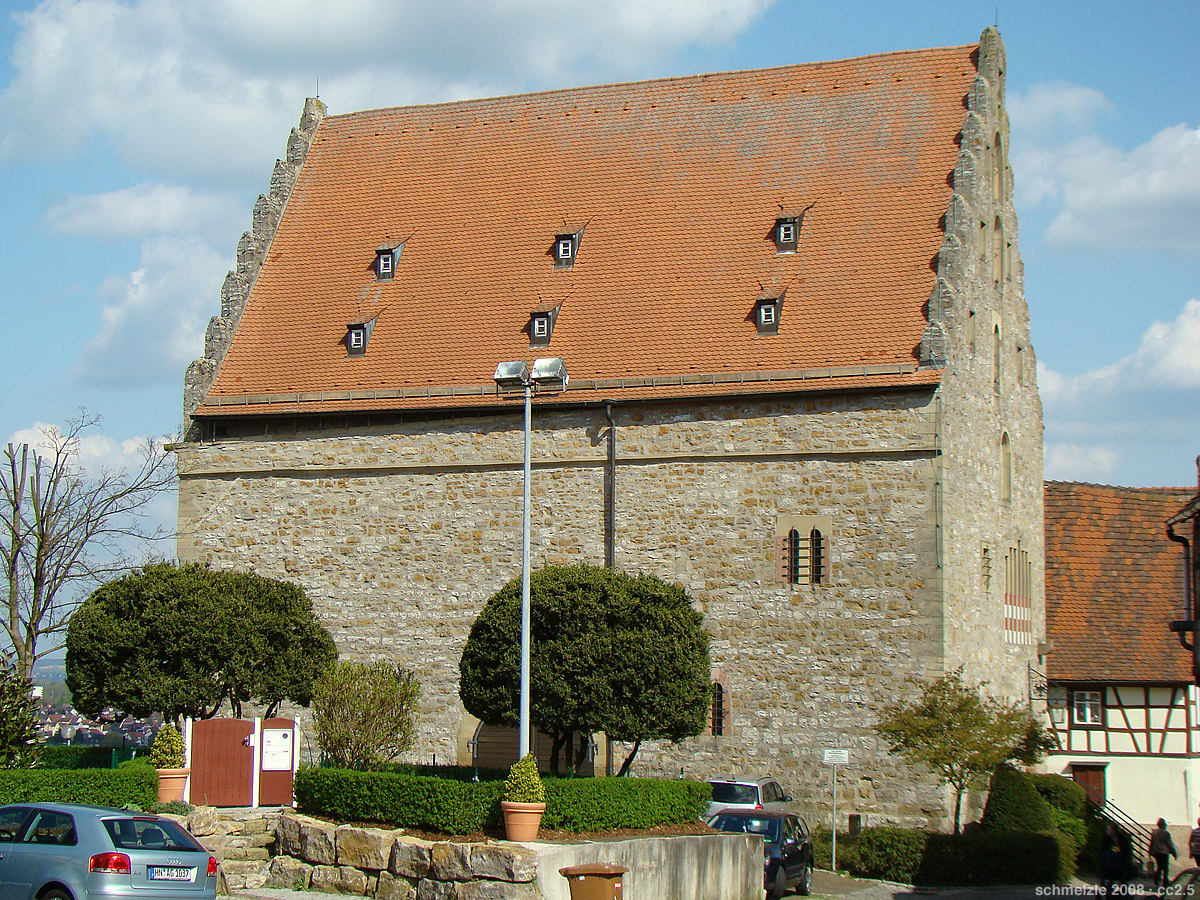
Steinhaus
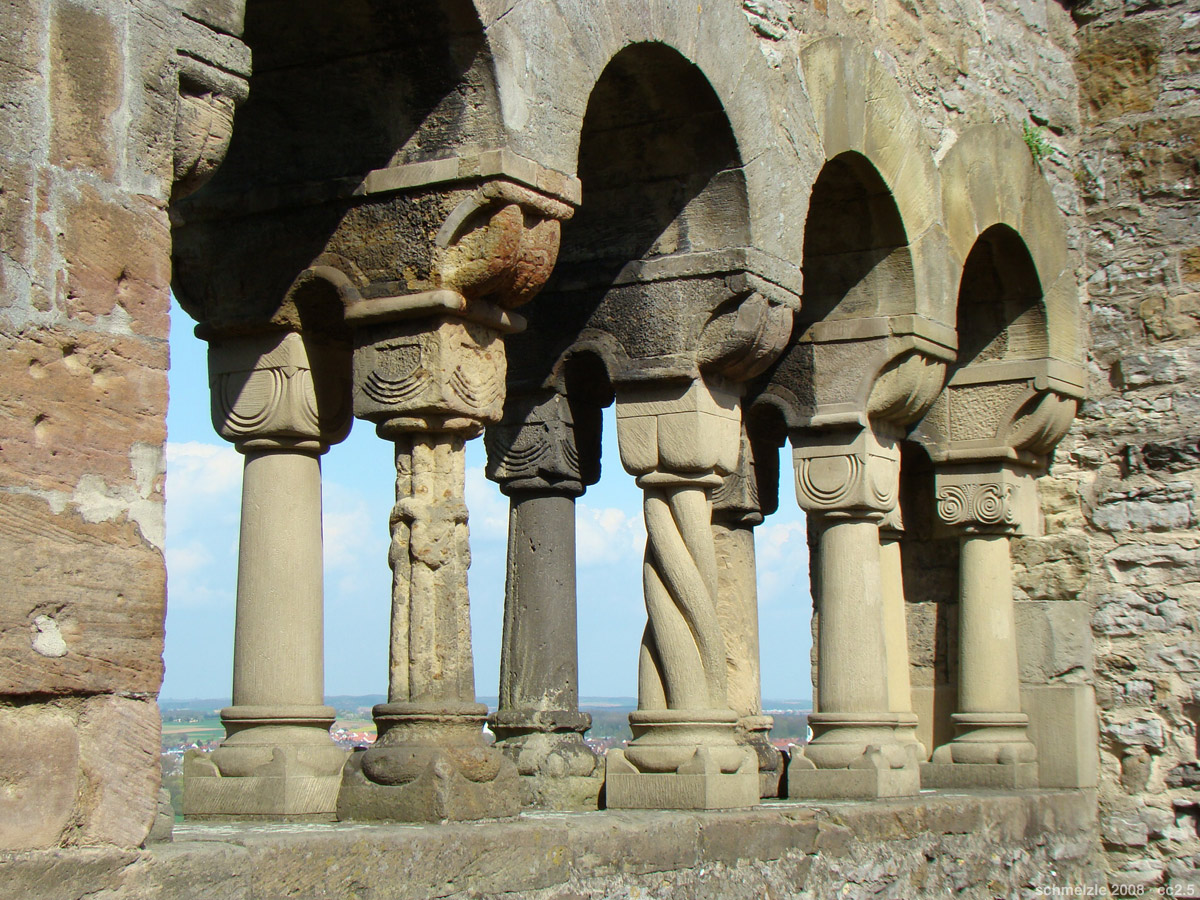
Palas-Arkadenfenster
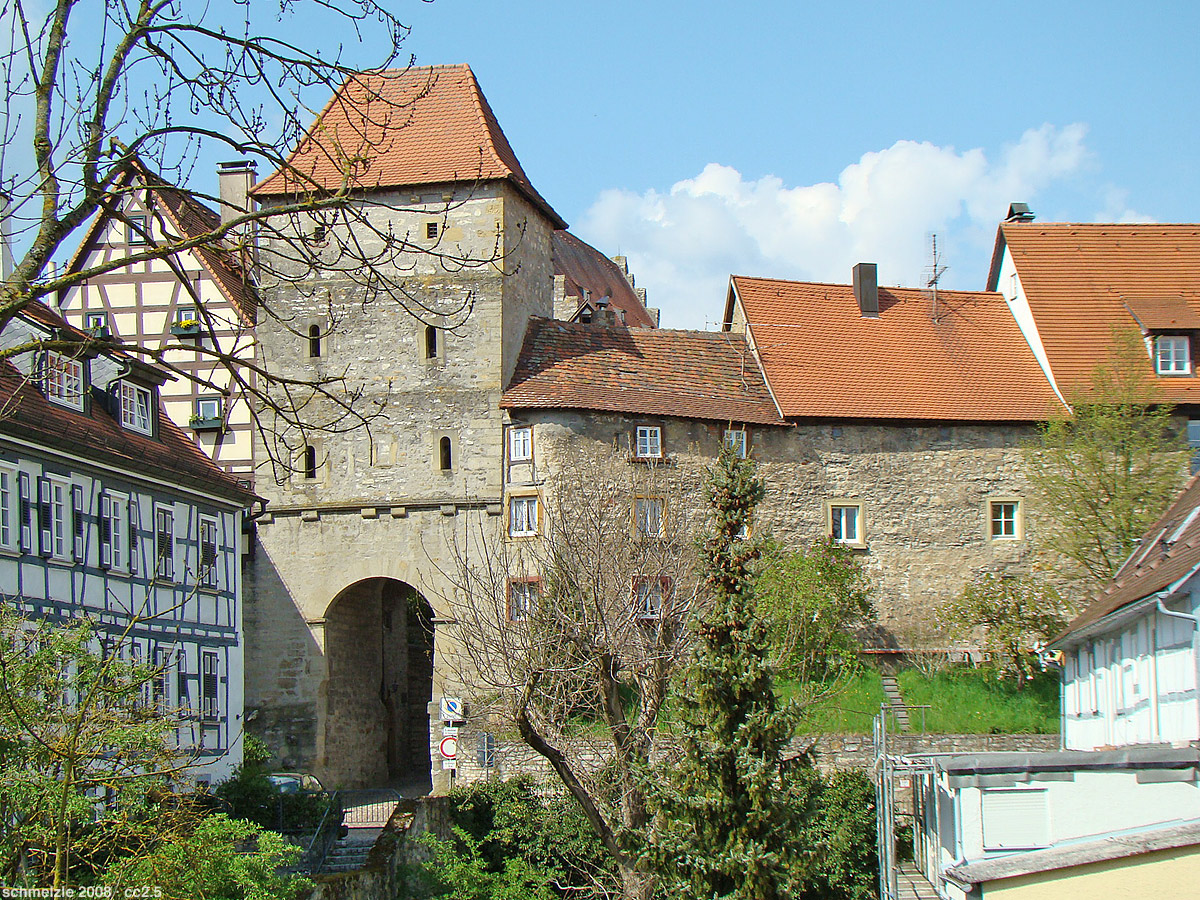
Schwibbogentor

#### Sakralbauten

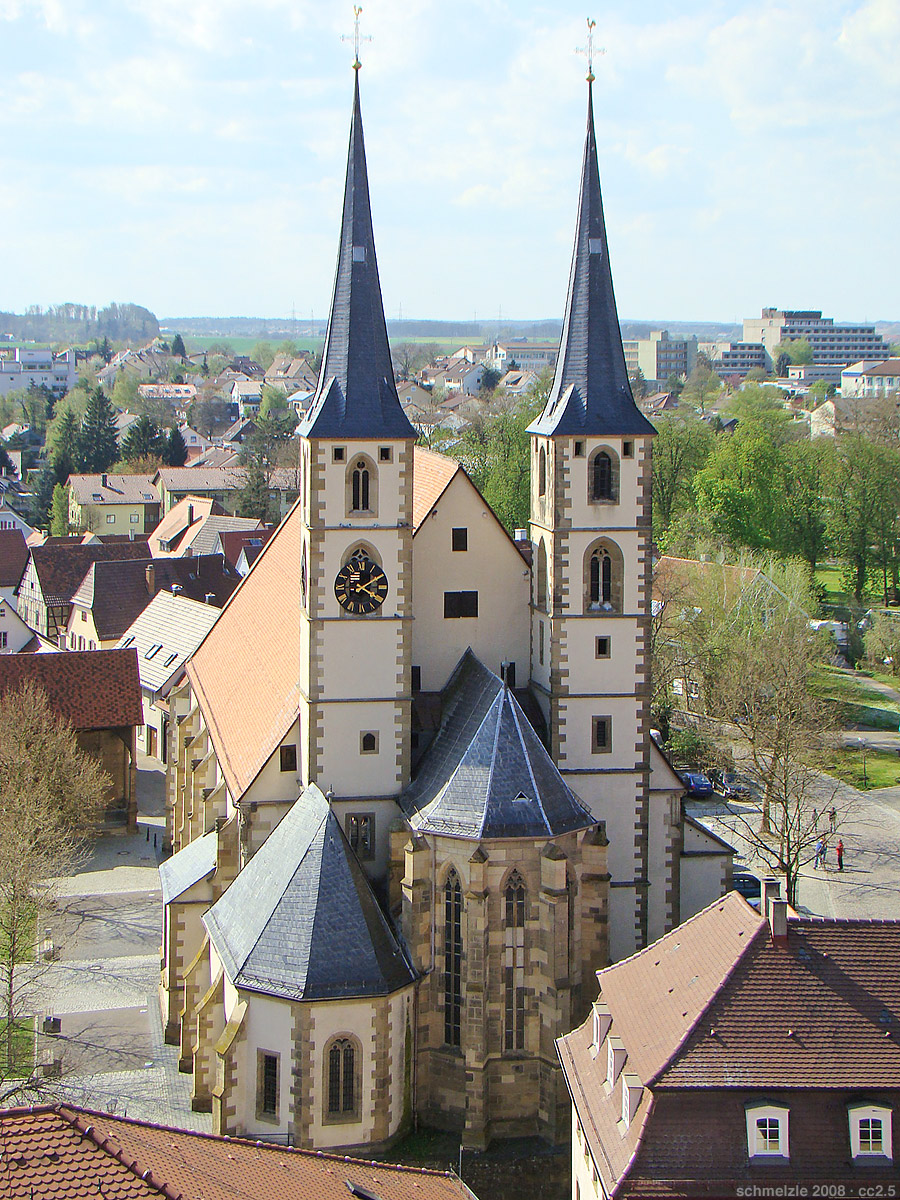
Stadtkirche

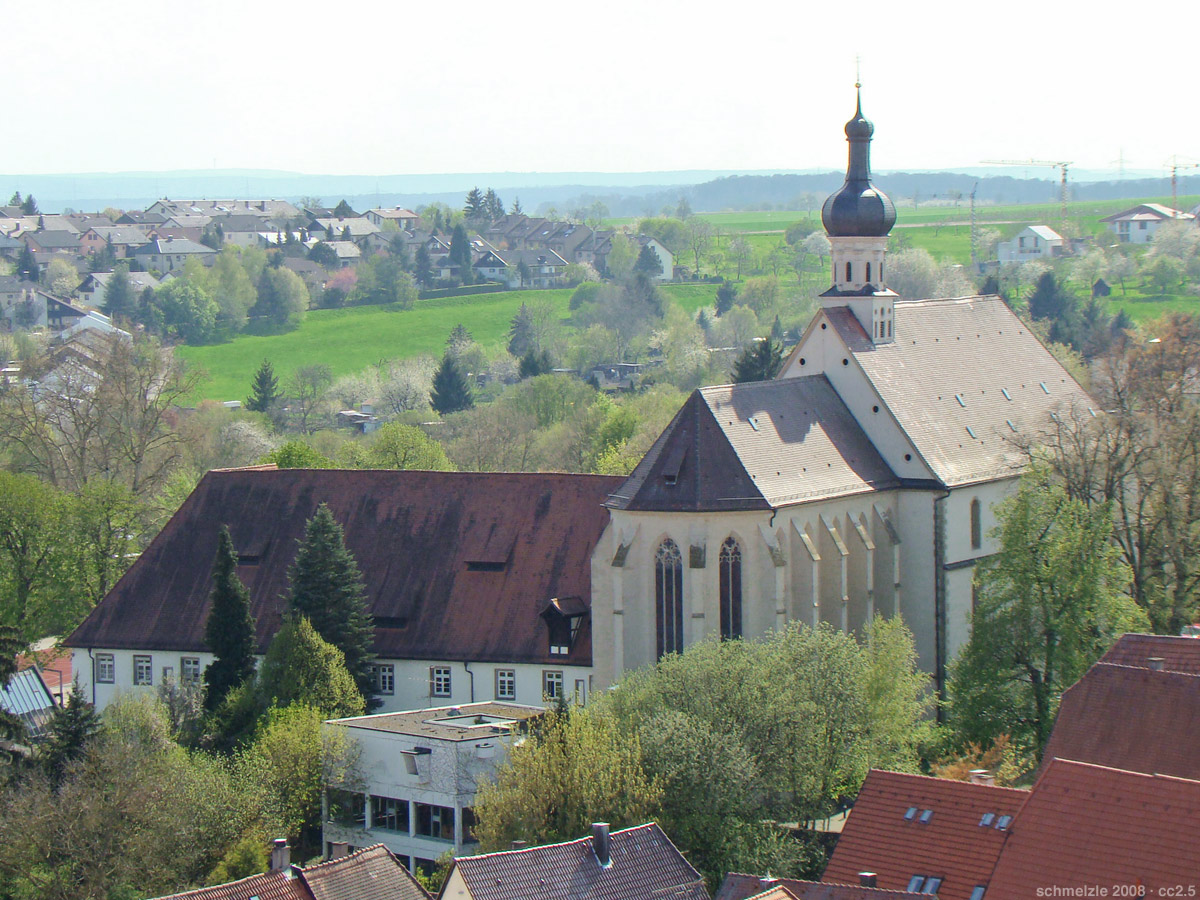
Dominikanerkirche mit ehem. Kloster und Kreuzgang

Die evangelische Stadtkirche wurde ab dem 13. Jahrhundert im romanischen Stil erbaut und um 1520 als spätgotische Hallenkirche vollendet. Die Kirche hat seitlich des nach Osten gerichteten Chores zwei Türme. Sie weist eine wertvolle Innenausstattung auf. Neben der Kirche befindet sich der so genannte Kalvarienberg, eine Kreuzigungsgruppe aus dem 16. Jahrhundert, die von Hans Backoffen gestaltet wurde und als Grabmal für die Bürgermeisterfamilie Koberer diente.
Die Dominikanerkirche wurde als Kirche des Dominikanerklosters im 13. Jahrhundert begonnen und erhielt im 18. Jahrhundert ihre heutige Gestalt. Die Kirche hat keinen Turm, sondern lediglich einen Dachreiter. Das südlich daran anschließende ehemalige Kloster mit kunstvollem Kreuzgang ist heute ein Schulgebäude, die Kirche wird als katholische Stadtpfarrkirche zum Heiligen Kreuz genutzt. Hier wird seit dem 13. Jahrhundert eine Kreuzreliquie verehrt, die vermutlich von Albertus Magnus nach Wimpfen gebracht wurde. Ihre Verehrung schlief zeitweise ein und wurde mit dem barocken Umbau der Kirche neu belebt. Der Wormser Weihbischof Johann Baptist Gegg kam zum Fest Kreuzauffindung, am 3. Mai 1719 selbst hierher, weihte die umgebaute Kirche und eröffnete am gleichen Tag die Wallfahrt neu, welche seitdem nicht mehr abgebrochen ist.
Die ehemalige Johanneskirche gehörte zu dem um 1230 gestifteten Heilig-Geist-Spital, von dem im 15. Jahrhundert das städtische Spital (Bürgerspital) abgetrennt wurde. 1778 wurde die baufällige Kirche neu errichtet. Sie wurde 1803 säkularisiert und bis 1848 als Magazin genutzt. Nach einem Brand 1851 wurden Zwischendecken in die Kirchenhalle eingezogen; seitdem fungiert das Gebäude als Gaststätte und Wohnhaus. Das barocke Konventhaus des Heilig-Geist-Ordens von 1765 weist eine kunstvolle historische Holztüre auf.
Im Burgviertel beim Schwibbogentor befindet sich ein ehemaliges jüdisches Bethaus aus dem Jahr 1580.
Die Stiftskirche St. Peter in Wimpfen im Tal, von 1947 bis 2004 Sitz der Abtei Grüssau, geht vermutlich bis auf das 7. Jahrhundert zurück. Das jetzige Kirchengebäude und der nördlich angrenzende Kreuzgang wurden im 13. und 14. Jahrhundert erbaut, die Fassade der Stiftskirche wurde in den Jahren bis 2006 aufwändig saniert.
Die Cornelienkirche befindet sich östlich der Ortsmitte von Wimpfen im Tal. Das 1476 im Stil der späten Gotik anstelle einer älteren Kapelle neu erbaute Kirchengebäude weist ein schmuckvolles Portal sowie Wandmalereien aus der Zeit seiner Entstehung auf. In der Kirche soll sich Tillys Feldlager während der Schlacht bei Wimpfen 1622 befunden haben.
Im zu Wimpfen gehörenden Dorf Hohenstadt gibt es außerdem die im Kern auf das 15. Jahrhundert zurückgehende evangelische Pfarrkirche, die bis 1860 Filiale der Stadtkirche in Bad Wimpfen war.

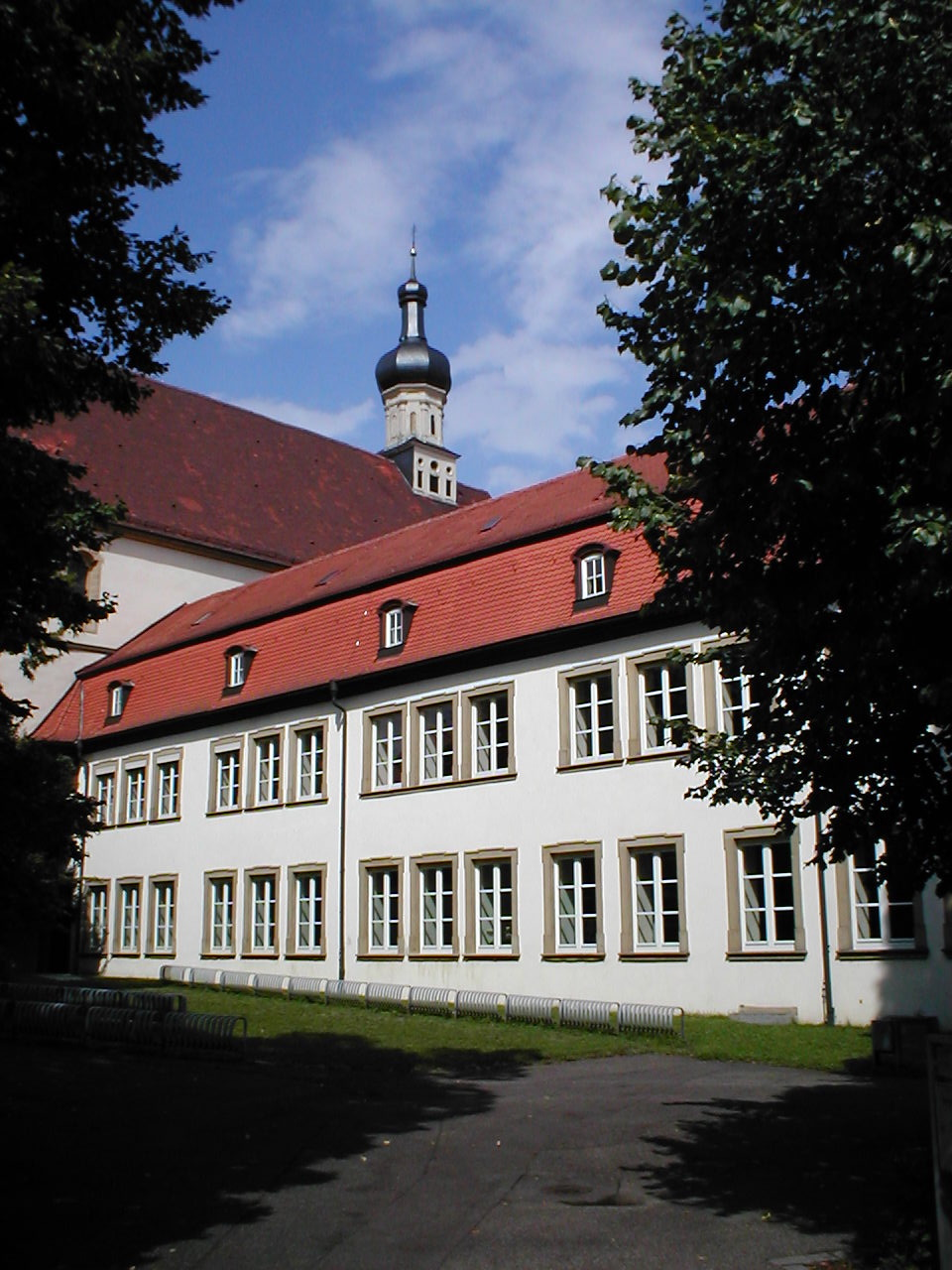
Ehemaliges Dominikanerkloster, heute Schule
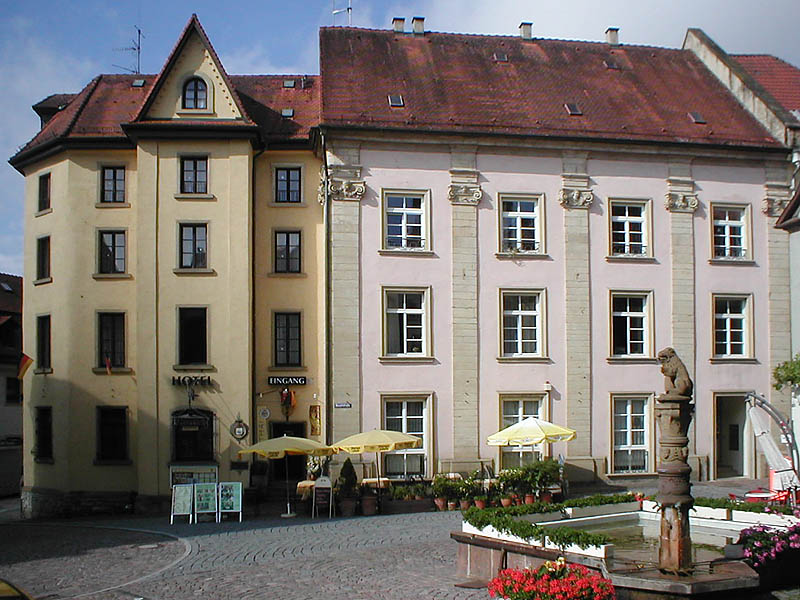
Ehemaliges geistliches Spital, heute Wohnhaus
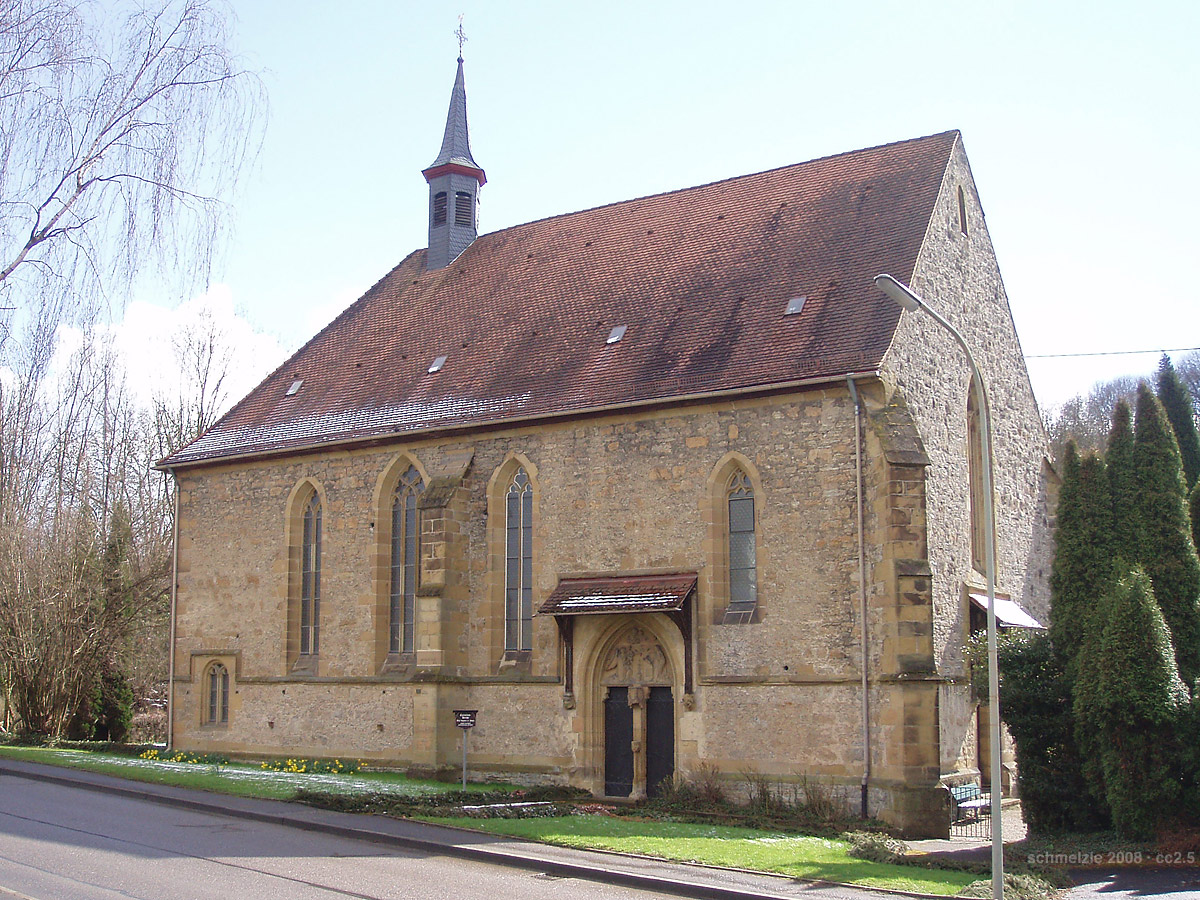
Cornelienkirche im Tal
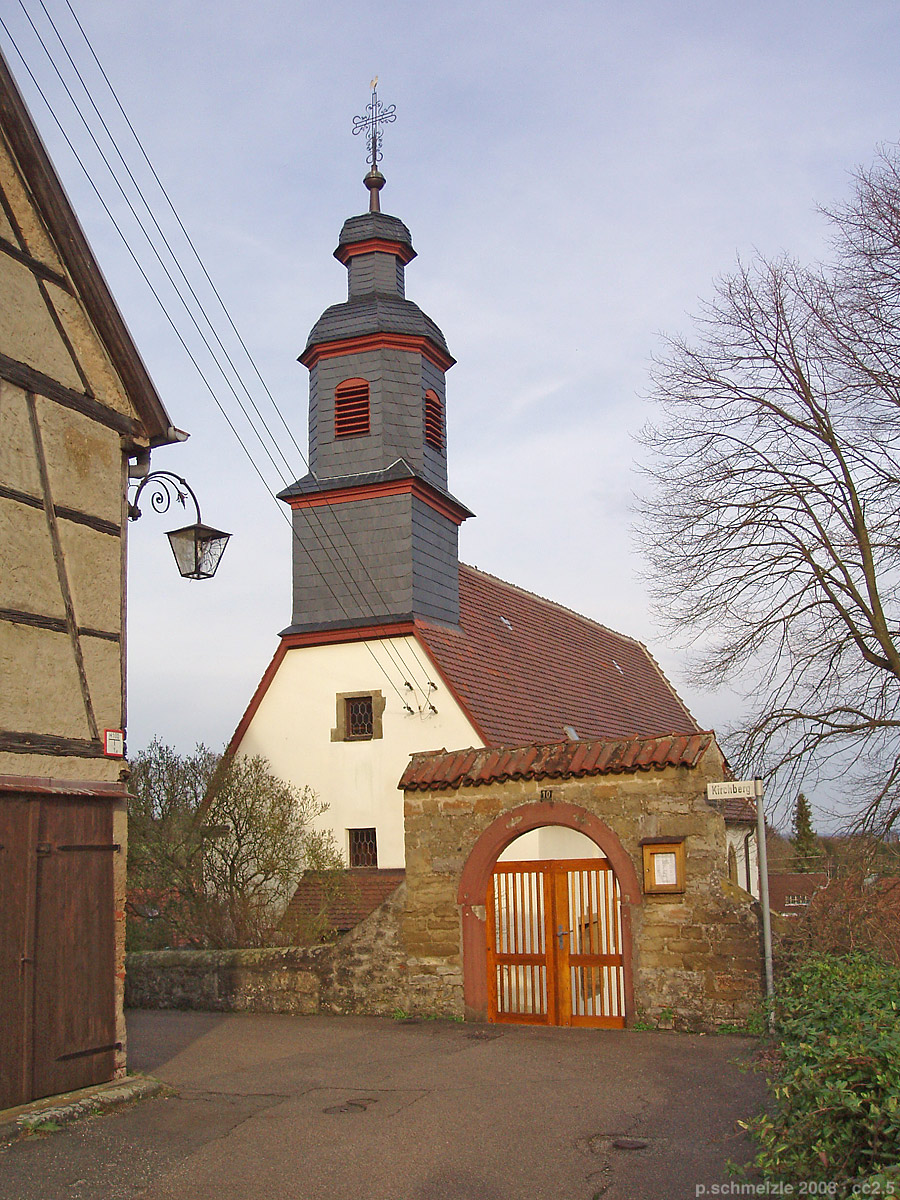
Evang. Pfarrkirche Hohenstadt

#### Profanbauten

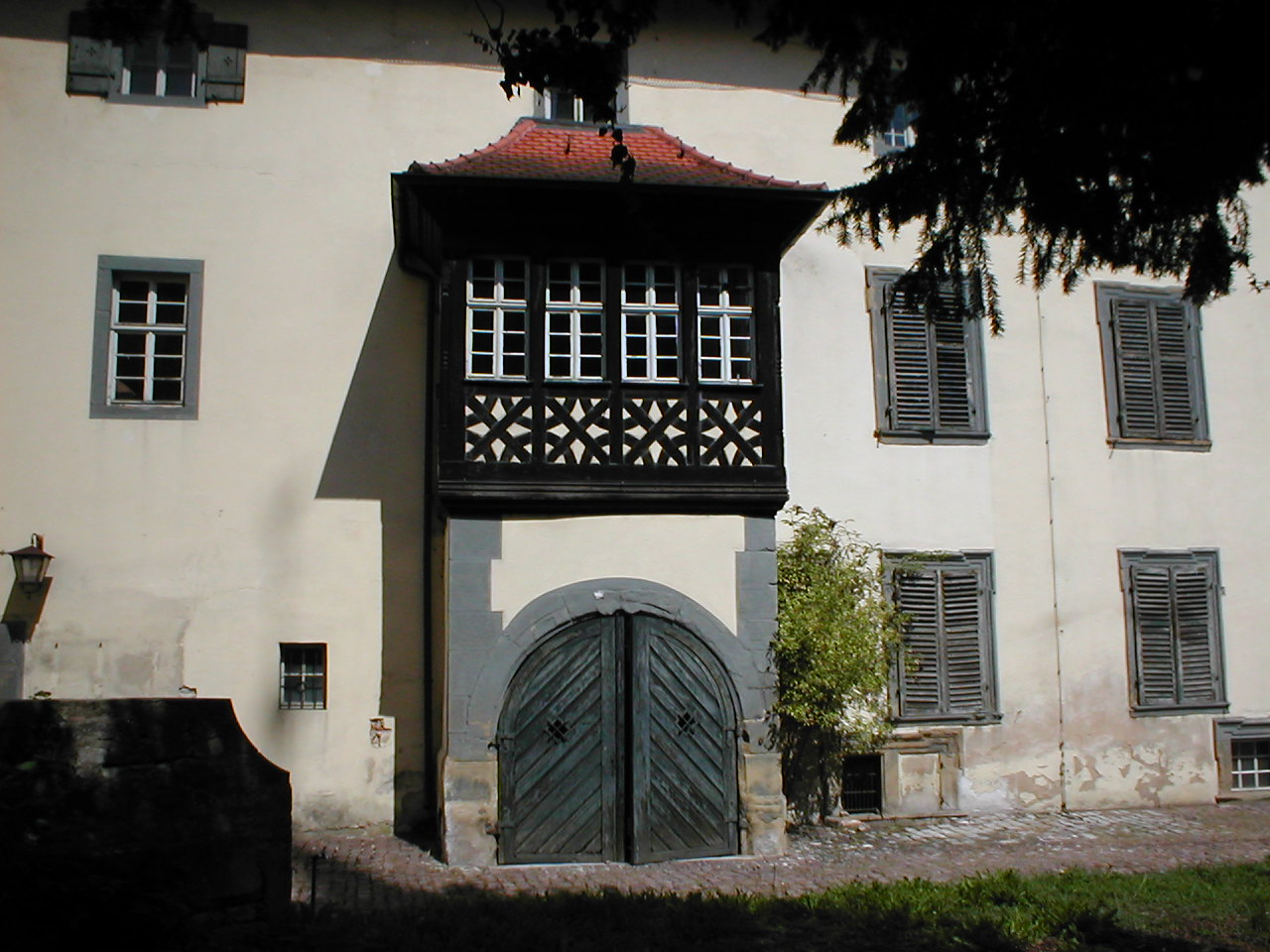
Wormser Hof

- Das Alte Spital mit Bauteilen aus dem 13. Jahrhundert ist eines der ältesten Bauwerke der Stadt und geht auf das um 1230 gegründete Heilig-Geist-Spital zurück. Seit 1471 als Bürgerspital genutzt, zuletzt bis in die jüngere Vergangenheit als städtisches Armenhaus. Seit 1992 sind dort das reichsstädtische Museum und die städtische Galerie untergebracht.
- Westlich der Kaiserpfalz in der Nähe des Rathauses befindet sich der Wormser Hof, ein etwa gleichzeitig mit der Kaiserpfalz und der Stadtkirche entstandener Verwaltungsbau der Bischöfe von Worms mit Zehntscheuer und Wirtschaftsgebäuden. Die rückwärtige Begrenzung des Wormser Hofes bildet gleichzeitig hier auch die Stadtmauer. Südliches Portal von 1566.
- In der Klostergasse befinden sich das Stadthaus der Herren von Ehrenberg von 1451 sowie ein mittelalterliches Badehaus von 1534, das auf einen älteren Vorgängerbau zurückgeht.
- Das Riesenhaus in der Langgasse ist ein siebengeschossiger Fachwerkbau von 1532, in dem sich Teile der mittelalterlichen Ausstattung erhalten haben.
- Die Weinstube Feyerabend in der Salzgasse weist einen Renaissance-Erker auf.
- Im ehemaligen Gasthaus Rappen am Marktplatz soll Tilly vor der Schlacht bei Wimpfen 1622 gewohnt haben. Das Gebäude wurde 1779 barock erneuert.
- Das Bürgermeister-Elsässer-Haus, ein ehemals adliges Stadthaus, unterhalb des Blauen Turms stammt im Kern aus dem 16. Jahrhundert und wurde 1717 nachträglich mit einem Barock-Erker versehen.
- Das Nürnberger Türmchen beim Roten Turm wurde zum Dank für die Hilfe der Stadt Nürnberg bei der Wiederherstellung der stark beschädigten Stadtmauern nach dem Dreißigjährigen Krieg errichtet.
- Der Gemminger Hof unweit des Roten Turms ist eine der größten innerstädtischen historischen Hofanlagen und war einst im Besitz der Freiherren von Gemmingen.
- In der gesamten Altstadt befinden sich darüber hinaus zahlreiche weitere historische Gebäude, darunter mehrere Fachwerkhäuser aus dem 15. und 16. Jahrhundert.

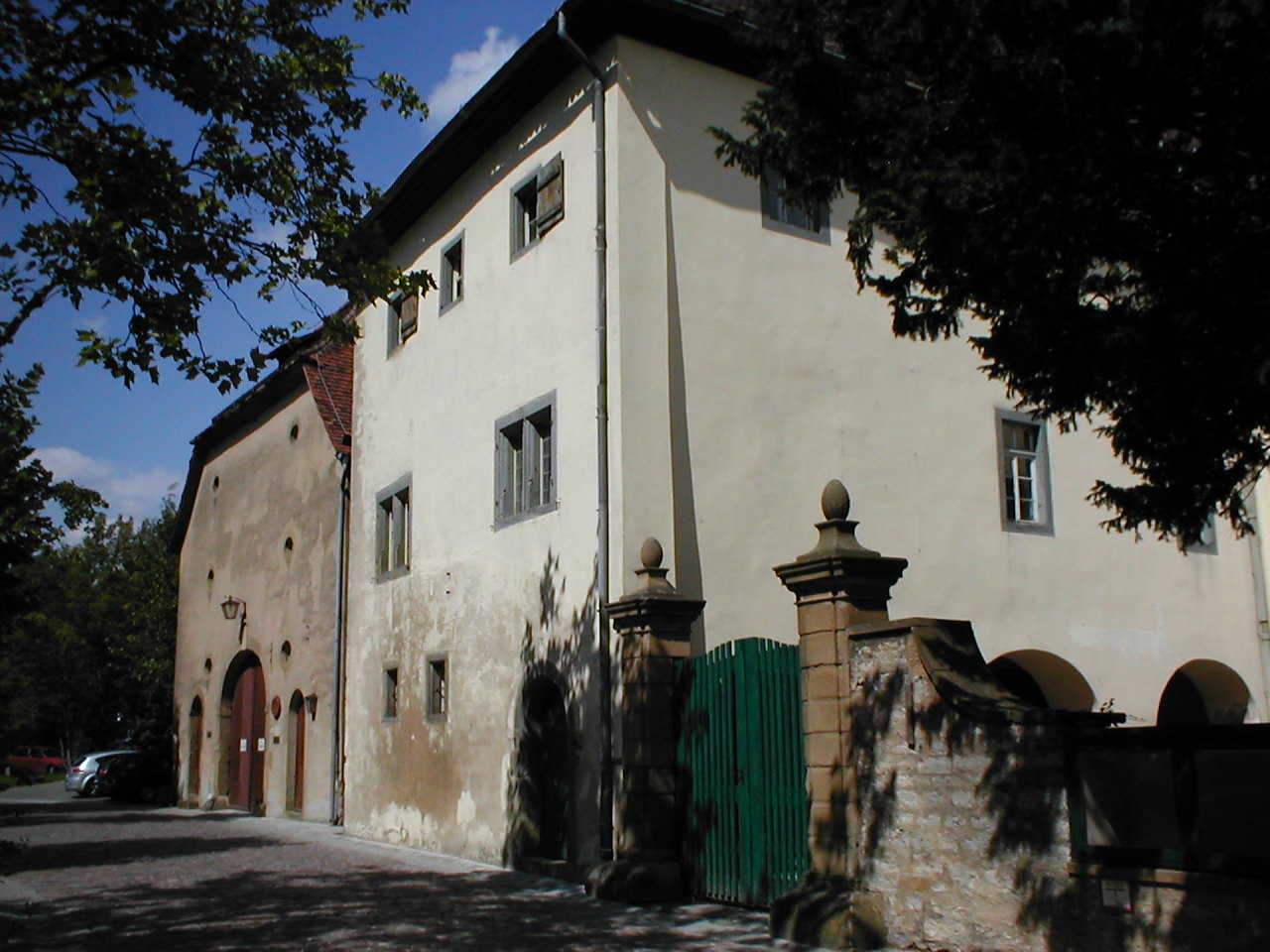
Zehntscheuer am Wormser Hof
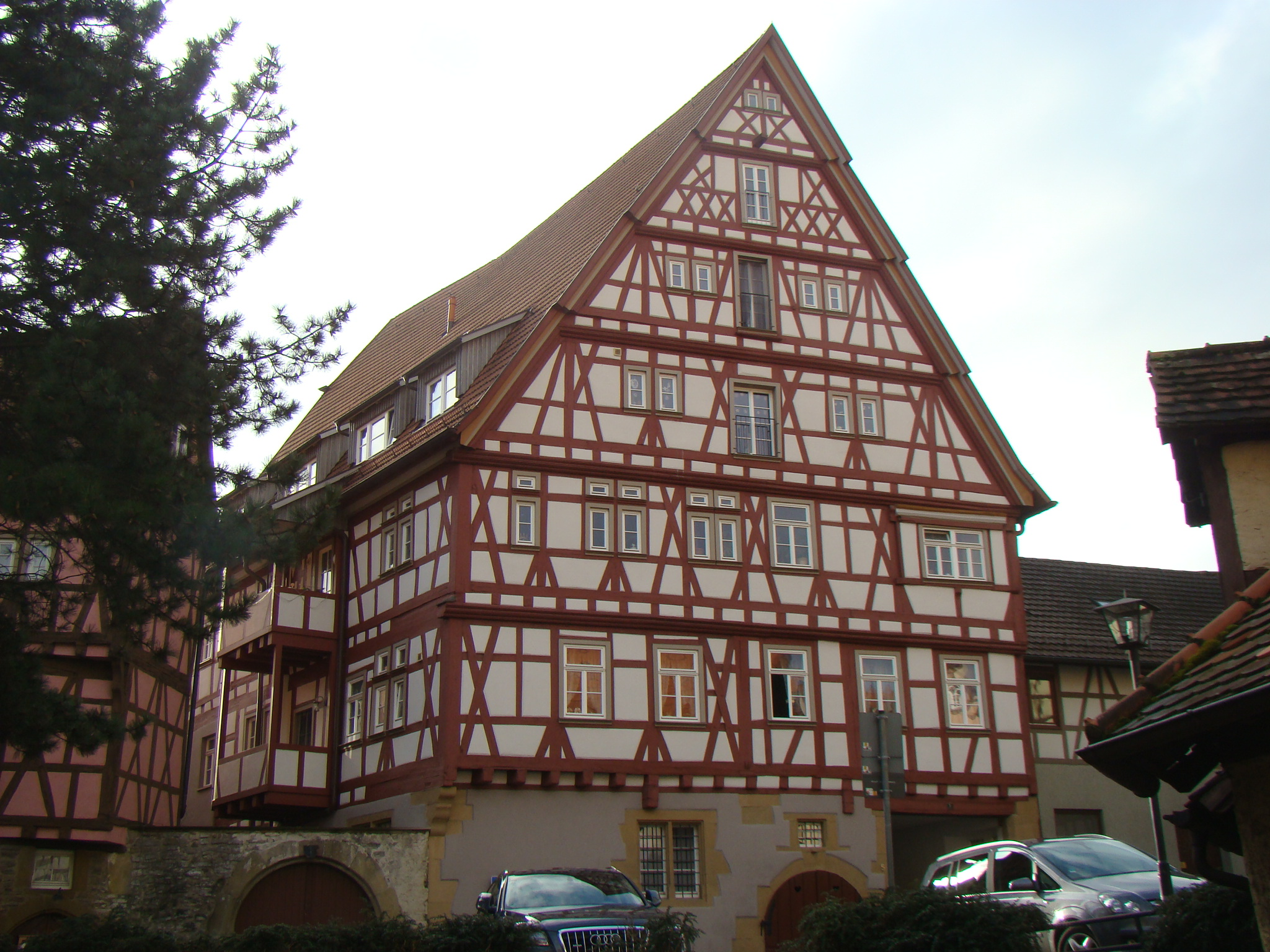
Riesenhaus von 1532
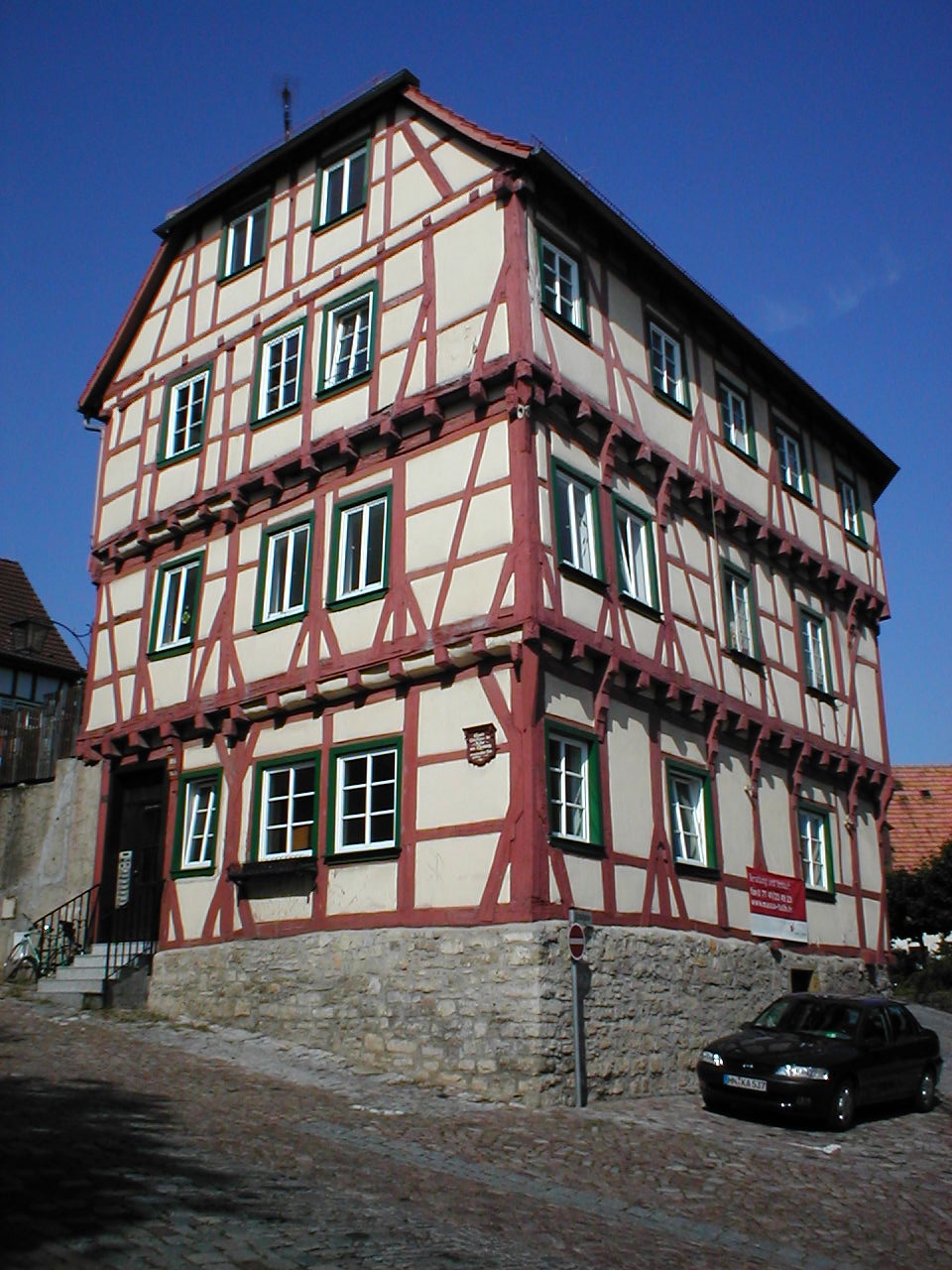
Stadthaus derer von Ehrenberg, 1451
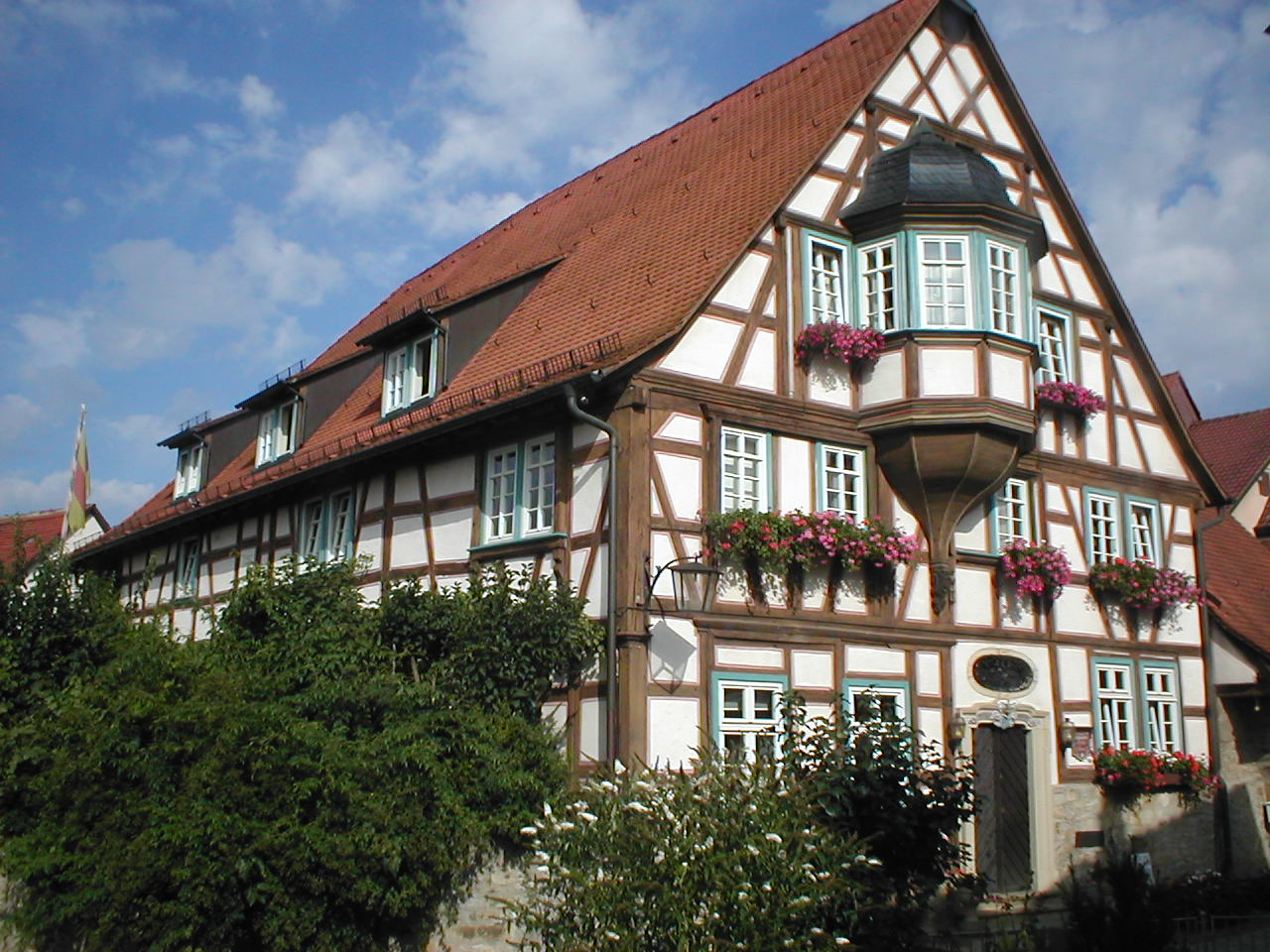
Bürgermeister-Elsässer-Haus von 1717
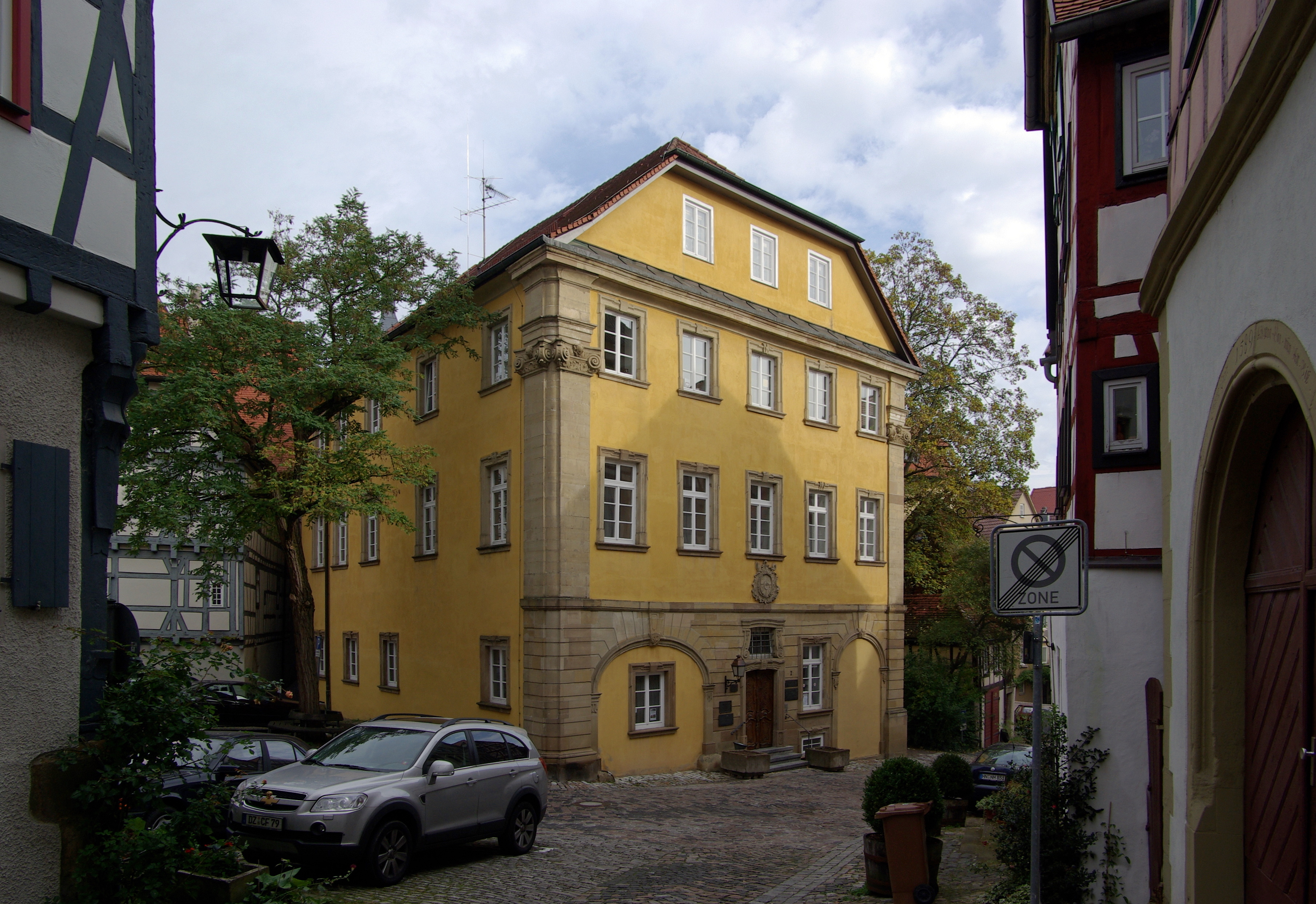
Konventhaus von 1765
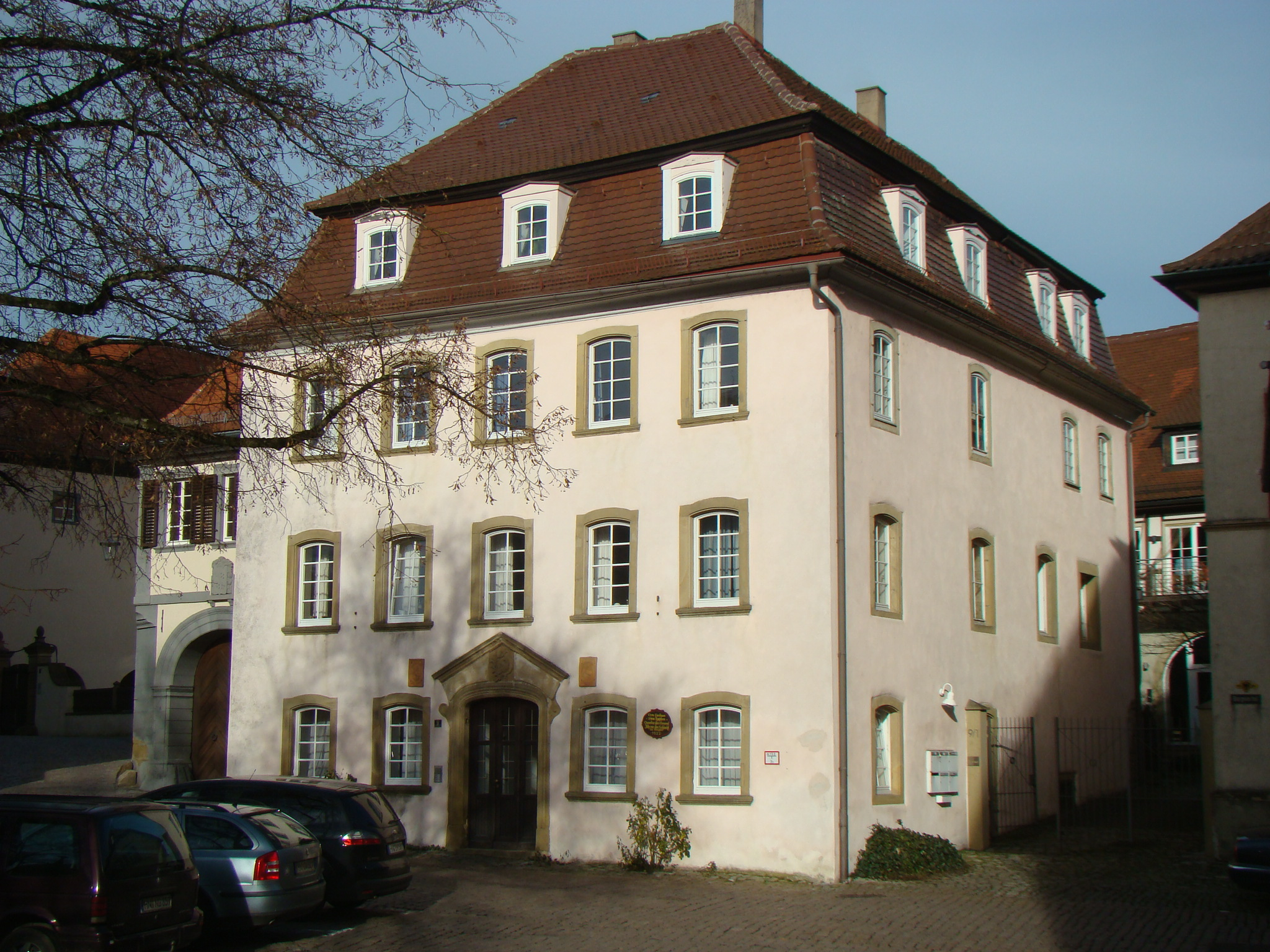
Ehemaliges Gasthaus Rappen
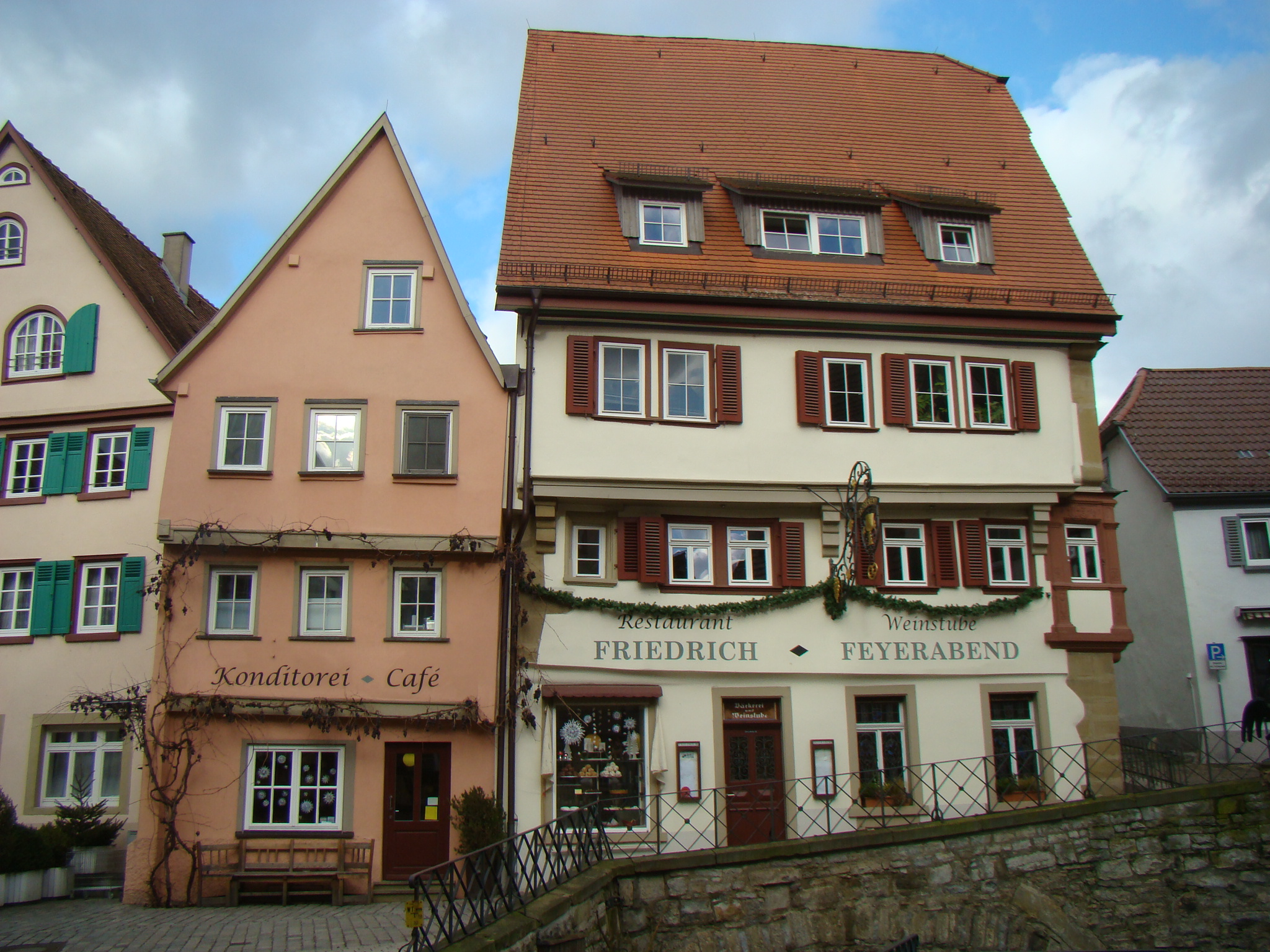
Weinstube Feyerabend
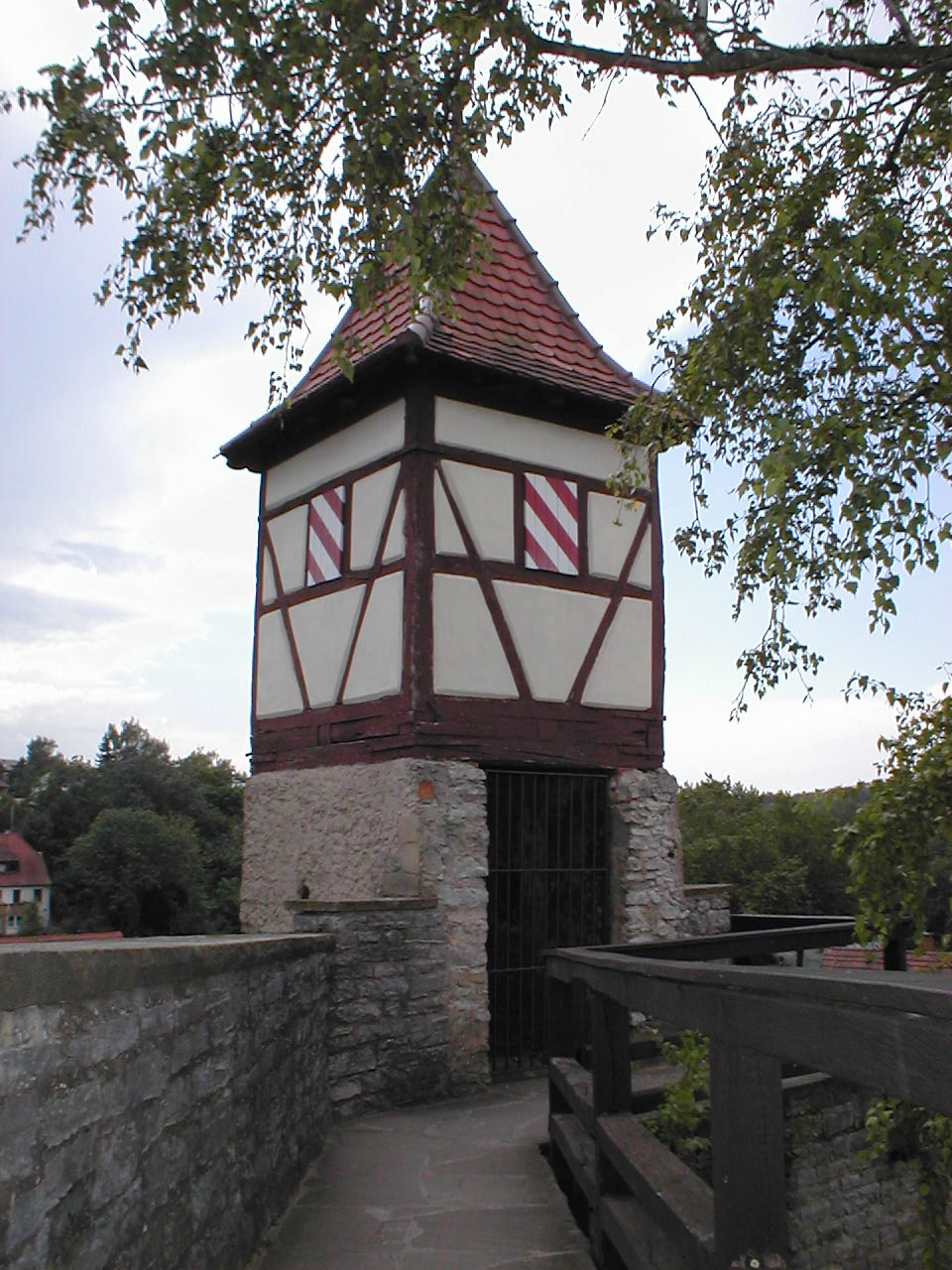
Nürnberger Türmchen, 17. Jahrhundert
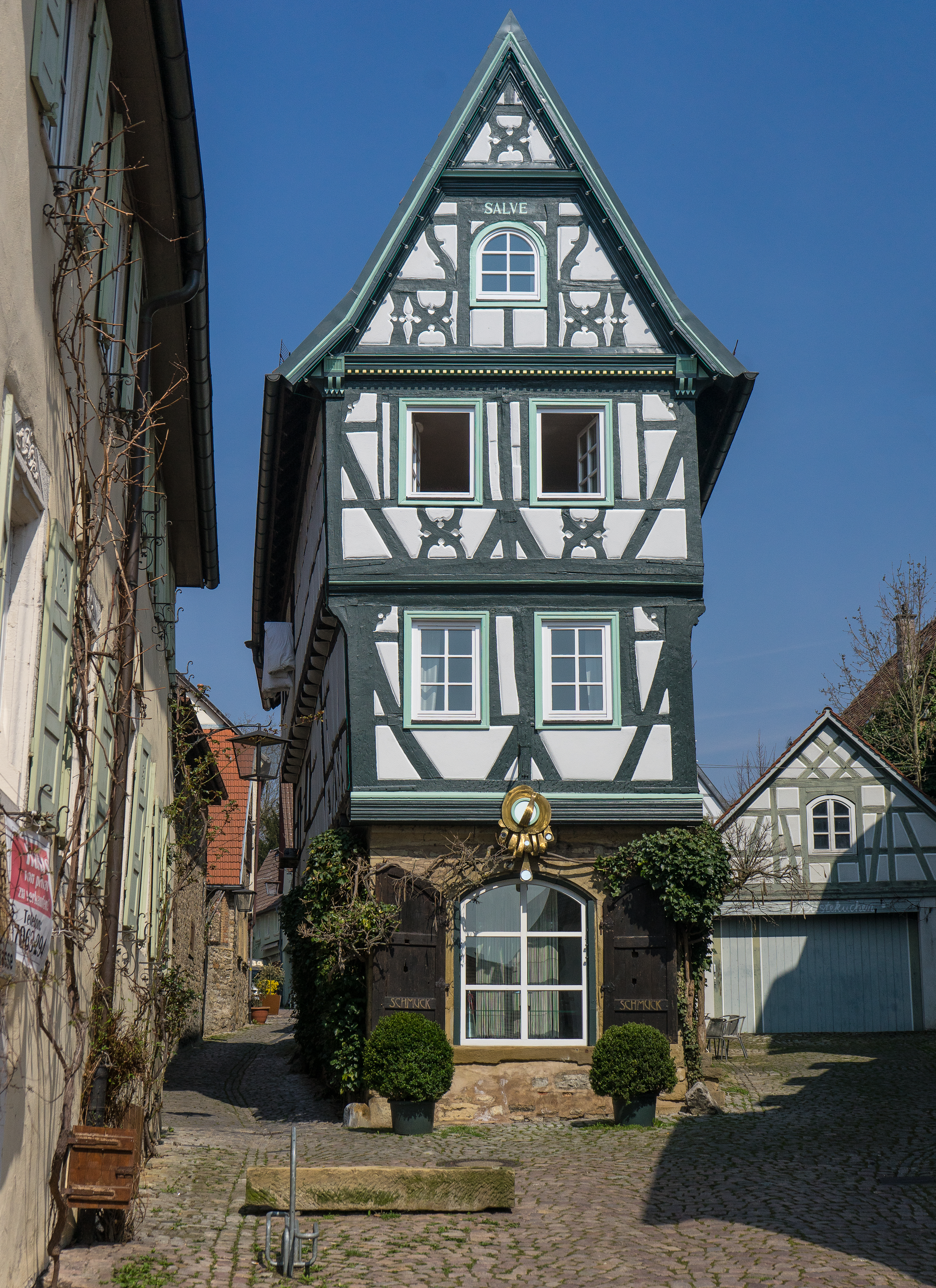
Fachwerkhaus Badgasse 8

#### Brunnen
- Der Adlerbrunnen an der Hauptstraße wurde 1576 errichtet. Längs der Hauptstraße verlief einst ein Gewässer, aus dem der fließende Brunnen ursprünglich gespeist wurde, während es auf dem nahen Plateau der Pfalz und der Stadtkirche zunächst nur Ziehbrunnen gab. Der als Brunnenfigur zu sehende Adler mit Schlüssel ist das Wappen der Stadt.
- Der Löwenbrunnen befindet sich ebenfalls an der Hauptstraße, ist ähnlichen Alters wie der Adlerbrunnen und zeigt als Brunnenfigur einen Löwen, der zwei Schilder mit den Stadtwappen hält.
- Der Marktbrunnen am Marktplatz wurde 1870 errichtet.

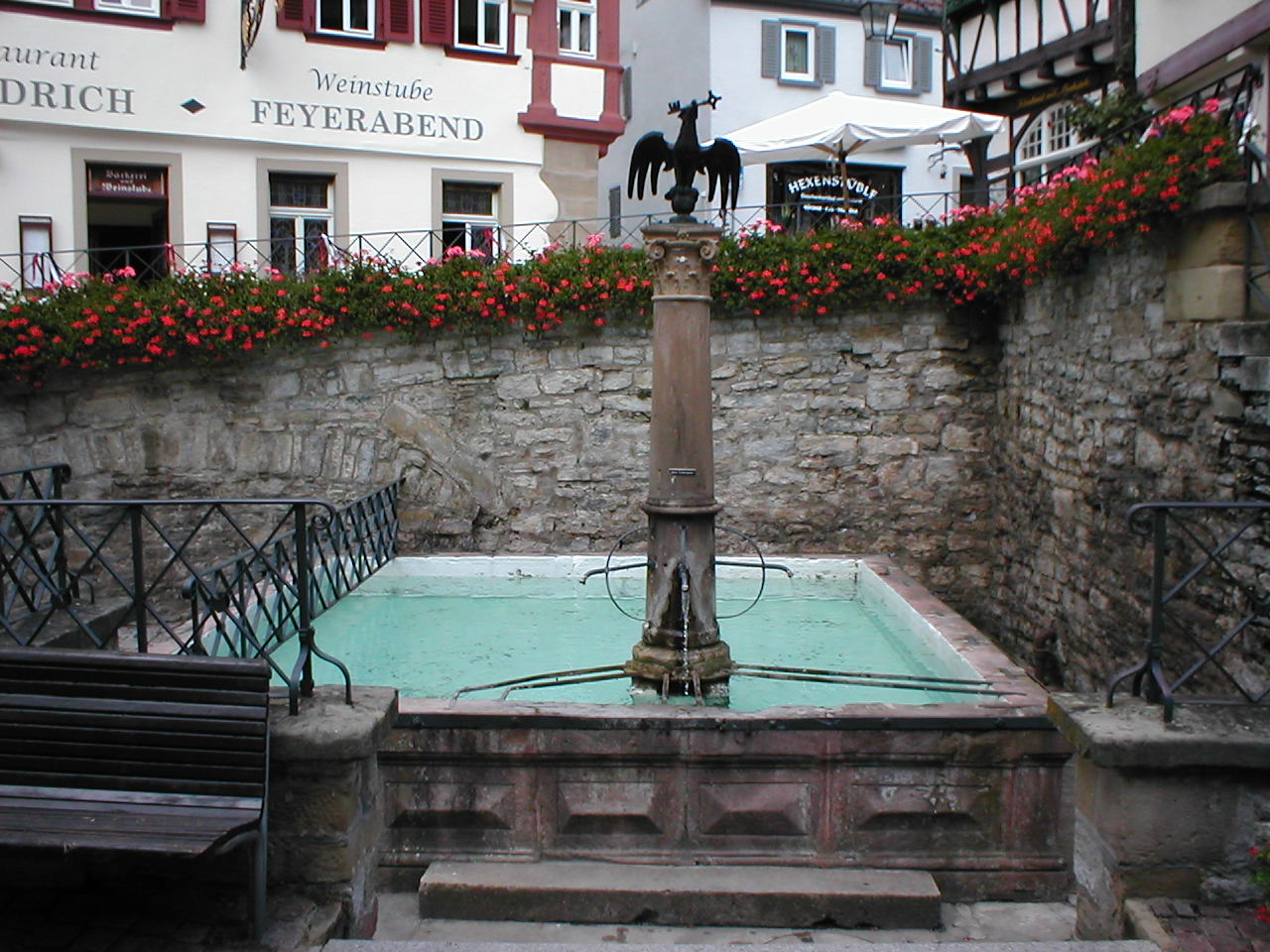
Adlerbrunnen
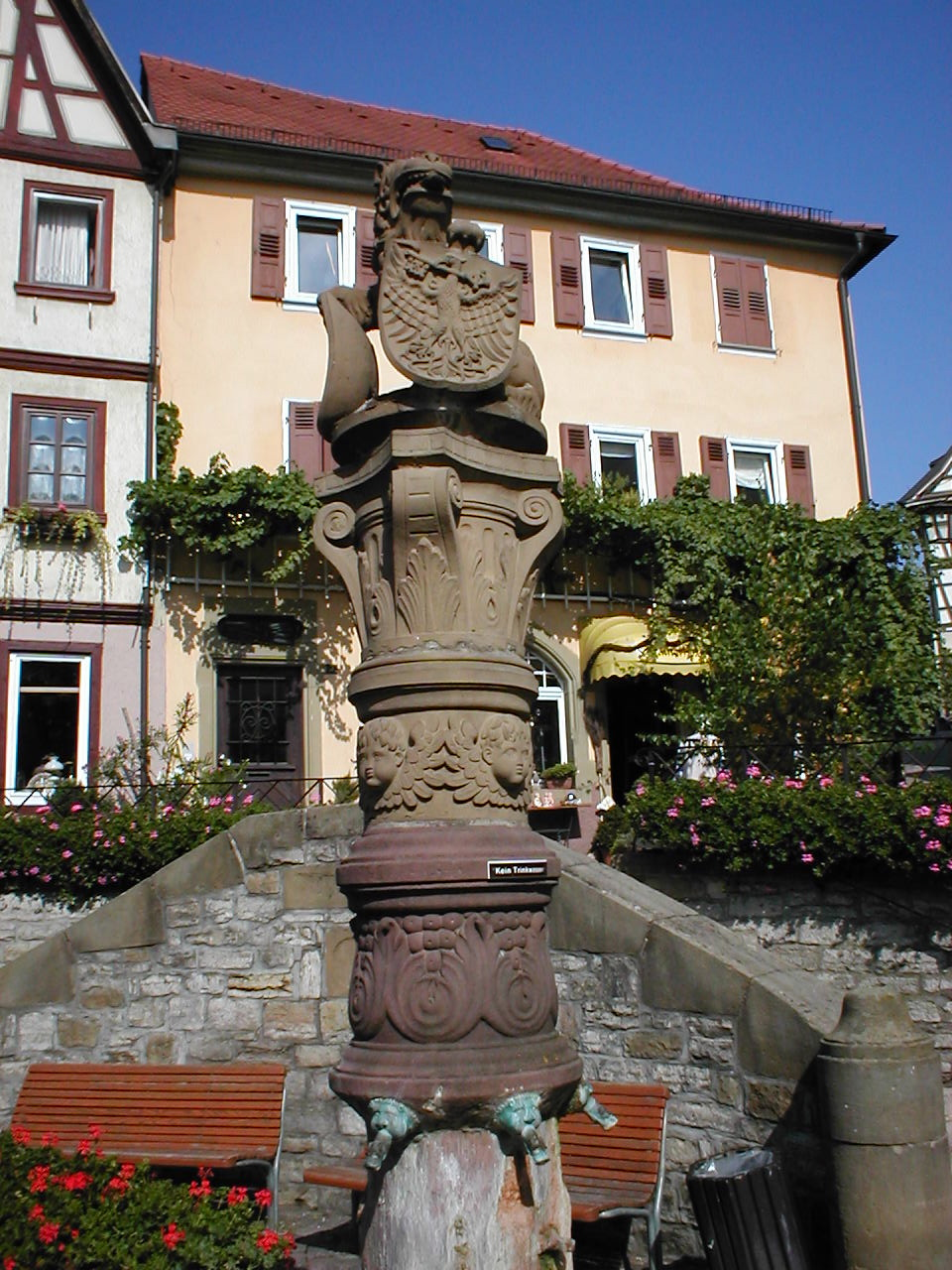
Löwenbrunnen
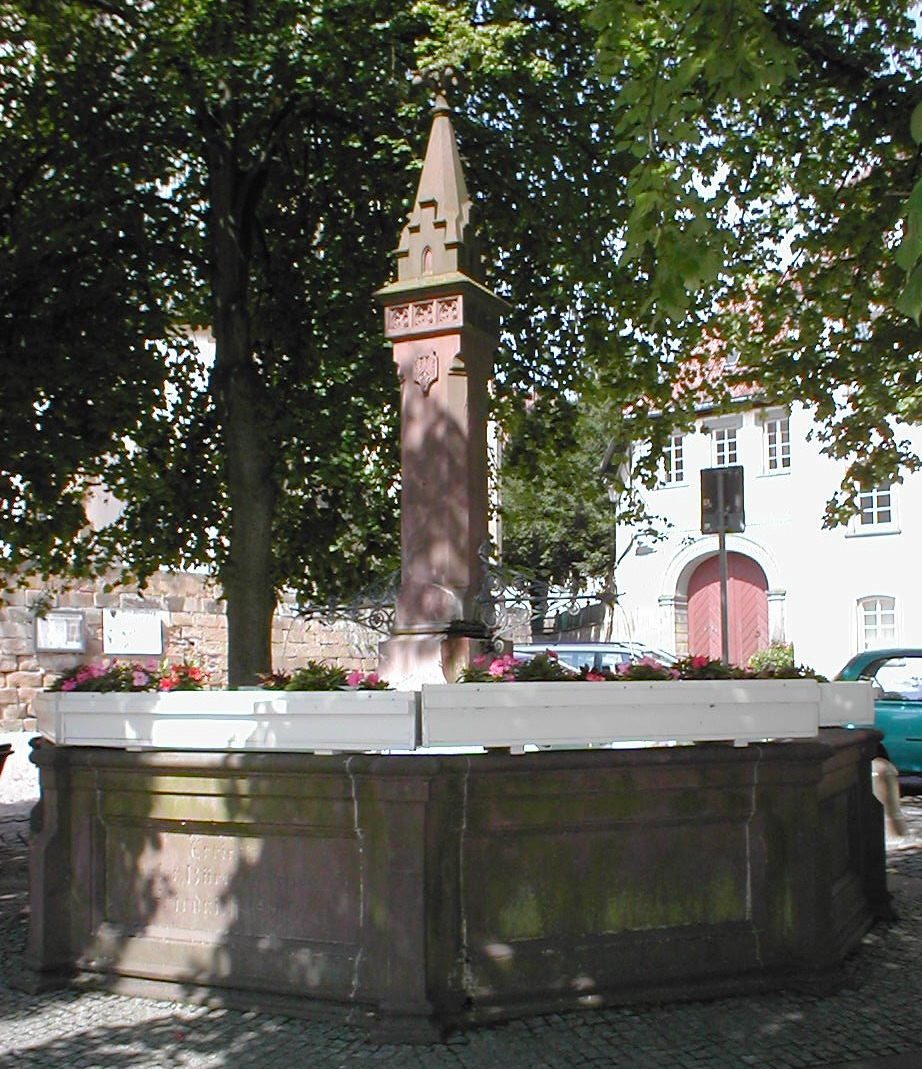
Marktbrunnen

### Museen

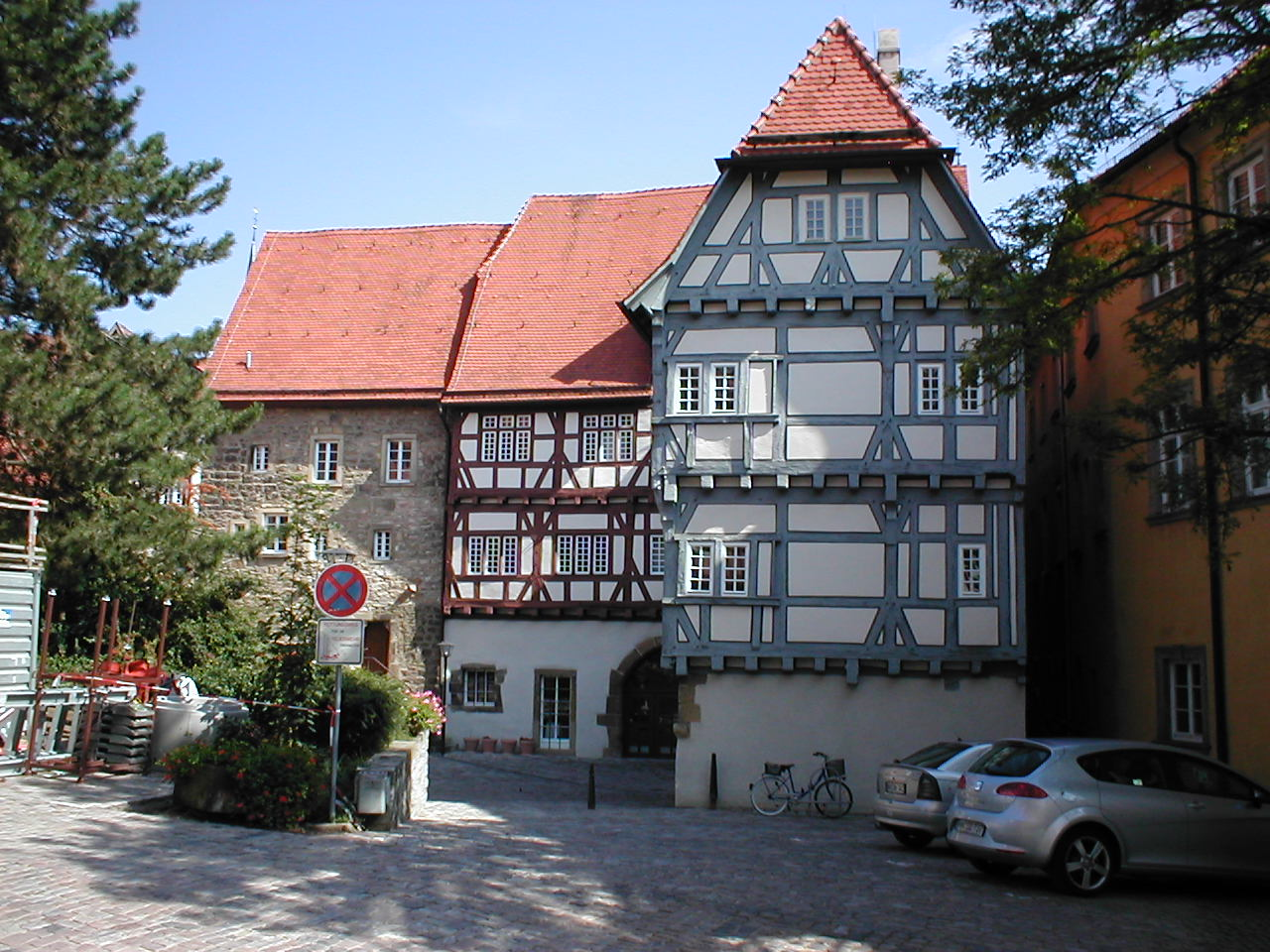
Bürgerspital mit Museum

Das Museum im Steinhaus ist in einem romanischen Gebäude der ehemaligen Stauferpfalz untergebracht und zeigt Exponate zur Geschichte Bad Wimpfens und der Staufer. Ebenfalls der Wimpfener Geschichte widmet sich das Reichsstädtische Museum im Alten Spital. Der Kirchengeschichte nimmt sich das Kirchenhistorische Museum in der Pfalzkapelle an. Das Ödenburger Heimatmuseum im ehemaligen Konventhaus des Dominikanerordens zeigt Exponate zur Heimatkunde Ödenburgs (heute Sopron in Ungarn), woher zahlreiche Heimatvertriebene nach dem Zweiten Weltkrieg nach Bad Wimpfen gekommen sind.
Die Galerie der Stadt im Alten Spital und verschiedene private Galerien zeigen klassische und moderne Kunst.

### Theater
Seit 2003 zeigen die Stauferpfalz-Festspiele Bad Wimpfen alle zwei Jahre Freilichttheater vor der historischen Kulisse der Altstadt.

### Sport und Freizeit
In Bad Wimpfen gibt es ein Solebad und ein Mineral-Freibad. Unter den verschiedenen Sportvereinen ist der Ruderverein Bad Wimpfen als international erfolgreich zu nennen.

### Regelmäßige Veranstaltungen
Weit über Bad Wimpfen hinaus bekannt sind der Wimpfener Talmarkt, ein seit dem Jahr 965 jährlich veranstaltetes Volksfest, und der traditionsreiche, ebenfalls jährlich veranstaltete Altdeutsche Weihnachtsmarkt in Wimpfen am Berg. Im Laufe des Jahres finden weitere überregional beachtete Veranstaltungen statt, darunter der große Wimpfener Faschingsumzug, die seit 2004 veranstaltete Lange Kunstnacht und das hochsommerliche Montmartre Feeling (eine Freilicht-Gemäldeausstellung) in der Altstadt sowie der Zunftmarkt (früher Hafenmarkt), ein Handwerks- und Kunsthandwerksmarkt am letzten Augustwochenende.

## Wirtschaft und Infrastruktur

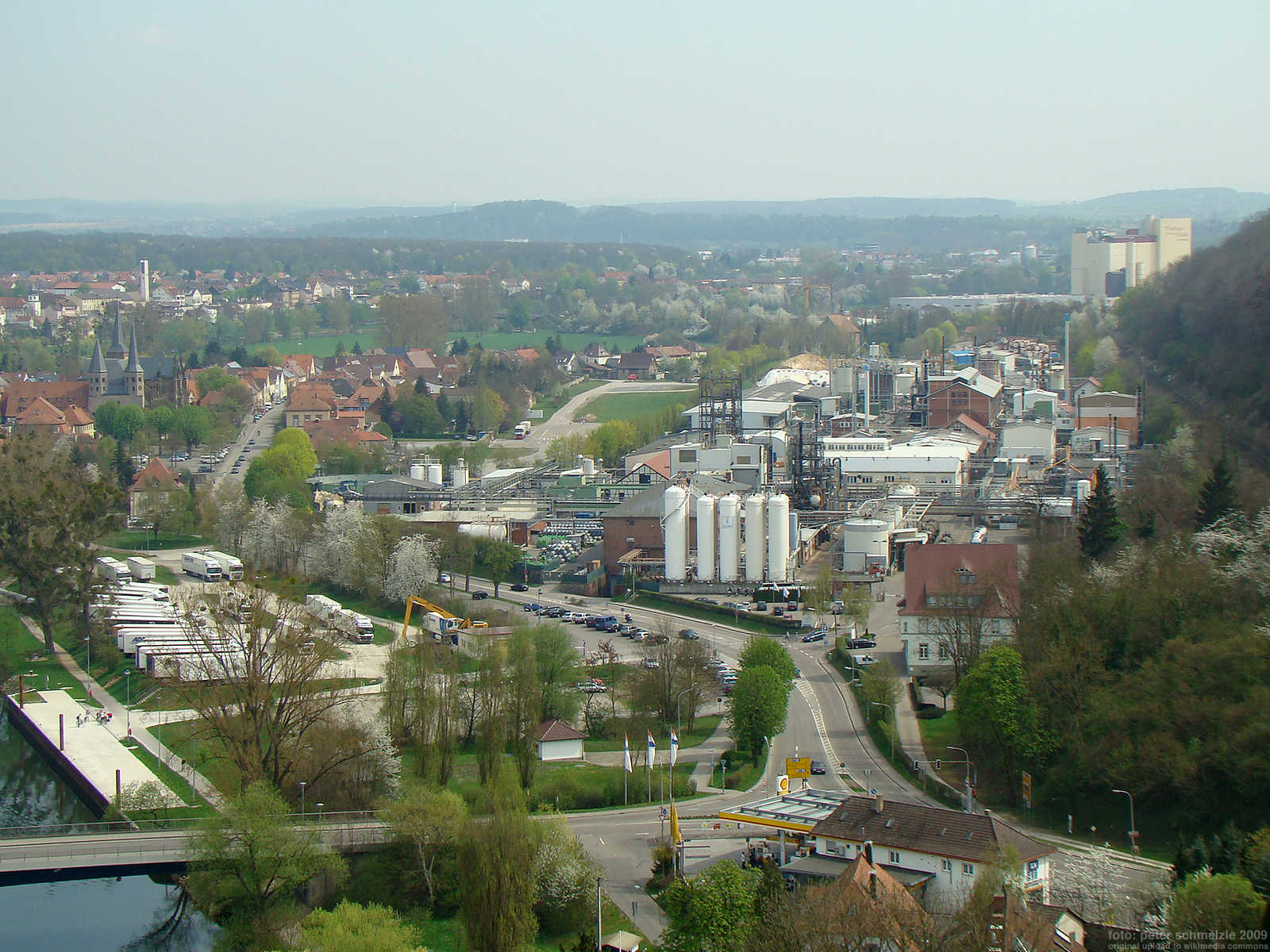
Die Solvay Fluor GmbH ist einer der größten Betriebe in Bad Wimpfen

### Wirtschaft
Einer der größten Arbeitgeber in Bad Wimpfen ist das Unternehmen Solvay Fluor GmbH, das hier mit über 350 Mitarbeitern verschiedene Produkte der Fluorchemie herstellt, u. a. Kältemittel und Treibgase.
Im September 2015 wurde bekannt, dass der Lebensmittel-Discounter Lidl seine Deutschlandzentrale vom benachbarten Neckarsulm nach Bad Wimpfen verlegt. Dafür wurde ein eigenes Gewerbegebiet für den Neubau der Arbeitsplätze für ca. 1300 Angestellte auf rund vier Hektar erschlossen, der im Mai 2017 begann und Anfang 2019 bezogen werden soll.  Die Bauarbeiten dauerten bis 2021 an. Das Investitionsvolumen wird auf 200 Millionen Euro geschätzt. Im Oktober 2017 wurde zudem das vom Lidl-Aufsichtsratsvorsitzenden Klaus Gehrig mit 15 Millionen Euro errichtete Hotel Neues Tor eingeweiht, das sich primär an Geschäftsreisende richtet.
Die Frießinger Mühle ist die größte private Industriemühle Baden-Württembergs.
Das von der SRH-Gruppe betriebene Gesundheitszentrum Bad Wimpfen beschäftigt über 200 Mitarbeiter.

### Verkehr

#### Bahnverkehr

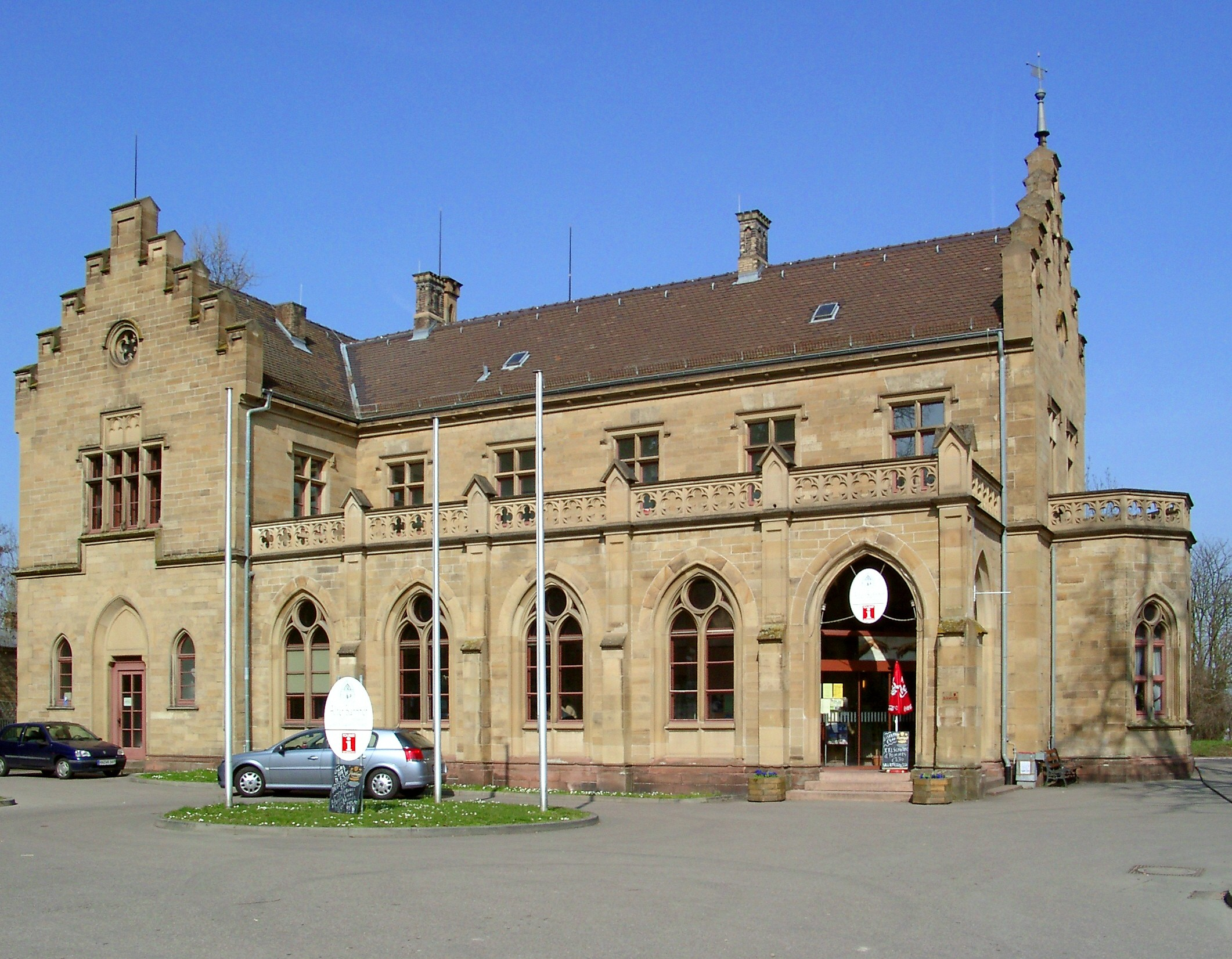
Ehemaliger Bahnhof Bad Wimpfen, heutige Bollwerk Lounge

Bad Wimpfen liegt an der Elsenztalbahn von Bad Friedrichshall nach Heidelberg. Der Bahnhof Bad Wimpfen ist als einziger in Baden-Württemberg im Baustil der Neogotik errichtet. Das Bahnhofsgebäude dient seit 1992 nicht mehr den Reisenden, sondern kam in den Besitz der Stadt, beheimatete für rund 20 Jahre die Tourist Information, und wird seitdem als Bollwerk Lounge vollständig gastronomisch genutzt.

#### Straßenverkehr
Die Autobahnanschlussstelle Heilbronn/Untereisesheim zur A 6 ist weniger als 8 km entfernt. Die Anfahrt ist von Osten kommend auch über die Bundesstraße 27 ab der Anschlussstelle Heilbronn/Neckarsulm der A 6 sinnvoll.

#### Radverkehr
Durch Alltagsrouten aus dem Radnetz Baden-Württemberg ist Bad Wimpfen
- über Gundelsheim und Haßmersheim mit Mosbach,
- über Bad Friedrichshall und Neckarsulm mit Heilbronn,
- über Bad Rappenau mit Sinsheim und
- über Bad Friedrichshall (Stadtteil Jagstfgeld) und Neudenau mit Möckmühl verbunden.

Durch das Stadtgebiet und entlang des Neckars führt als Landes-Radfernweg:
- Der Neckartal-Radweg führt über 410 Kilometer vom Neckarursprung in Villingen-Schwenningen entlang des Neckars bis zu dessen Mündung in den Rhein bei Mannheim.

Zusätzlich bestehen regionale Fahrradwege nach Bad Rappenau, Biberach und Bonfeld.

#### Öffentliche Verkehrsmittel
Bahnen und Busse können zu einheitlichen Tarifen des Heilbronn-Hohenlohe-Hall-Nahverkehr-Verbundes (HNV) benutzt werden. Der Bus- und S-Bahnverkehr wird vom Landkreis Heilbronn organisiert, die insgesamt 19 Bushaltestellen und drei Bahnhaltestellen bedienen. Neben dem Regionalverkehr wird für den innerstädtischen Verkehr ein Bürgerbus organisiert, der von Montag bis Samstag unter de, Namen BürgerMobil verkehrt.
Folgende Linien fahren Bad Wimpfen an:
| Linie     | Art          | Strecke | Takt                          |
| --------- | ------------ | --- | ----------------------------- |
| 683       | Bus          | Bad Wimpfen – Heilbronn-Biberach – Bonfeld (– Fürfeld – Treschklingen – Kirchardt – Bockschaft – Berwangen – Gemmingen) | einzelne Fahrten an Werktagen |
| 684       | Bus          | Bad Wimpfen – Heinsheim – Zimmerhof – Bad Rappenau                                                                      | alle 60 min an Werktagen      |
| 694       | Bus          | Bad Wimpfen – Bad Wimpfen im Tal – Untereisesheim (– Obereisesheim – Neckarsulm)                                        | Schülerverkehr                |
| S42       | S-Bahn       | Sinsheim – Bad Rappenau – Bad Wimpfen – Bad Friedrichshall – Neckarsulm – Heilbronn                                     | Halbstundentakt               |
| RE10a     | Regionalbahn | Mannheim – Meckesheim – Sinsheim – Bad Rappenau – Bad Wimpfen – Bad Friedrichshall – Neckarsulm – Heilbronn             | Zweistundentakt               |
| Bürgerbus | Midibus      | Carl-Ulrich-Straße – Fleckensteinstraße – Marktplatz – Landgraben – Corneliastraße                                      | Stundentakt                   |

Die Schwarzgruppe testet einen autonomen Bus zwischen der Deutschlandzentrale vom Lidl und dem Bahnhof in Bad Wimpfen.

### Medien
Über das Geschehen in Bad Wimpfen berichtet die Tageszeitung Heilbronner Stimme in ihrer Ausgabe N, Landkreis Nord, sowie der Wimpfener Heimat-Bote als städtisches Bekanntmachungsorgan.

### Bildung
In Bad Wimpfen gibt es die Ludwig-Frohnhäuser-Schule, eine Gemeinschaftsschule, sowie das Hohenstaufen-Gymnasium.
Die Volkshochschule Unterland unterhält in Bad Wimpfen eine Außenstelle.
Die Musikschule Unterer Neckar sowie die private Musikschule Harmonie bieten in Bad Wimpfen Musikunterricht an.

### Gesundheit
Das von der SRH-Gruppe betriebene Gesundheitszentrum Bad Wimpfen (ehemalige Kurklinik) betreut mit über 200 Mitarbeitern im Jahr etwa 4800 Patienten.

## Persönlichkeiten

### Söhne und Töchter der Stadt
- Martin Mair (um 1420–1480), Humanist und Staatsmann
- Georg Simler (um 1477–1536), Schulpädagoge und Hochschullehrer
- Jakob Müller (1565–1611), Bildhauer, Steinmetz und Bildschnitzer
- Abraham Gerner (ca. 1610–1677), Doktor der Medizin und Philosophie. Pfalzgraf, Prädikat „von Lilienstein“, Reichsbeamter in Speyer
- Friedrich Carl Fulda (1724–1788), Theologe und Sprachforscher
- Ignaz von Beecke (1733–1803), Komponist und Pianist
- Wilhelm Voerg (1833–1888), Unternehmer und Politiker
- Carl Walter (1834–1906), Architekt und Direktor der Königlichen Baugewerkschule in Stuttgart
- Albert Barth (1856–1914), Landwirt und Landtagsabgeordneter
- Hermann Müller (1881–1946), Lehrer und Politiker, Bürgermeister von Rüsselsheim
- Conrad Pfau (1885–1954), Maler und Grafiker
- Gustav Schäfer (1896–1967), Sport- und Hochschullehrer, Sportfunktionär
- Friedrich Quack (1934–2014), Richter am Bundesgerichtshof a. D.
- Ulla von Gemmingen (* 1949), Museumspädagogin und bildende Künstlerin
- Gordon Rapp (* 1957), Rechtsanwalt, Insolvenzverwalter und Sportfunktionär
- Thomas Funk (* 1962), Politiker (SPD)
- Daniel Jobst Müller (* 1965), Hochschullehrer für Biophysik

### Weitere Persönlichkeiten
- Wilhelm von Wimpfen (13. Jahrhundert), staufischer Ministeriale, Schultheiß und Vogt von Wimpfen
- Pankraz Wagner († 1584), Bildhauer
- Richard Weitbrecht (1851–1911), Schriftsteller und Pfarrer in Wimpfen
- Carl Geist (1870–1931), Maler
- Albert Schmitt (1894–1970), erster Abt der Abtei Grüssau
- Eugen Schusteritsch (1913–1994), Vertriebenenfunktionär
- Paul Doll (1915–2003), Bürgermeister von Bad Wimpfen und Landtagsabgeordneter
- Laurentius Hoheisel (1923–2008), zweiter Abt der Abtei Grüssau
- Richard van Basshuysen (* 1932), Ingenieur und Autor, betreibt in Bad Wimpfen ein Ingenieurbüro
- Bernhard Lasotta (1969–2019), Politiker (CDU), Mitglied des Landtages von Baden-Württemberg
- Franziskus Eisenbach (1943–2024), Weihbischof und Pfarrer von Bad Wimpfen